# Mogul művészet

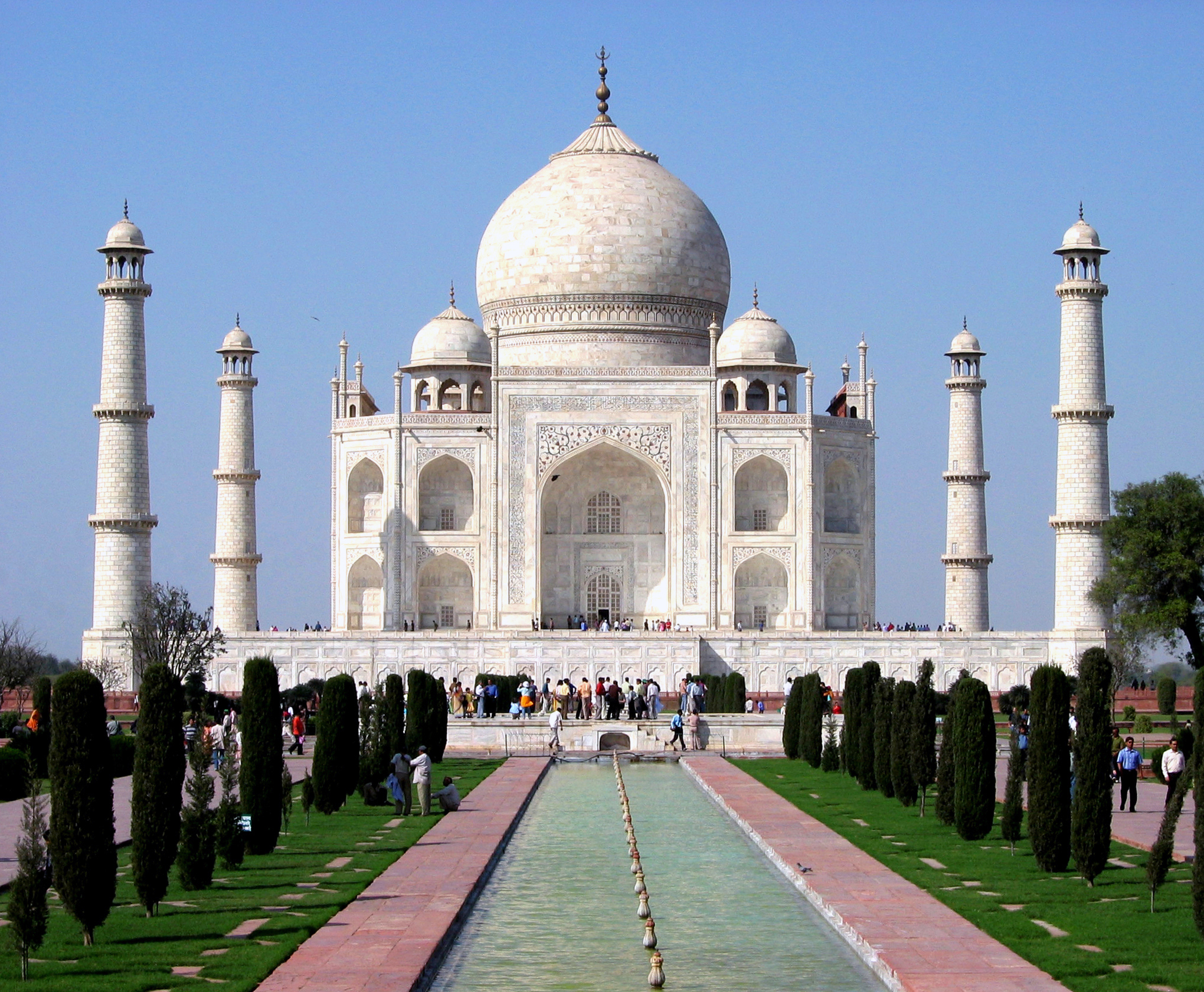
A Tádzs Mahal, Agra

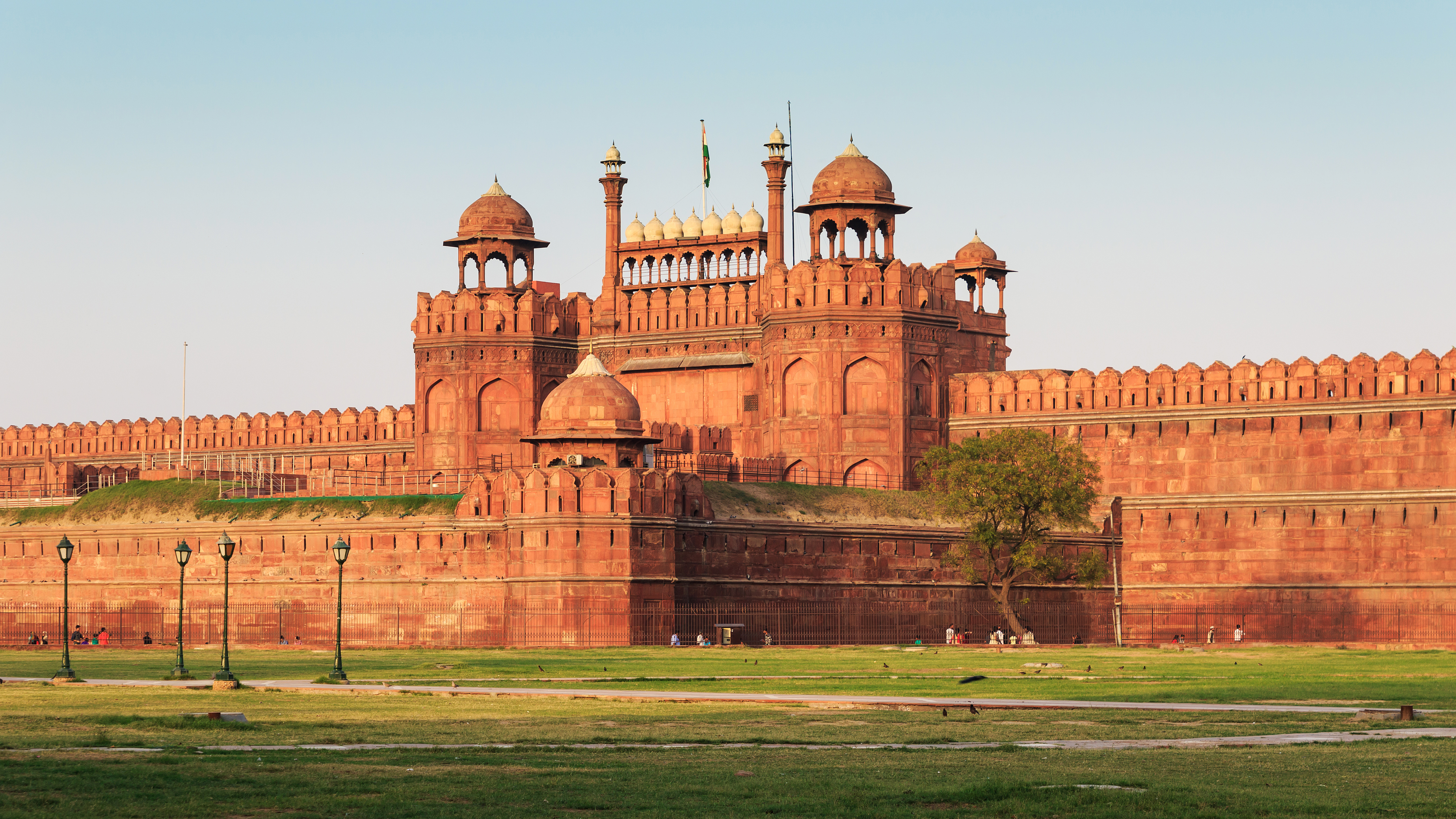
A Vörös Erőd, Delhi

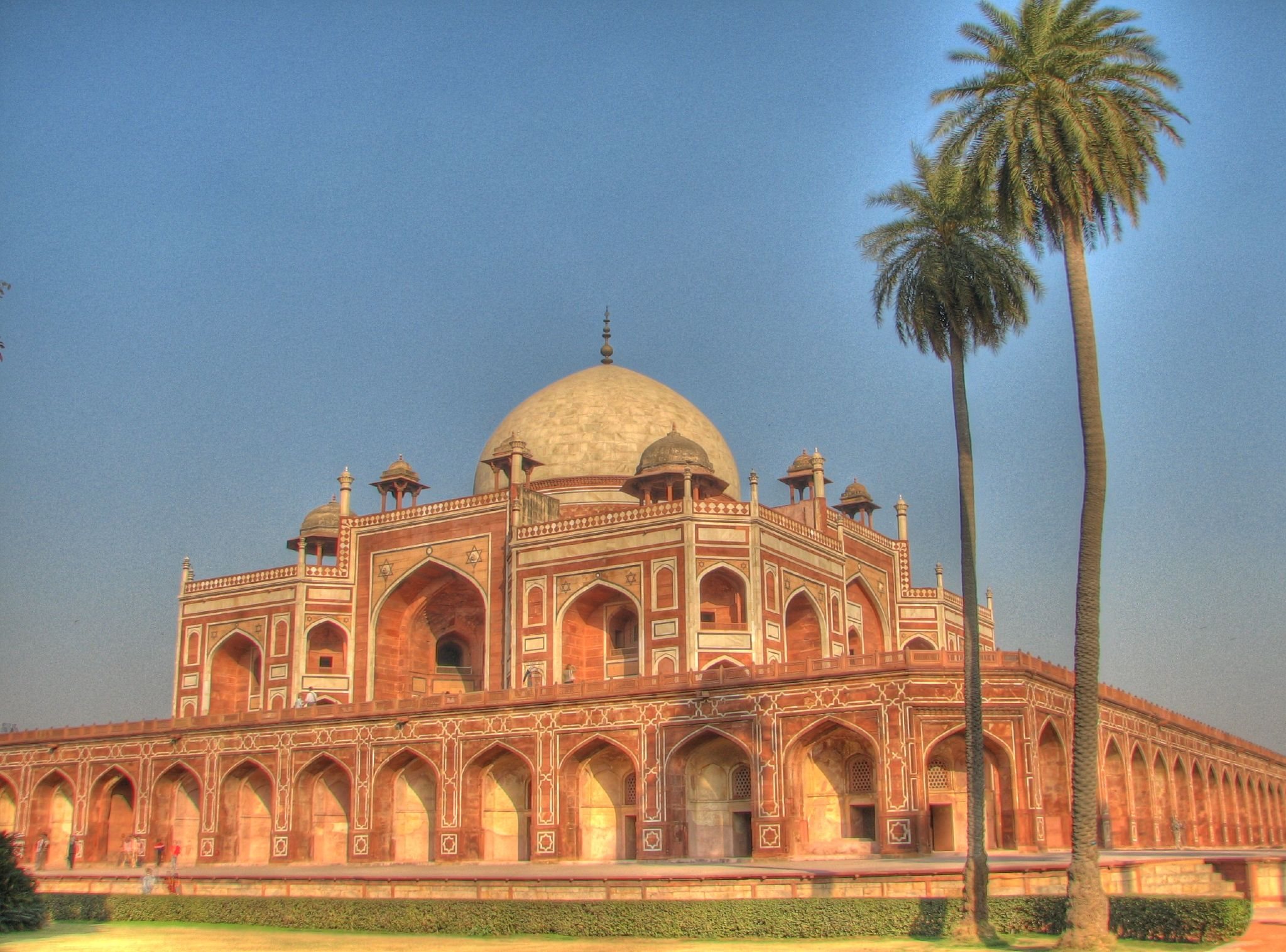
Humájun síremléke, Delhi

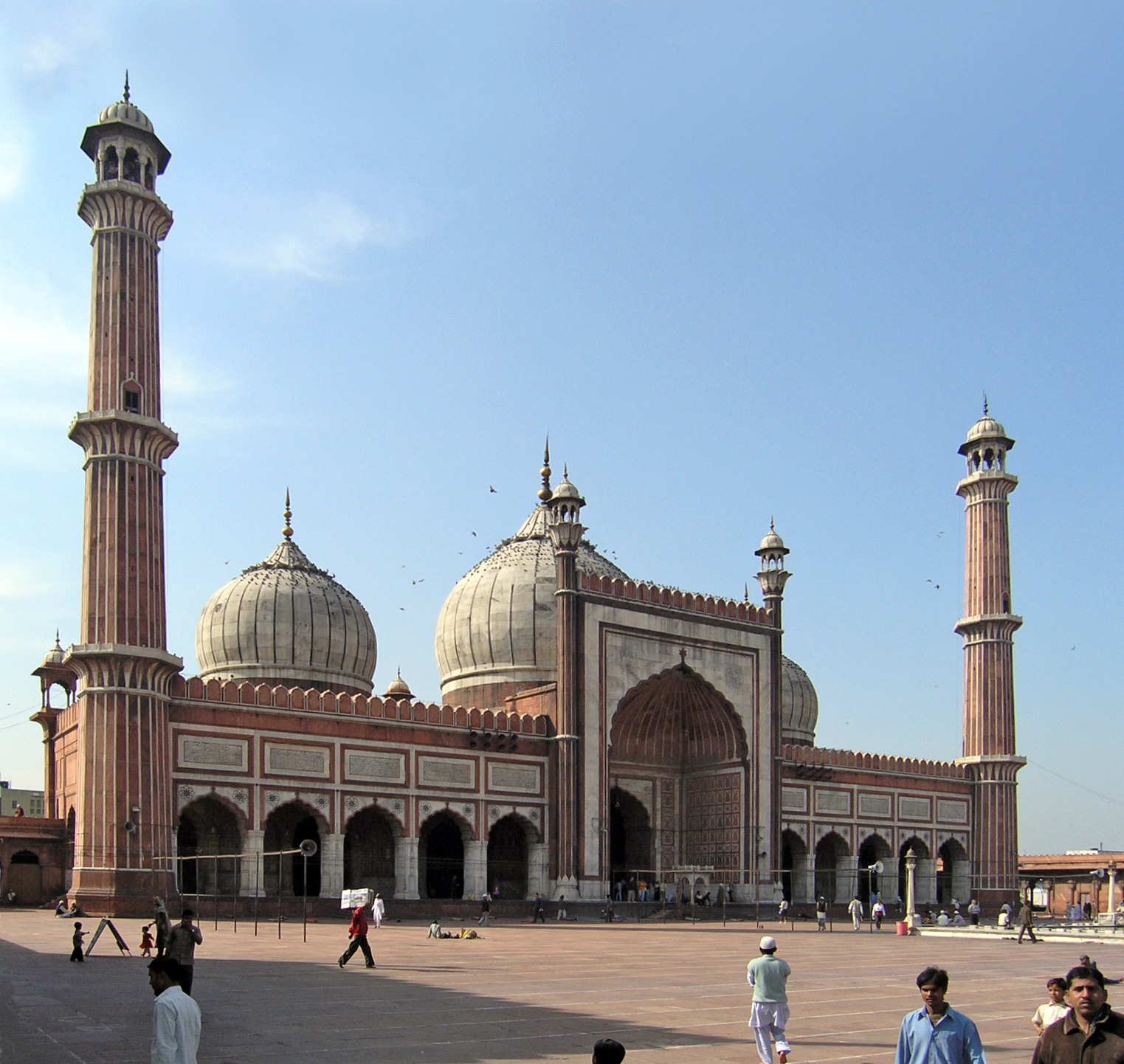
A Dzsama Maszdzsid, Delhi

Mogul művészetnek nevezik az Indiában 1526 és 1858 között uralkodó mogul dinasztia idejében készült műalkotások összességét. A mogul művészetben kifejezésre jutott a birodalom hatalma, de ugyanakkor azok a kompromisszumok is, amelyekre ez a hatalom épült. A mogul császárok nagy jelentőséget tulajdonítottak az építészetnek, az uralkodói rang jelképének és a dinasztikus önazonosság megnyilvánulásának tekintették. Az építészet világosan kifejezi az iszlám és a helyi indiai stílus összefonódását. Ez a szintézis legvilágosabban Akbar sah Agra közelében felépített ideiglenes fővárosában, Fatehpur Szíkriben mutatkozik meg. Ez a város a hagyományos muszlim boltívek, kupolák és tágas terek, valamint egyszerű hindu kőoszlopok és díszítő elemek ötvözete. A kor jellegzetes alkotásai a nagy méretű mecsetek, amelyekkel az uralkodók az iszlám valláshoz való elkötelezettségüket hangsúlyozták, a kertekben található, pódiumon álló monumentális síremlékek és az erődök. A mogul építészet legkiemelkedőbb alkotásai a birodalom legfontosabb városaiban, az indiai Agrában, Delhiben és Fatehpur Szíkriben, valamint a pakisztáni Lahorban találhatók.
Akbar tekinthető a mogul festészet megalapítójának. A királyi műtermekben több mint száz festő, leginkább gudzsaráti, rádzsasztáni és kasmíri hinduk alkottak. Amikor Akbar meghalt, könyvtára huszonnégyezer illusztrált kéziratot tartalmazott. Az uralkodó tág érdeklődési körét tükrözte az ábrázolt témák sokfélesége. A perzsa és közép-ázsiai udvarok által kedvelt perzsa irodalmi klasszikusokat illusztrálták, a királyi műterem hatalmas vállalkozása a Hamzanáme ezernégyszáz szövetre festett képével is ezek közé tartozik. Egyes hindu elbeszélő költeményeket, például a Rámájanát és Mahábháratát szintén képekkel díszítették, akárcsak az uralkodóházzal kapcsolatos életrajzokat, a Báburnámét, a Timurnámét és az Akbarnámét.
Dzsahángír uralkodása alatt mutatta a mogul festészet a legnagyobb formai és stiláris változatosságot. Az Akbar korában készült mozgalmas műalkotások drámai hangulata továbbra is megtalálható a képeken, de a rájuk jellemző zsúfoltság nélkül. Megjelenik az emberi természet ábrázolásának igénye és a realizmusra való törekvés is. Uralma alatt a mogul festészet valamennyi ága kibontakozott, az allegorikus, a realista, az ünnepélyes, az érzéki, a jellemvonások iránti érdeklődés, illetve a természet csodálatát tükröző ábrázolásmód. Sáh Dzsahán a festészettel szemben előnyben részesítette az építészetet, uralkodása alatt a festészet ünnepélyesebb stílusúvá vált. A művészek főként udvari eseményeket és megrendelésre készült portrékat ábrázoltak. Az udvari műhelyben a királyi családhoz kapcsolódó krónikák illusztrálására helyezték a fő hangsúlyt. Aurangzébet nem érdekelte a festészet, és bár uralkodásának kezdetén egy darabig még készültek könyvillusztrációk, ezekre a képekre már nem jellemző a realizmusra való törekvés.
A mogul uralkodók nemcsak gyűjtötték a műveket és elrendelték illusztrálásukat, hanem maguk is írtak könyveket. Bábur önéletrajza a világ egyik legkiemelkedőbb önéletírásának tekinthető, amelynek erőteljes stílusa és közvetlensége, valamint szerzőjének esztétikai érzéke és átütő intelligenciája magával ragadja olvasóját. Dzsahángír is írt emlékiratokat, viszont az ő műve érdemtelenül kevés figyelmet kapott, holott remekül ábrázolja az udvari életet és az uralkodó kivételes érdeklődését a festészet és az őt körülvevő világ iránt.
Bár Indiában már a mogulok érkezése előtt is jelentős hagyománya volt a tájrendezésnek, a kertépítészet az ő uralmuk alatt érte el csúcspontját. A császári kertek az állandó hadjáratok és az udvar gyakori költözése miatt egyfajta katonai és császári karavánszerájként is funkcionáltak. A kertekben kezdetben kevés állandó épület állt, majd idővel egyre több építészeti elem kapott helyet bennük, köztük pavilonok, fürdők és kihallgatási csarnokok. A kertek később a paloták és síremlékek elmaradhatatlan részeivé váltak.

## Történelmi háttér

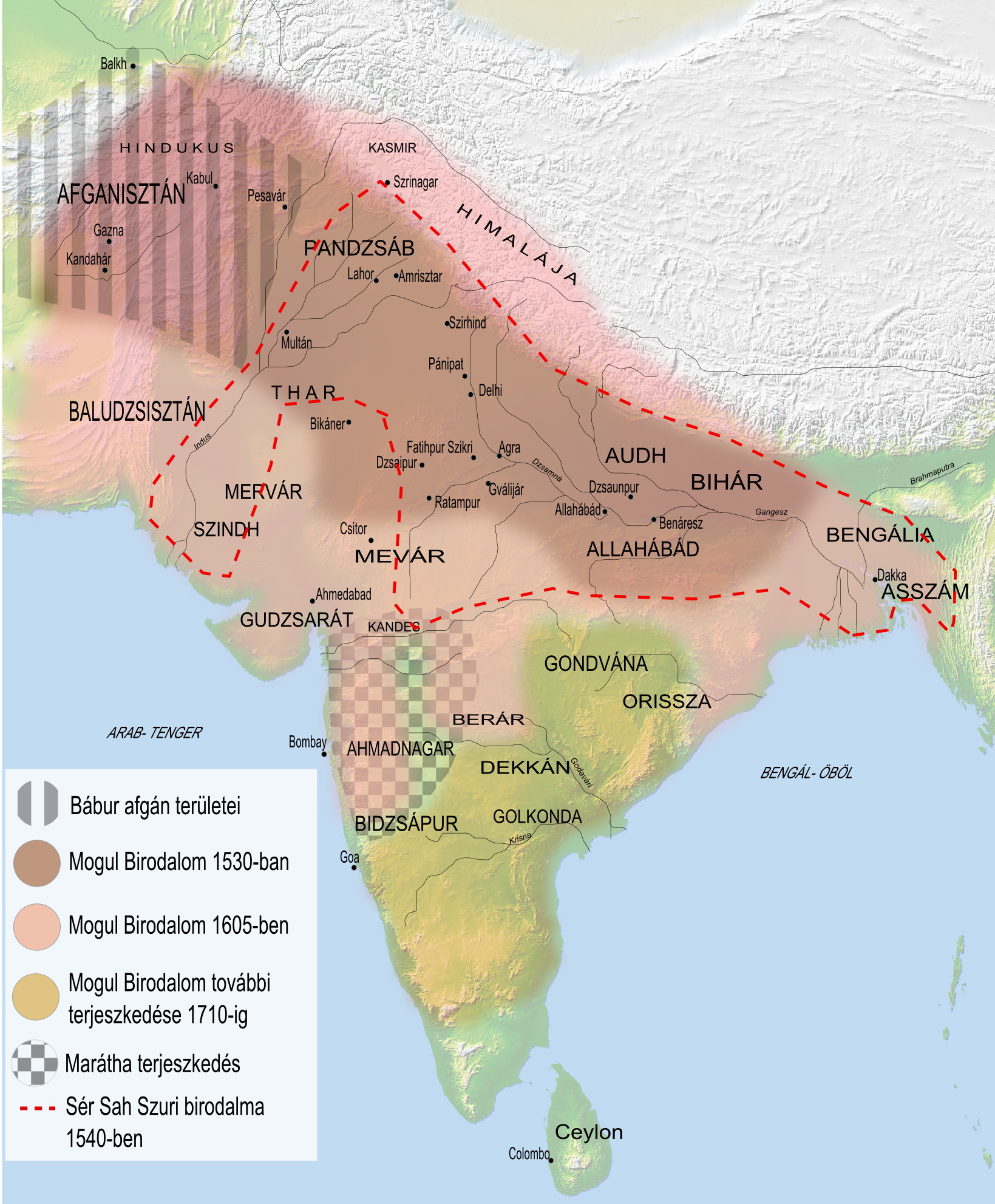
A Mogul Birodalom

A mogul-dinasztia (1526–1858) volt a legnagyobb hatalmú, leggazdagabb és legtovább uralkodó muszlim dinasztia Indiában. Hatalmas vagyonuk alapja – amely mellett eltörpült perzsa és török kortársaik gazdagsága – a mezőgazdaság volt, mivel a csapadékos szubtrópusi területen nagy termésátlaggal lehetett többféle gabonát és más haszonnövényt termeszteni. A mogulok háborúkkal, diplomáciai és politikai eszközökkel az újabb kori történelem egyik leghatalmasabb, legeredményesebben központosított, a perzsa és a török birodalomnál is nagyobb kiterjedésű birodalmát hozták létre. Hatalmuk csúcsán 3,2 millió négyzetkilométeres területen száz–százötven millió ember fölött uralkodtak. Észak-Indiát hódítás révén szerezték meg, és hadjárataik nem egyszerűen egy újabb közép-ázsiai nép benyomulását jelezte a szubkontinensre, hanem egy új dinasztia megalapítását is.
A dinasztia megalapítója a csagatáj-török eredetű Bábur (1526–1530) apai ágról Timur Lenk, anyai ágról Dzsingisz kán leszármazottja volt. Bábur apja egy kisebb timurida hercegség uralkodója volt Közép-Ázsiában, a Ferganai-völgyben. Halála után az üzbégek hatalmának megerősödésekor Báburnak kelet felé kellett vonulnia. 1504-ben elfoglalta Kabult, ahol egy hatalmi bázist épített ki magának. Innen rablóhadjáratokat indított az indiai területekre, 1526-ban a pánipati csatában legyőzte a Lódi-dinasztiából származó szultánt, majd a következő évben a rádzsput uralkodók szövetségét is.
Ezekkel a győzelmekkel a mogul dinasztia megvetette a lábát az indiai területeken, de Bábur legidősebb fiát Humájunt (uralk. 1530–1540 és 1555–1556) egy, a Lodi–dinasztia főemberei által szervezett felkelésben megfosztották a trónjától. A felkelő nemesek vezetője az afgán származású hadúr, Farid Khán Szúri volt, aki Bihárból indított támadásai során legyőzte Humájunt, és tizenöt évre, 1555-ig száműzetésbe kényszerítette. A hadúr akinek így a fennhatósága alá kerültek a mogul területek, ezután 1540 és 1545 között Sér Sáh Szúri néven uralkodott. Nem csak tehetséges hadvezér volt, hanem az államigazgatáshoz is értett, ami az uralkodása alatt bevezetett pénzügyi és gazdasági reformokban nyilvánult meg. A Szúri-dinasztia uralkodása alatti tizenöt évet Humájun Perzsiában és Afganisztánban töltötte száműzetésben. Később a Sér Sáh halála utáni trónviszályok okozta zavaros helyzet lehetővé tette a számára, hogy 1555-ben visszaszerezze a trónját és a korábban elveszített területeket. Humájun fél évvel később Delhiben egy balesetben meghalt (leesett könyvtára lépcsőjéről), és a trónt tizennégy éves fia, Akbar örökölte (1556–1605).
Akbar hosszú uralkodása alatt a dinasztia kiterjesztette hatalmát Észak- és Közép-India felett, uralma alá tartozott a Kabultól és Kasmírtól Bengálig terjedő terület, illetve Handes, Málava, Rádzsasztán és Gudzsarát államok a Dekkán határáig. Az udvari arisztokráciát közép-ázsiai mogulok, afgánok, perzsák és indiai rádzsputok alkották, akiknek katonai rangokat adományozott. Uralkodása alatt többször is megpróbálta elsimítani az udvar tagjainak eltérő kulturális és vallási hátteréből fakadó ellentéteit, azt remélve, hogy ezzel megsemmisítheti a vallási elit hatalmi bázisát.
Akbar fia Dzsahángír (1605–1627) idejében, miközben a birodalom elérte hatalmának csúcsát, ugyanez a tendencia folytatódott. Az uralkodó ópium- és alkoholfüggő volt, és ahogy függősége fokozódott, felesége Núr Dzsahán vette át az uralkodással járó feladatokat. Núr Dzsahán apja Itimádud-Daula és testvére Aszaf Kán foglalták el a birodalom legmagasabb pozícióit. Unokahúga Mumtáz Mahal a császár fiához, a későbbi Sáh Dzsahánhoz ment feleségül. Sáh Dzsahán (1628–1658) megkísérelte a Közép-Ázsiát és az Indiát a síita szafavidák ellenében egy közös szunnita muszlim állammá egyesíteni de ez a kísérlete 1647-ben kudarcot vallott. Seregei Kabul északnyugati határán túl folytattak hadjáratokat Balh és Badashán visszafoglalására, amelyekre az uralkodó mint a mogul dinasztia örökségére tartott igényt.
Sáh Dzsahán fia, Aurangzeb, az utolsó nagy hatalmú mogul uralkodó az iszlám műveltség előmozdítására fordította a figyelmét, amelyet üdvözöltek az ortodox muszlimok. A birodalomnak az iszlám iránti ilyen mértékű elkötelezettsége kikezdte az államszervezet alapjait, ugyanis a felszínre kerültek a vallási ellentétek és egyre nagyobb lett a mogulokkal szembeni ellenállás. Aurangzeb felhagyott a szubkontinensen kívüli újabb területekre irányuló hódításokkal, és a Dekkán-fennsíkon folytatott területszerző hadjáratokat. Aurangzeb halála után a helyi uralkodók befolyása megnőtt, mialatt a mogul birodalom területe és befolyása egyre csökkent. A 18. században a Delhiből kormányzó mogul császárok hatalma már csak névleges volt. 1739-ben a perzsa Nádir Sah kifosztotta Delhit, majd az elkövetkező ötven évben az egyre gyakoribbá váló támadások óriási pusztítást okoztak a városban. 1803-ban a Brit Kelet-indiai Társaság megszerezte Delhi fölötti uralmat, és 1858-ig a mogul császárokat bábként használva uralkodott. 1858-ban az utolsó mogul uralkodót, II. Bahádur Sahot megfosztották trónjától és száműzték.

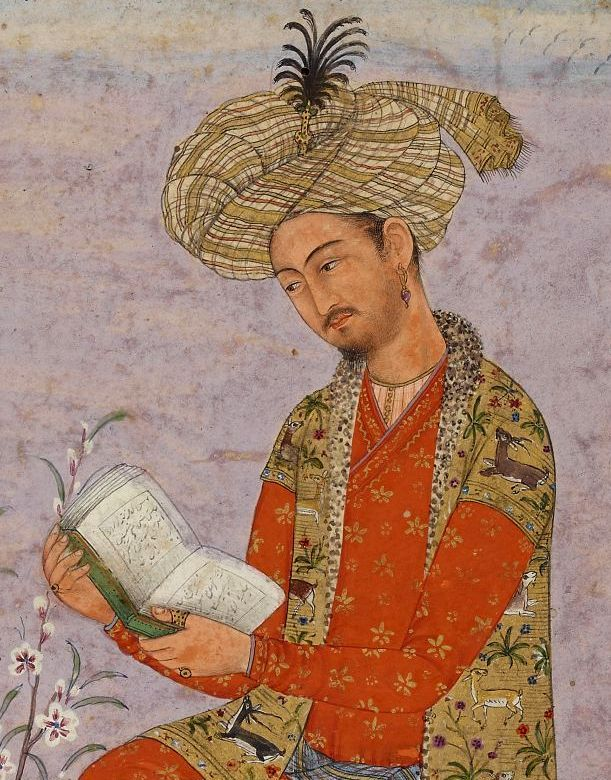
Bábur mogul császár (1526–1530)
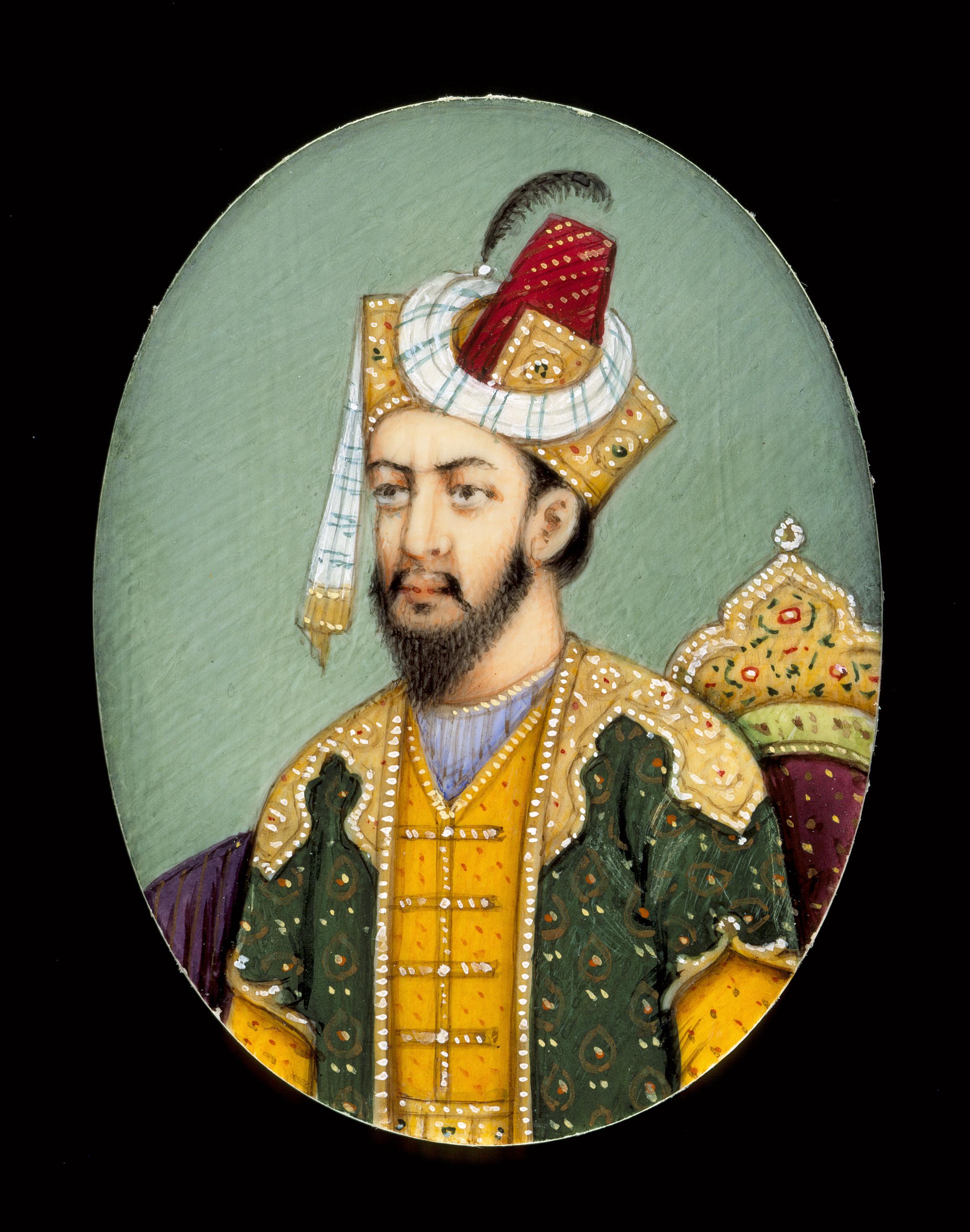
Humájun mogul császár (1530–1540, 1555–1556)
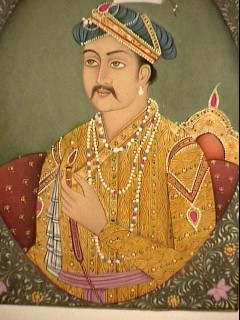
Nagy Akbar mogul császár (1556–1605)
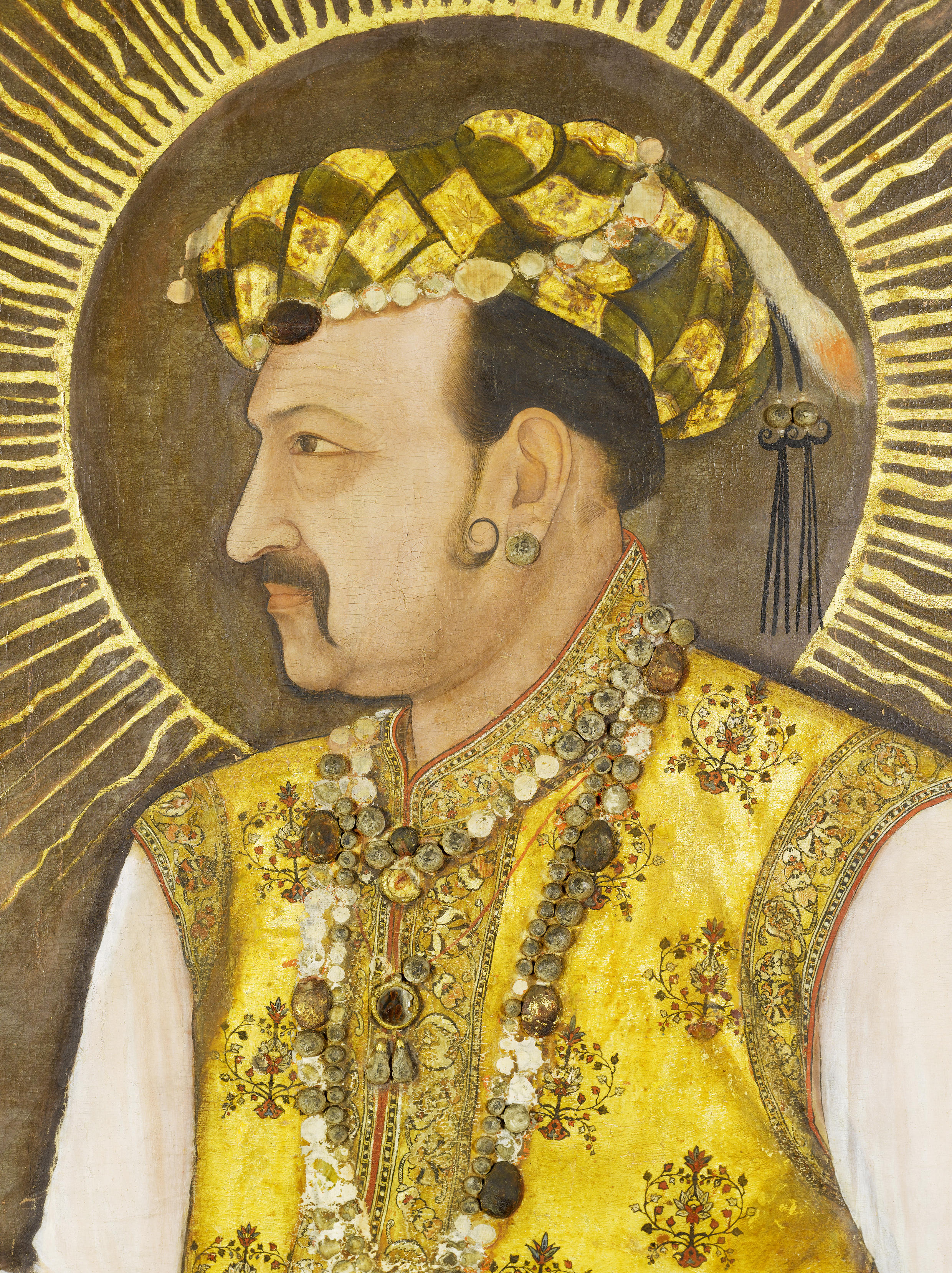
Dzsahángír mogul császár (1605–1628)
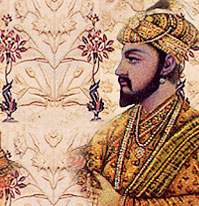
Sáh Dzsahán mogul császár (1628–1658)
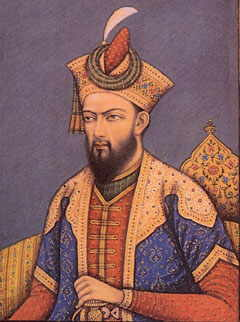
Aurangzeb mogul császár (1658–1707)

## Építészet

### A mogul építészet jellegzetességei
A mogul császárok nagy jelentőséget tulajdonítottak az építészetnek, az uralkodói rang jelképének és a dinasztikus önazonosság megnyilvánulásának tekintették. Uralmuk alatt fejlődött ki az iszlám elemeket a helyi hagyományokkal ötvöző indo-iszlám építészeti stílus, ahol a Perzsiából és Közép-Ázsiából magukkal hozott stíluselemek keveredtek a helyi jellegzetességekkel. Az épületek alakja megváltozott, a korábbi tömbszerű épületek horizontálisabbá váltak, a nagy méretű lapos falfelületeket panelekre osztották. A korábban jellemző építőanyagokat, a téglát és a cserepet kő és márvány váltotta fel, főleg a vörös homokkő és a rádzsasztáni, Makranában bányászott fehér márvány. A festett díszítések helyett később a kőberakásos, úgynevezett pietra dura technikát alkalmazták, ezenkívül fontos díszítőelemek voltak a csiszolt, fényes márványfelületek.
A mogul építészet jellegzetes alkotásai a nagy méretű mecsetek, amelyekkel az uralkodók az iszlám valláshoz való elkötelezettségüket hangsúlyozták, a kertekben található, pódiumon álló monumentális síremlékek, és az erődök. A síremlékeket általában a csár bág, egy csatornákkal négy részre osztott kert közepére építették, ahol a vízfolyások a Paradicsom négy folyóját jelképezték. A síremlékek központi terme, a boltozatos mennyezettel fedett kubbá általában nyolcszög alaprajzú, ami átmenetet képez a négyszög és a kör között. Az erődökön belül kialakított királyi udvarokat három részre osztották. Ezek a nyilvános kihallgatások csarnoka (Díván-e-Ám) és a hozzá tartozó udvar, a magánkihallgatások csarnoka (Diván-e-Khász), mellette az uralkodó lakhelyével, valamint a nőknek fenntartott lakrész, a haram szeráj más néven a hárem. A vörös homokkőből épült falak és a nyílt márványpavilonok közötti ellentét a mogul építészet egyik jellegzetes vonása. A korszak vége felé az uralkodók főleg anyagi okokból felhagytak a műpártolással, azonban a korábban emelt nagyszabású építmények komoly hatást gyakoroltak a kisebb volumenű építkezésekre is. A mogul építészet legkiemelkedőbb alkotásai a birodalom legfontosabb városaiban, az indiai Agrában, Delhiben és Fatehpur Szíkriben, valamint a pakisztáni Lahorban találhatók.

### Építészet Bábur és Humájun uralkodása alatt

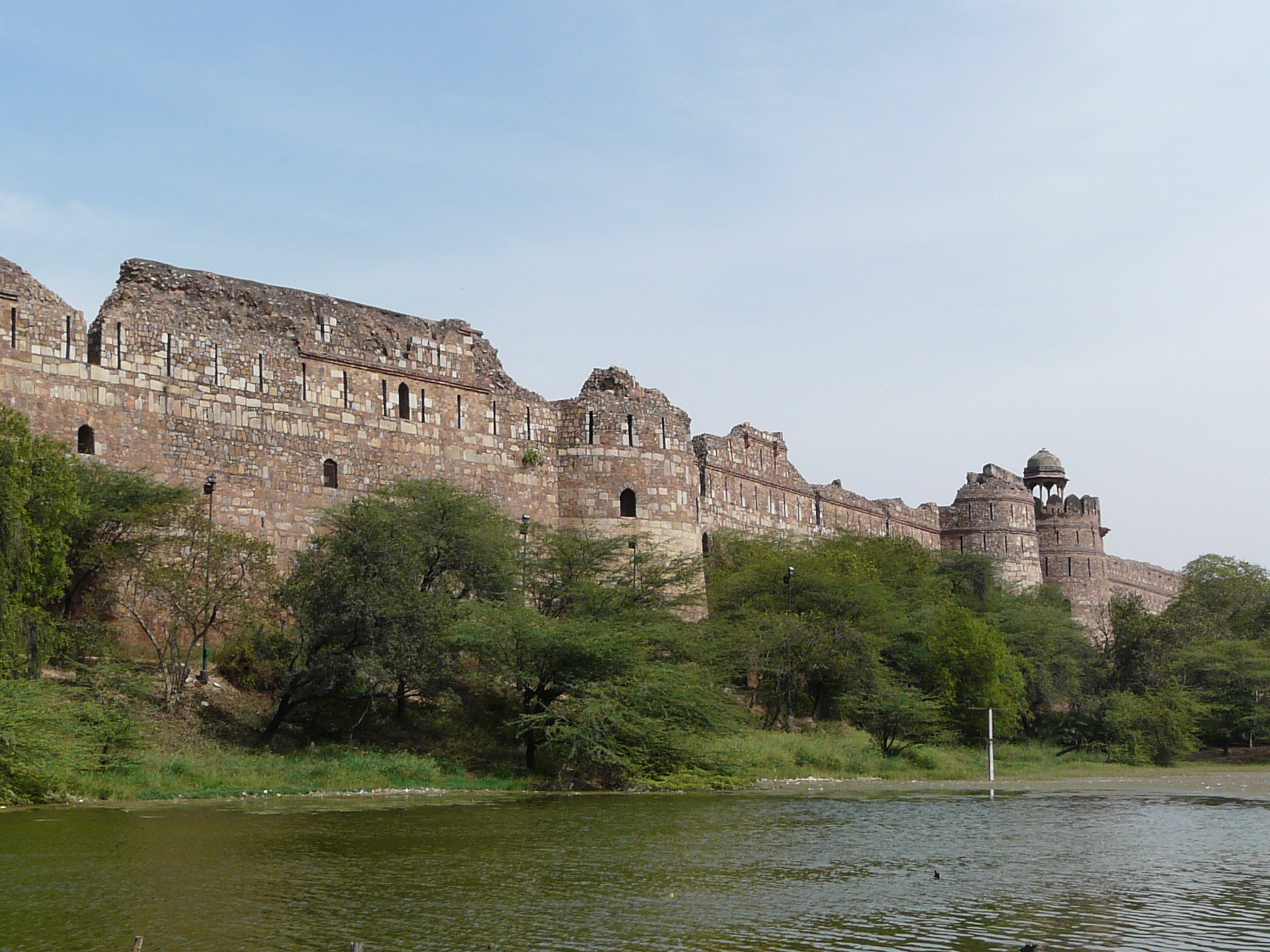
A Régi Erőd, Delhi

Bábur korából néhány kúton és kerti medencén, valamint három mecseten kívül csak az általa kialakított kertek romjai maradtak fenn. Az uralkodó egy mecset építésével ünnepelte meg győzelmét Pánipatban. Az épületet helyi építészek és kézművesek készítették, mégis a mecset a szamarkandi timurida épületekre jellemző stílusjegyeket visel. 1527-ben serege legyőzte a rádzsput királyságok szövetségét, majd a várőrség lemészárlása után elfoglalta csanderi erődöt. Ezek a győzelmek megszilárdították hatalmát, ennek jelképeként mecsetek épültek két jelentős hindu városban, Szambhalban és Ajodhjában. Emlékirataiból kiderül, hogy az építészetben a harmóniát és a szimmetriát, a timurida esztétika legfontosabb aspektusait kereste. Egyik városban sem akart letelepedni, hanem kertekben felállított hatalmas sátrakban lakott. Leírta az általa tervezett kerteket is, amelyek szertartások helyszínei voltak, és ahol a nyilvános kihallgatások, a nemesek kitüntetése és ünnepségek zajlottak.
Humájun épületeiből sem sok maradt fenn. Az első általa emelt épület egy mecset volt, amelynek magas bejárati kapuja és kupolával fedett imacsarnoka timurida eredetre vezethető vissza. Egy másik Humájunhoz köthető mecset romjai Agrában állnak Bábur kertje mellett. Ezzel a kertnek, mint az udvari élet központjának a jelentőségét hangsúlyozza.
Humájun építészeti tevékenysége vita tárgya, de az biztos, hogy ő alapította Delhi Dínpanáh nevű hatodik városát. Dinpanáh központja a Purána Kila, a masszív falakkal védett Régi Erőd volt, de feltételezhető, hogy építését Sér Sáh Szúri fejezte be, miután 1540-ben Humájunt megfosztotta trónjától. Az erőd épületei közül említésre méltó a szürke és vörös homokkőből épült Kila-e-Kuhna és a Sér Mandal, egy kétszintes, kisméretű, nyolcszög alaprajzú pavilon, Humájun könyvtára és csillagvizsgálója, amelynek lépcsőjén az uralkodó halálos balesetet szenvedett.

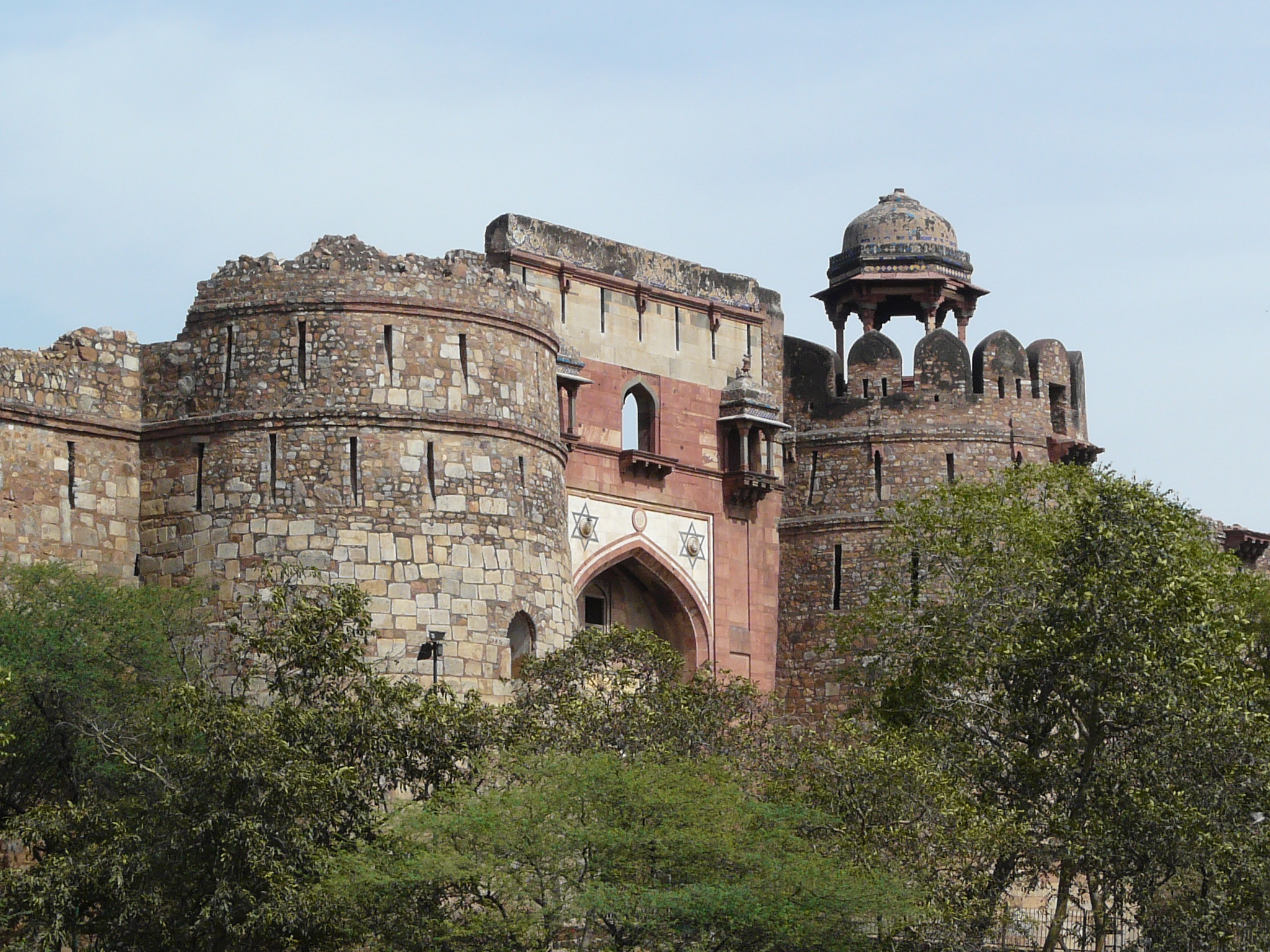
Az erőd nyugati kapuja
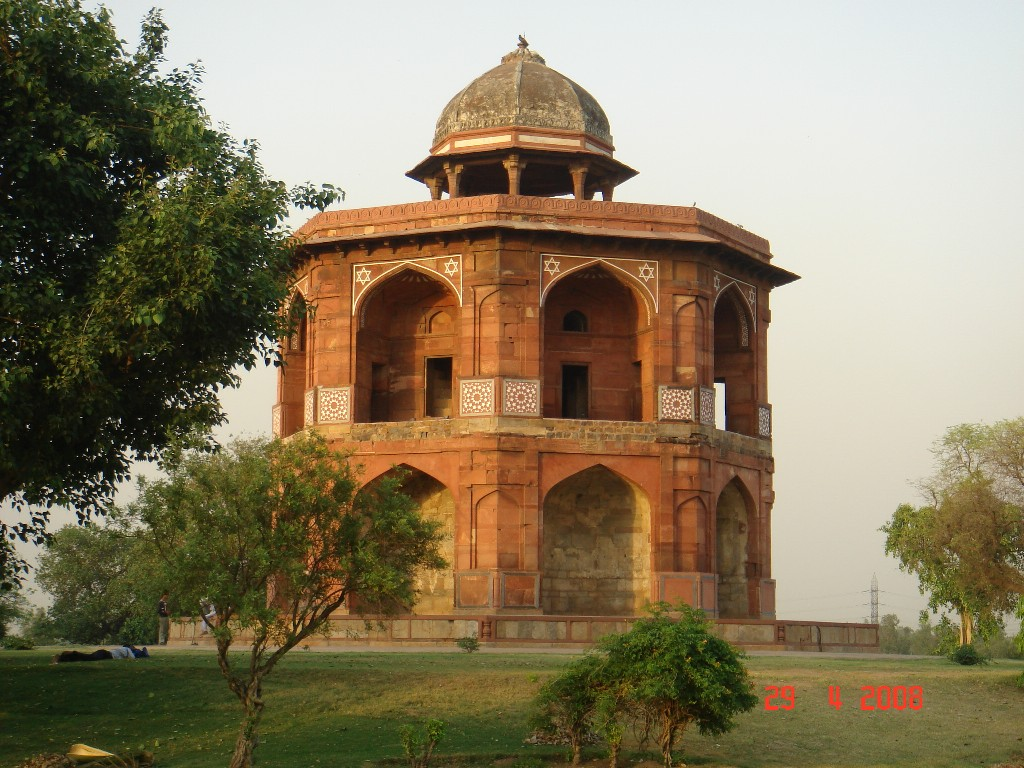
Humájun könyvtára, ahol halálos balesetet szenvedett

### Építészet Akbar uralkodása alatt
Akbar uralkodása alatt a terjeszkedő birodalom újonnan meghódított területeiről számos mesterember vándorolt a császári udvarba. Ez volt az egyik oka annak, hogy a korábbi közép-ázsiai és perzsa timurida építészeti elemeket összekapcsolódtak a helyi építészet stílusjegyeivel. Jelentős újítás volt az attraktív vörös homokkő nagy mennyiségben való használata. A helyben bányászott és könnyen faragható homokkő vörös színe ezenkívül (a császári sátor szintén vörös színére utalva) az uralkodó hatalmát is hangsúlyozta. A mecseteken, a síremlékeken és a nagy méretű kapukon csúcsíves formák jelentek meg, míg a palotaépítészetre a laposabb, horizontális falsíkok voltak jellemzőek. Az eltérő stílusok keveredése a királyi család kulturális hagyományainak változatosságát mutatják, mivel az uralkodó házasságok révén próbálta maga mellé állítani a helyi arisztokrácia tagjait, miközben udvarában nagy számban éltek perzsa és közép-ázsiai származású főnemesek is. A tartományi kormányzók utasítást kaptak arra, hogy a központokat az új építészeti stílusban fejlesszék. Az amberi Mán Singh rádzsa, a császár sógora például palotákat és közigazgatási központokat épített bengálban és bihárban, melyeknek szerkezete Fatehpur Szíkri alaprajzára vezethetők vissza.
Akbar első építkezése Humájun emlékműve volt Delhiben (1562–1571). Hatalmának megszilárdítása érdekében erődöt építtetett Agrában (1565–1573), Ádzsmírben, Lahorban (1575) és Allahábádában (1583). Az erődöket később átépítették, így Akbar korából ezeken a helyeken csak kevés épület maradt fenn. Ezzel ellentétben szinte sértetlenül fennmaradt Fatehpur Szikri, Agrától délre, amely 1572-től 1584-ig a birodalom fővárosa volt.

#### Humájun sírja Delhiben

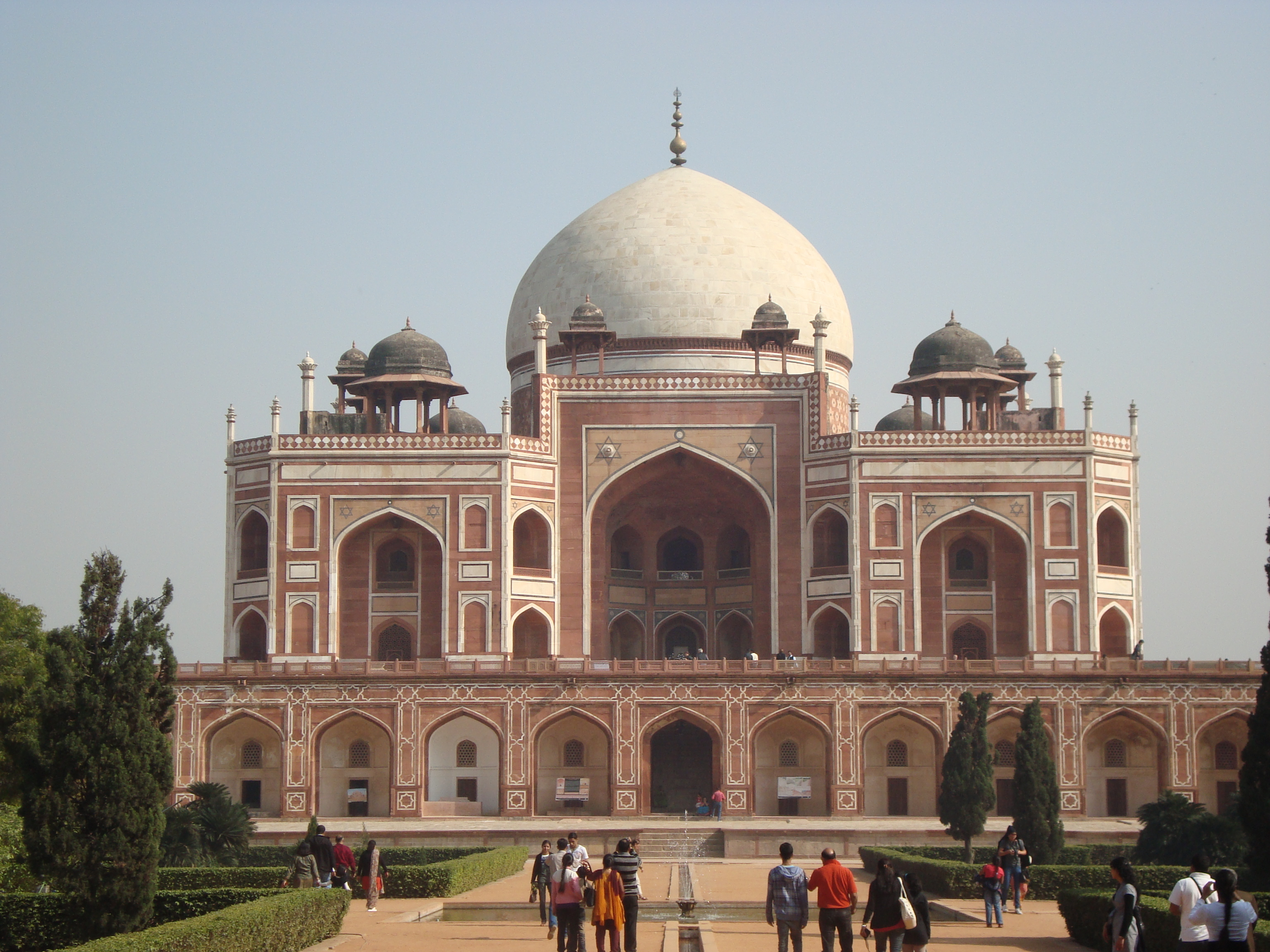
Humájun sírja Delhiben

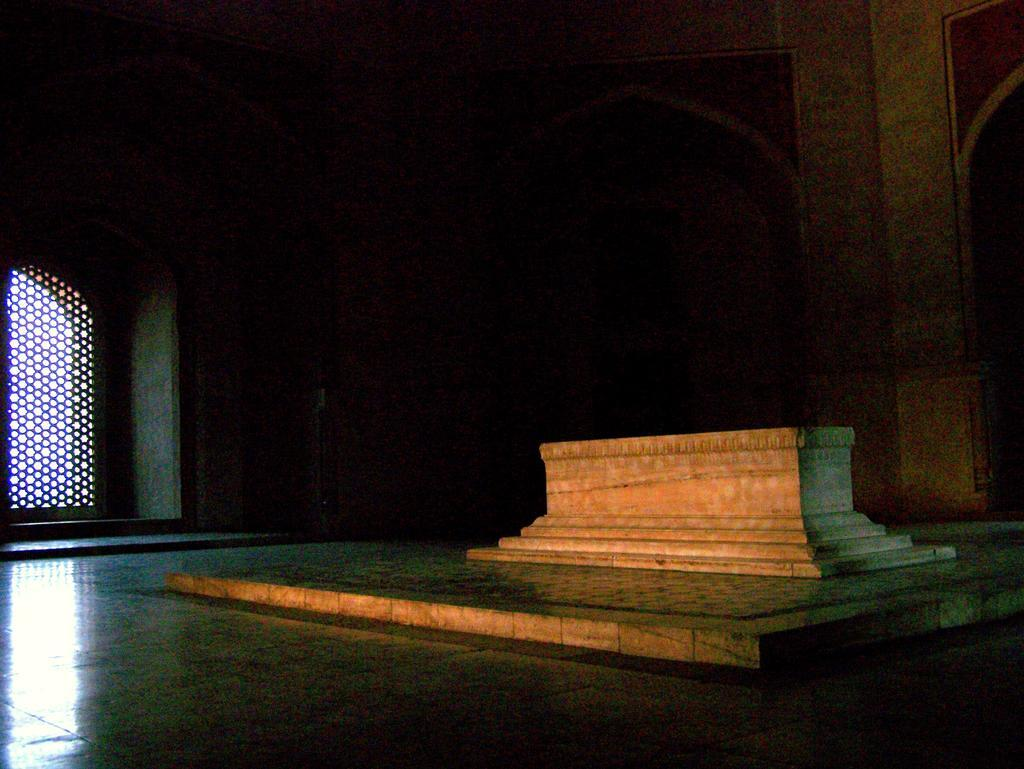
Humájun kenotáfiuma az épület központi termében

Humájun síremlékét hat évvel halála után, 1562-ben kezdték el építeni, és egy évtizeddel később, 1571 körül fejezték be. Az emlékmű Delhiben a Jamuna-folyó közelében egy nagy kert közepén helyezkedik el, Nizám ad-Dín Aulija csiszti szúfi szent (1236–1325) sírjától keleti irányban. Az, hogy Akbar első komolyabb építkezése egy síremlék kivitelezése volt, szakítást jelentett a hagyományokkal, ugyanis Bábur és Humájun hatalma jeleként elsőnek mecsetet építtetett. A munkálatokat az uralkodó rangidős özvegye, Hamida Bánu Bégum, Akbar anyja felügyelte. A síremlék, a hozzá tartozó medresze és a népkonyha igazgatása Akbar egyik mostohaanyjának a feladata volt 1582-ben bekövetkezett haláláig. A Humájun sírját körülvevő kert egy háromszáznegyvennyolc méter oldalhosszúságú, négyzet alakú területen fekszik. A kertet egy rácsháló alapján csatornákkal és sétányokkal először négy, majd mind a négy negyedet további kilenc részre osztották fel. Így jött létre a csahár bág, a négyrészes kert, ahol a csatornák a Paradicsom négy folyóját szimbolizálják.
Maga a síremlék egy kilencvenkilenc méter oldalhosszúságú, trónszékre emlékeztető teraszon emelkedik. A hat és fél méter magas terasz oldalaiban ötvenhat fülkét alakítottak ki, ahol az uralkodó közvetlen környezetéhez tartozó személyek kenotáfiumai állnak. A síremlék központi része egy negyvenhét és fél méter oldalhosszúságú, nyolcszög alakú építmény. Magassága a talajszinttől számítva negyvenkét és fél méter. Az épület belsejében összesen több mint száz személy kenotáfiuma kapott helyet, miközben a tényleges sírokat az emlékmű alatt alakították ki. Az épület belsejében a központi teremben állították fel az uralkodó szimbolikus sírját, a síremlék négy sarkában kialakított, nyolcszög alakú helyiségekben látható kenotáfiumok a császár rokonai számára készültek. A központi termet körülvevő összesen nyolc helyiség a Paradicsomnak a Koránban leírt nyolc kapujára utal.
Humájun sírjának szerkezete a perzsa timurida építészetre vezethető vissza. Egykorú források szerint az épületet egy perzsa építész, Mírak Gijászud-Dín tervezte fia, Szajjid Muhammad közreműködésével. Korábban már dolgoztak indiai területen, ezenkívül Herátban, ahol timurida stílusú kerteket terveztek Huszajn Bájkara számára és Buharában, ahol az üzbég uralkodótól kaptak megbízásokat. Azok közé a művészek közé tartoztak, akik a 16. században a timurida Perzsiában tanulták ki a mesterségüket, majd megbízások és patrónusok reményében Indiába vándoroltak. Megbízóik, a mogul uralkodók ezekkel a timurida stílusjegyeket mutató épületekkel kívánták hangsúlyozni kapcsolatukat őseikkel.
Az épület a helyi jellegzetességei ellenére is pontosan beleillik a timurida síremlékek sorába, amelyek közül kiemelkedik Timur Lenk emlékműve Szamarkandban és az Öldzsejtü ilhánida szultán számára épített síremlék a perzsiai Szoltánijében. Jellegzetességük a centrális, szimmetrikus alaprajz, a magas kupoladob és az enyhén hagyma alakú kupola. A tervezéskor számos helyi építészeti elemet is felhasználtak, amelyek a Delhi Szultanátus vagy a Szúri interregnum idejére vezethetők vissza. A síremlék közvetlen ihletője Sér Sáh Szúri a bihári Szaszaramban 1545-ben elkészült mauzóleuma lehetett, amely egy tó közepén áll. A Szúrik voltak azok, akik Humájunt több mint tíz évre száműzték, ezért szükséges volt hirdetni a felettük aratott győzelmet. A mauzóleumot körülvevő kertnek kétféle jelentése lehetett, egyfelől a vetélytárs sírját körülvevő tó funkcióját tölthette be, és a paradicsomi kert szimbóluma volt.
Az építési technika teljes egészében helyi jellegzetességeket mutat. A téglából készült épületmagot változó vastagságú rétegekben vörös homokkővel borították. A fontosabb épületelemeket és a kupolát fehér márvánnyal emelték ki. A lapos falfelületek, a vörös homokkő és a fehér márvány együttes alkalmazása visszafogott, és rendkívül elegáns hatást kelt.

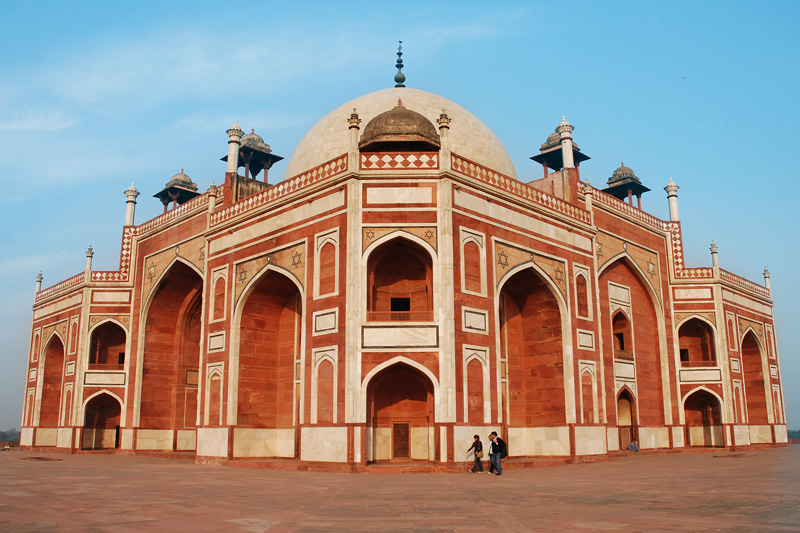
A mauzóleum központi része
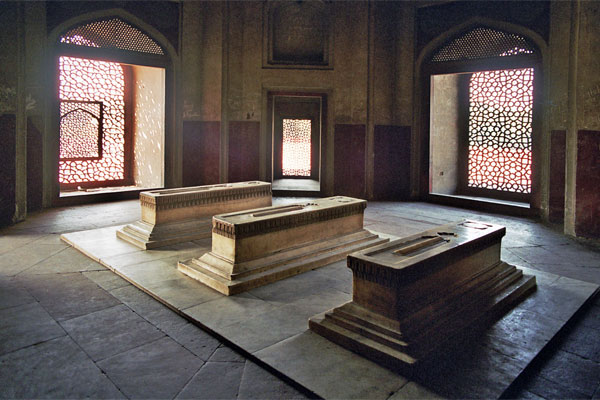
Az uralkodó családtagjainak készített síremlékek
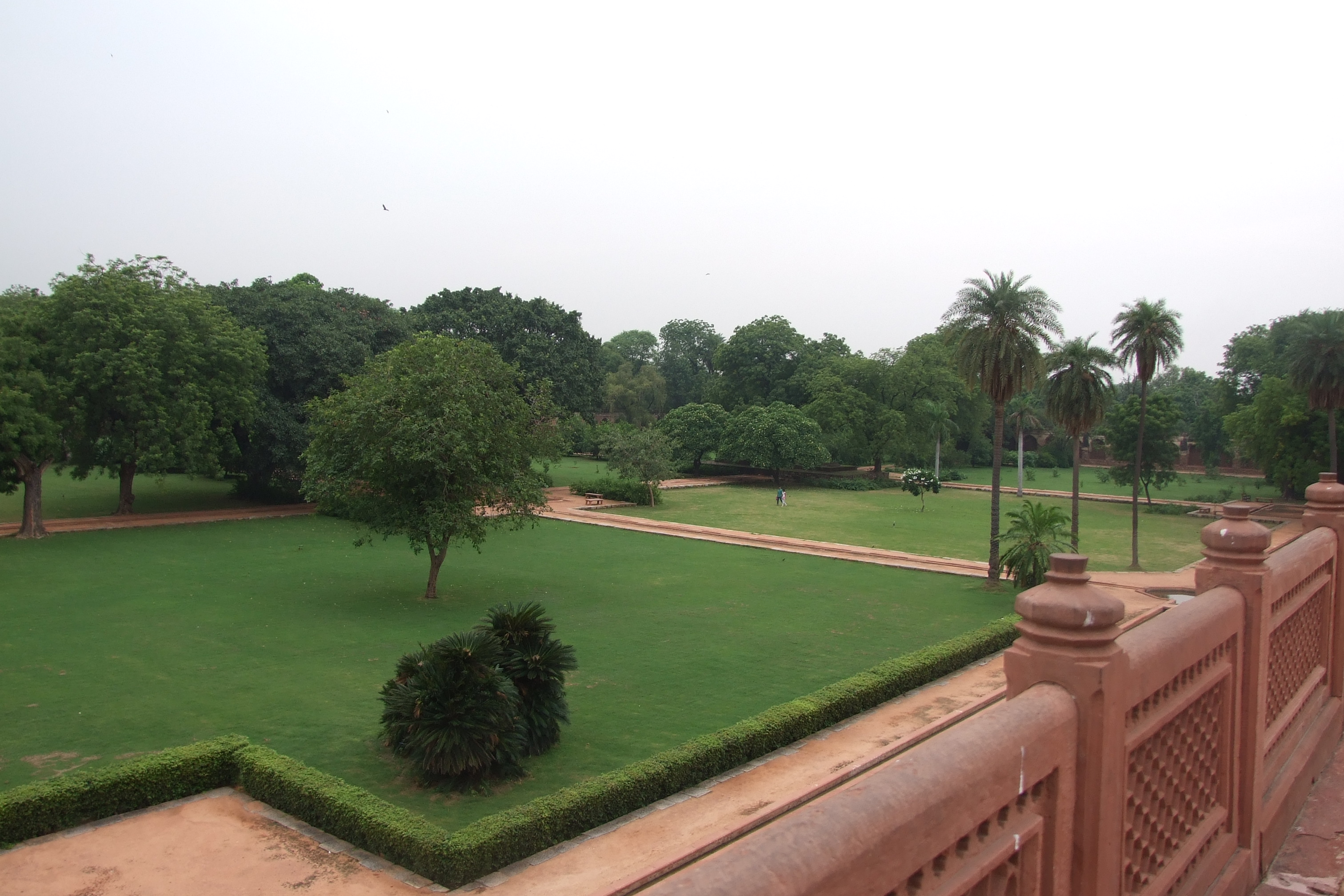
A kert részlete
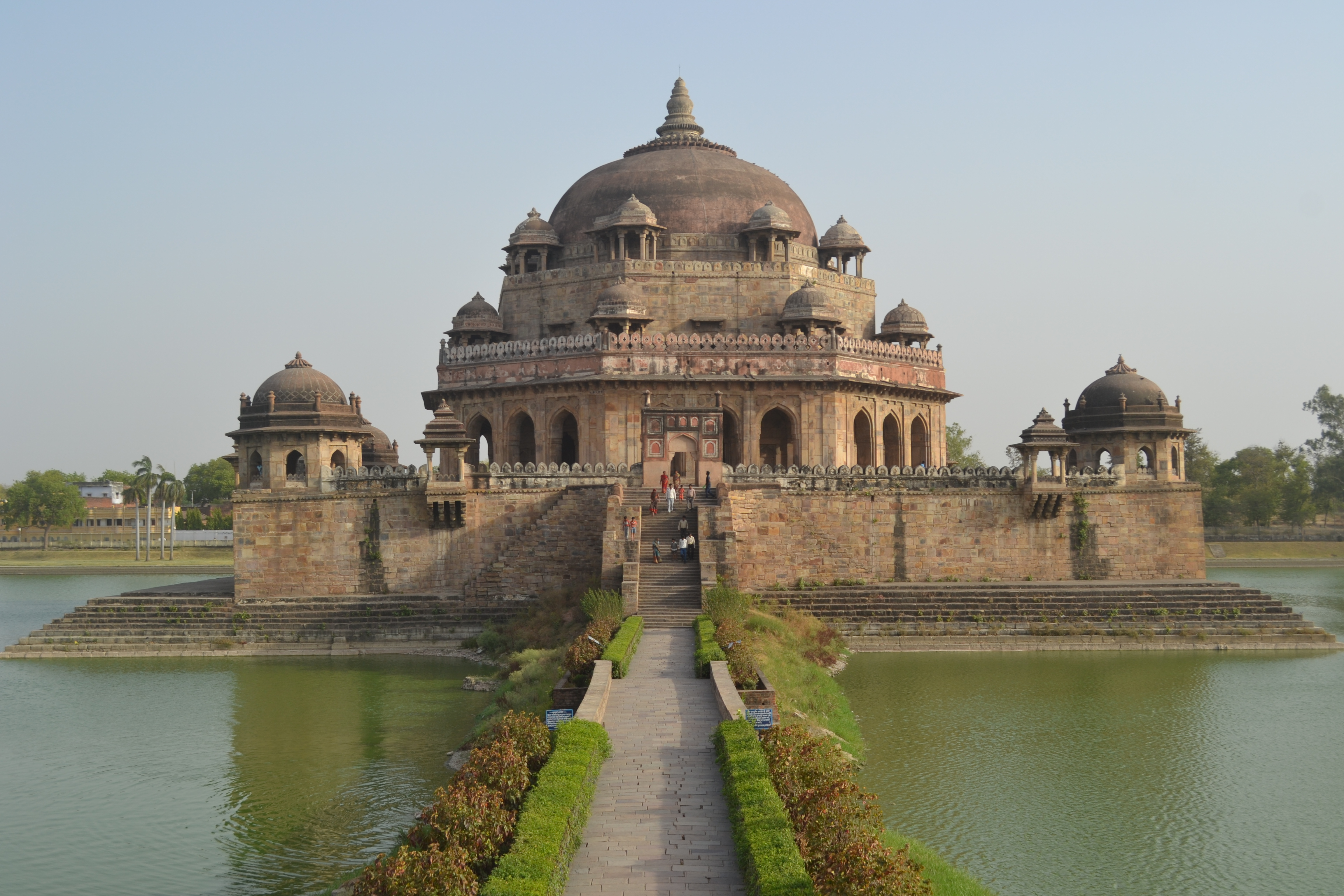
A közvetlen előzmény, Sér Sah Szuri síremléke a bihári Szaszáramban

#### A Vörös Erőd Agrában

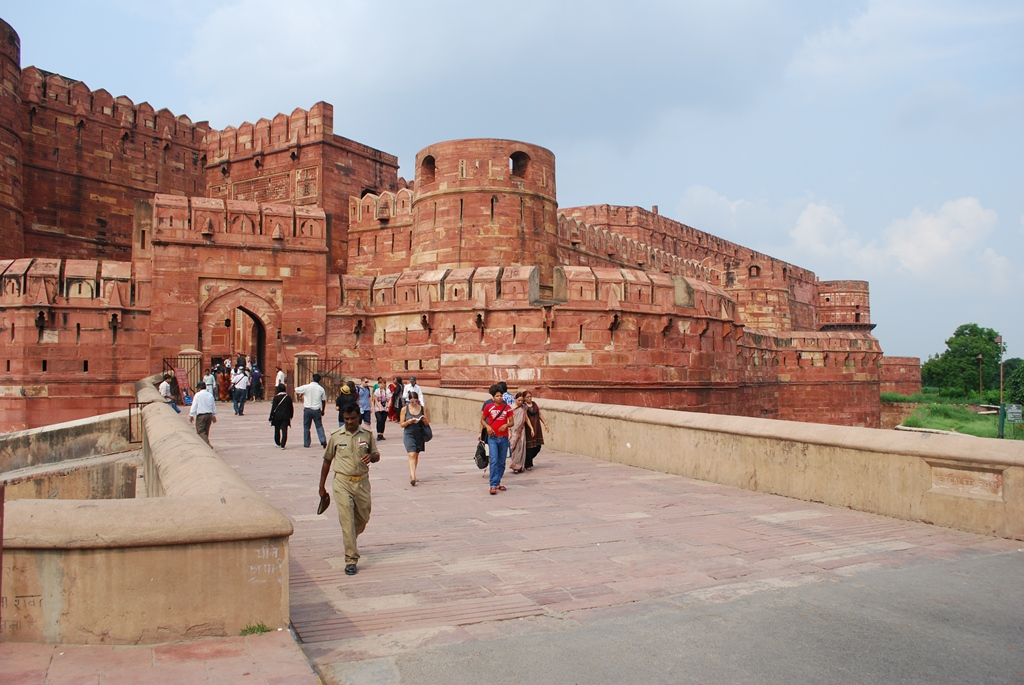
A Delhi-kapu

Akbar két évvel koronázása után Delhiből Agrába helyezte át fővárosát. A Vörös Erődöt 1565-ben kezdték el építeni és 1571 körül fejezték be, a kortárs történetíró Abul-Fazl szerint Muhhamad Hászim Khán irányítása alatt. Bástyákkal és lőrésekkel ellátott falai vörös homokkőből épültek, a masszív kapukkal a császár hatalmát és tekintélyét hangsúlyozták. Az építéséhez használt vörös homokkő miatt nevezik Vörös Erődnek. Az erőd négy kapuja harminc méter magas, a bejáratok közül kettő, a Delhi- és az Amar Szingh-kapu ma is használható. A kapukat fehér márványpanelekkel és csúcsíves fülkékkel emelték ki, kettős védelmi rendszerük volt, várárokkal és speciális rámpákkal az elefántok számára. A falak magassága eléri a huszonkét métert, és egy nagyjából félkör alakú két és fél kilométer átmérőjű területet határolnak. Az erődöt egy korábbi téglafalú, a Lodik által megkezdett épületegyüttes helyére emelték, a félkör alaprajz a korábbi erőd körvonalait követi. A korabeli források szerint Akbar idejében a területen ötszáznál is több téglaépület állt, nagy részét azonban utódai teljesen átépítették.
Az átépítések ellenére az erőd délkeleti részén két palota megmaradt Akbar korából. Mindkét palota centrális elrendezésű, és egy-egy központi udvar köré épültek. Az egyik palota, az Akbari Mahal részlegesen elpusztult, a másik viszont a Dzsahangiri Mahal, a királyi udvartartás nőtagjainak lakópalotája, nevével ellentétben Akbar korában épült, és a legrégebbi napjainkban is fennálló mogul palota.
Külső homlokzatát timurida hagyományokat követő vakárkádokkal és geometrikus mintákkal borított panelekkel díszítették. A belső udvaron északi és nyugati irányban alacsony, ereszes oszlopcsarnokok állnak, amelyek falait és gyámköveit domborművek borítják. A visszafogott külső homlokzattal ellentétben a belső udvarban a felületek egy részét festett stukkóval és domborművekkel borították. A konzolokat és támasztógerendákat faragásokkal díszítették. A felhasznált motívumok, köztük krokodilra hasonlító állatfigurák megjelenése arra utal, hogy az Agrától száz kilométerre délre található Gvalijár erőd építészei is dolgoztak a palotán. Az épület belsejében lakosztályokat alakítottak ki, a folyóra néző oldalán egy másik kertet építettek, ahol egy ívánt és egy tornácot emeltek, középre pedig hasonlóan a timurida kertekhez egy medencét ástak.

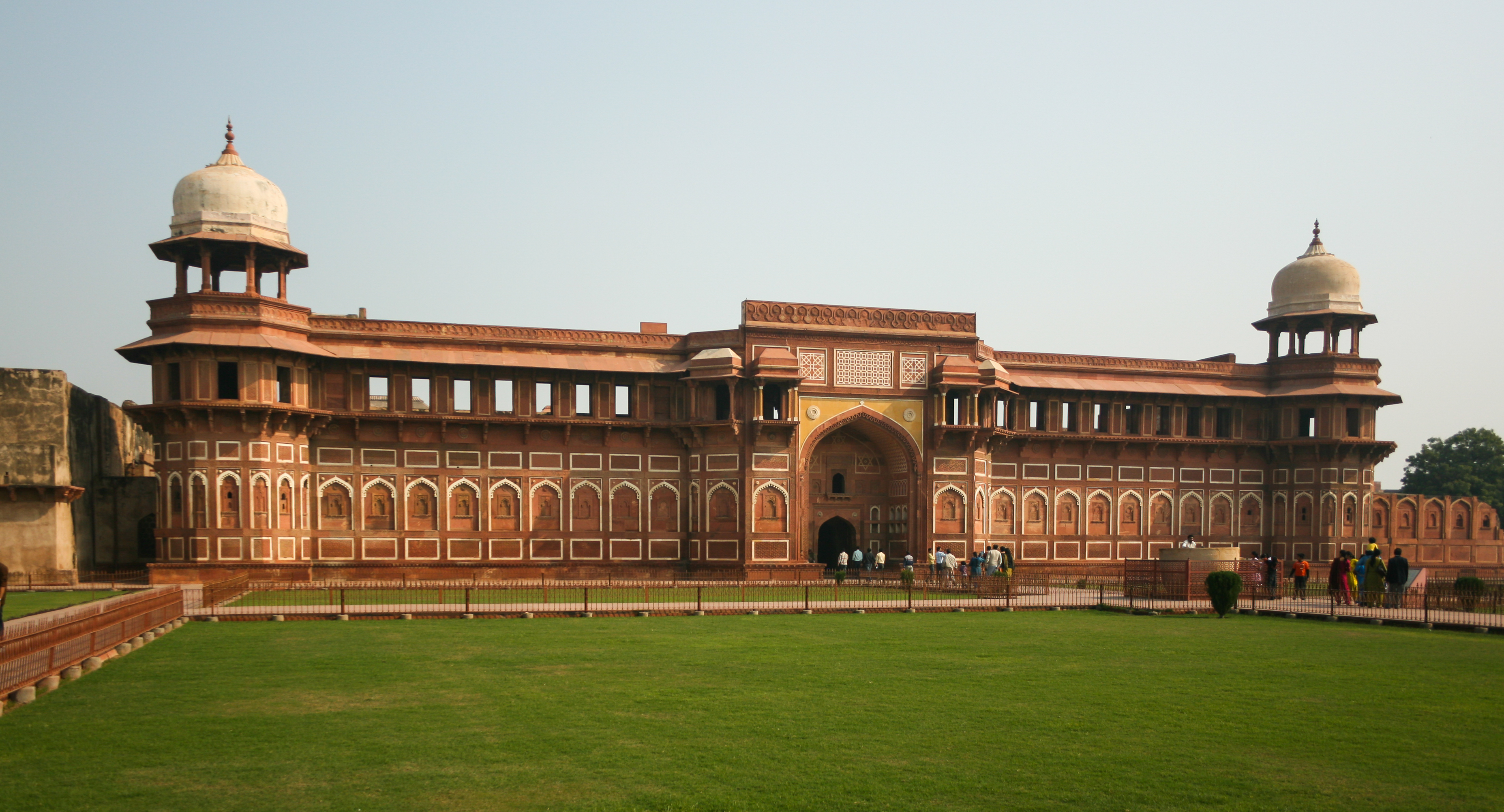
A Dzsahangiri Mahal
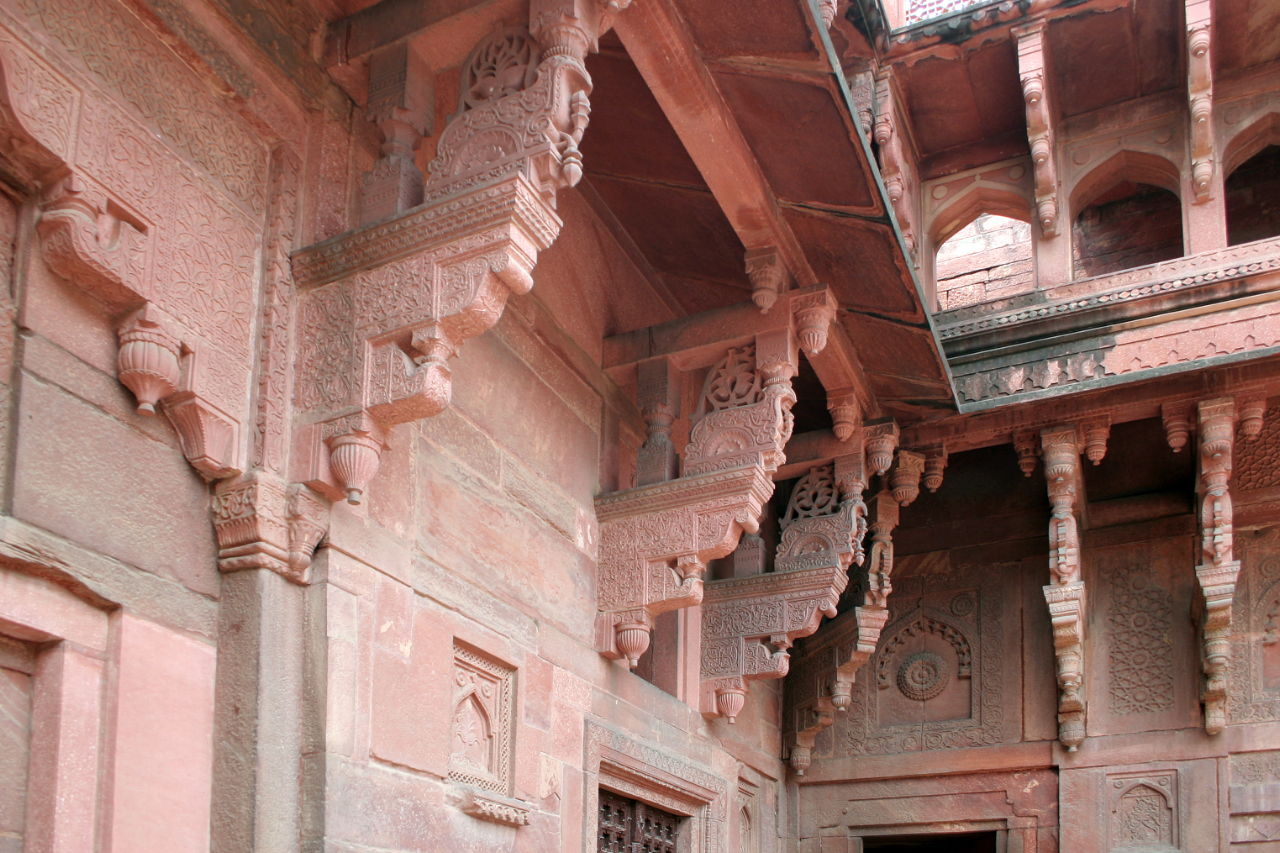
Dzsahangiri Mahal, a díszítés részlete
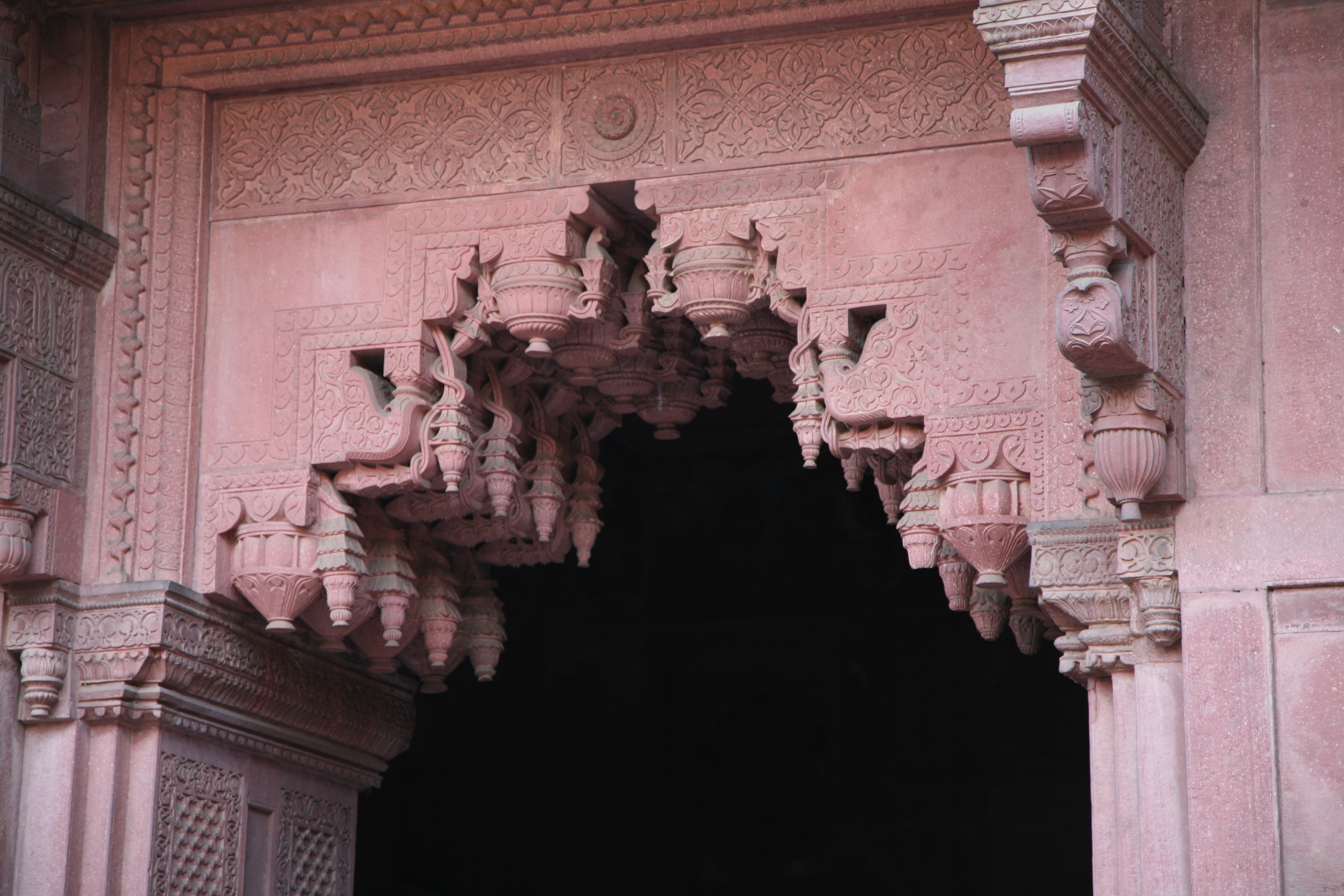
Dzsahangiri Mahal, a díszítés részlete

#### Fatehpur Szíkri

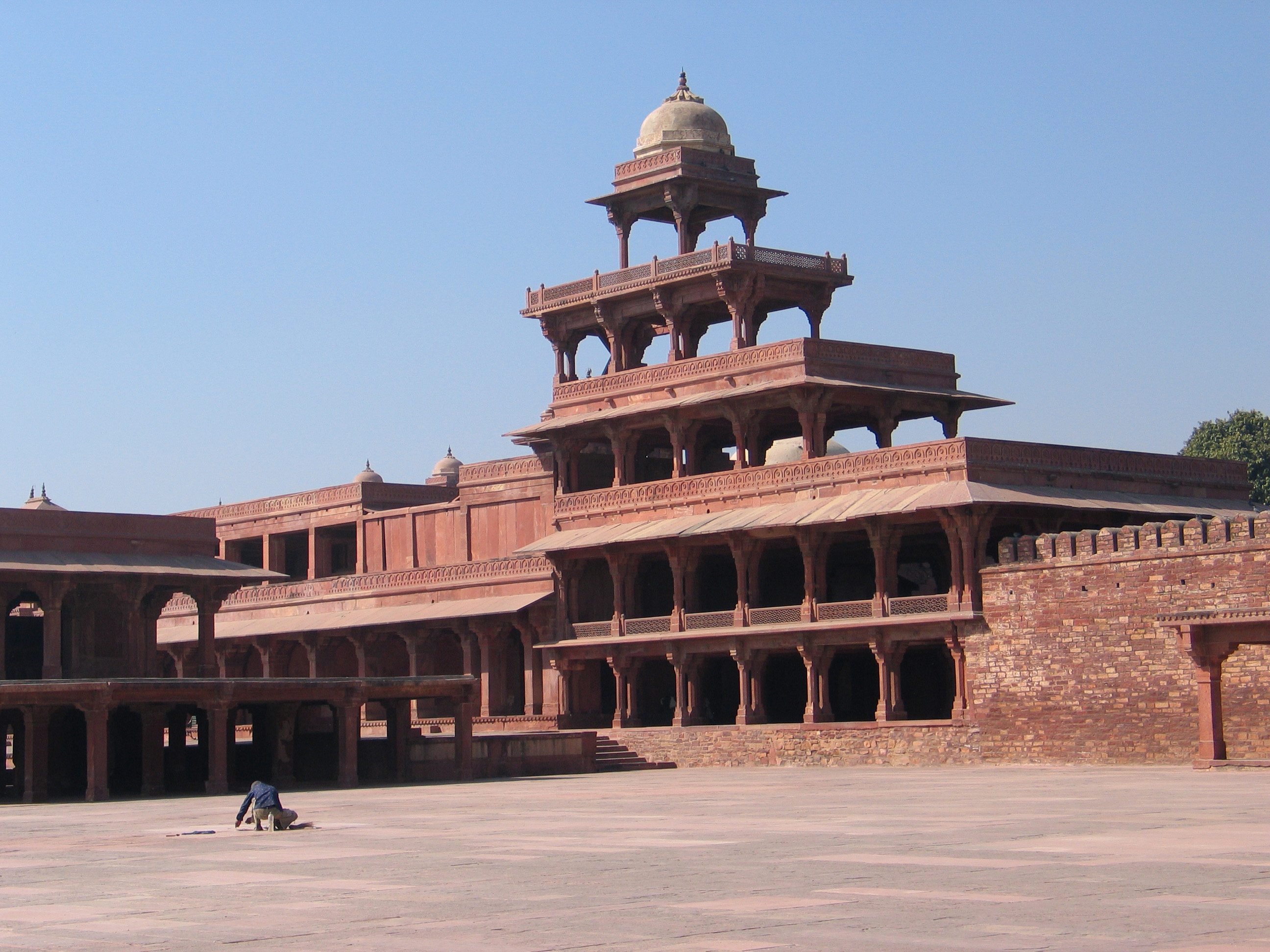
A Pancs Mahal, az Ötszintes Palota

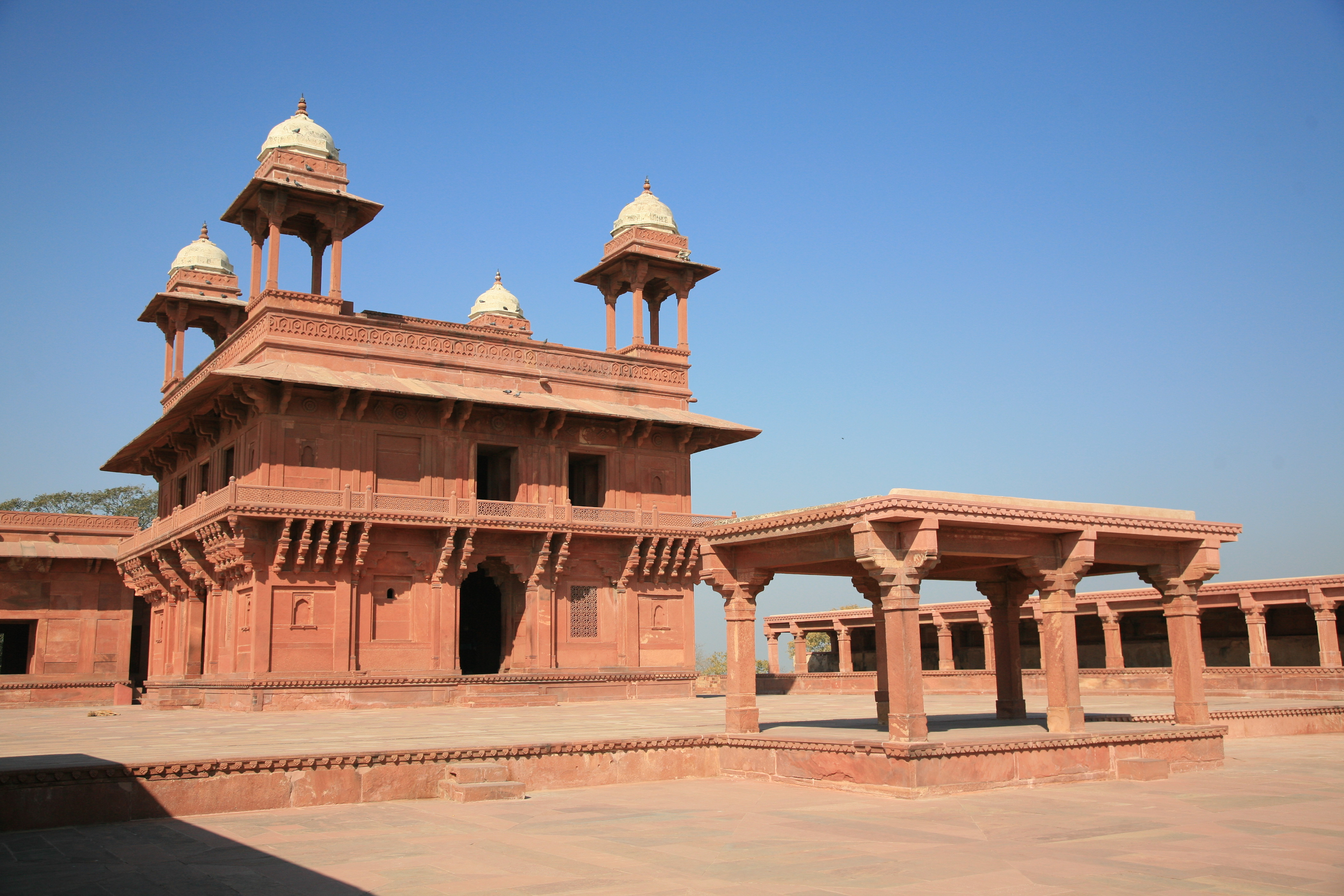
A magánkihallgatások csarnoka

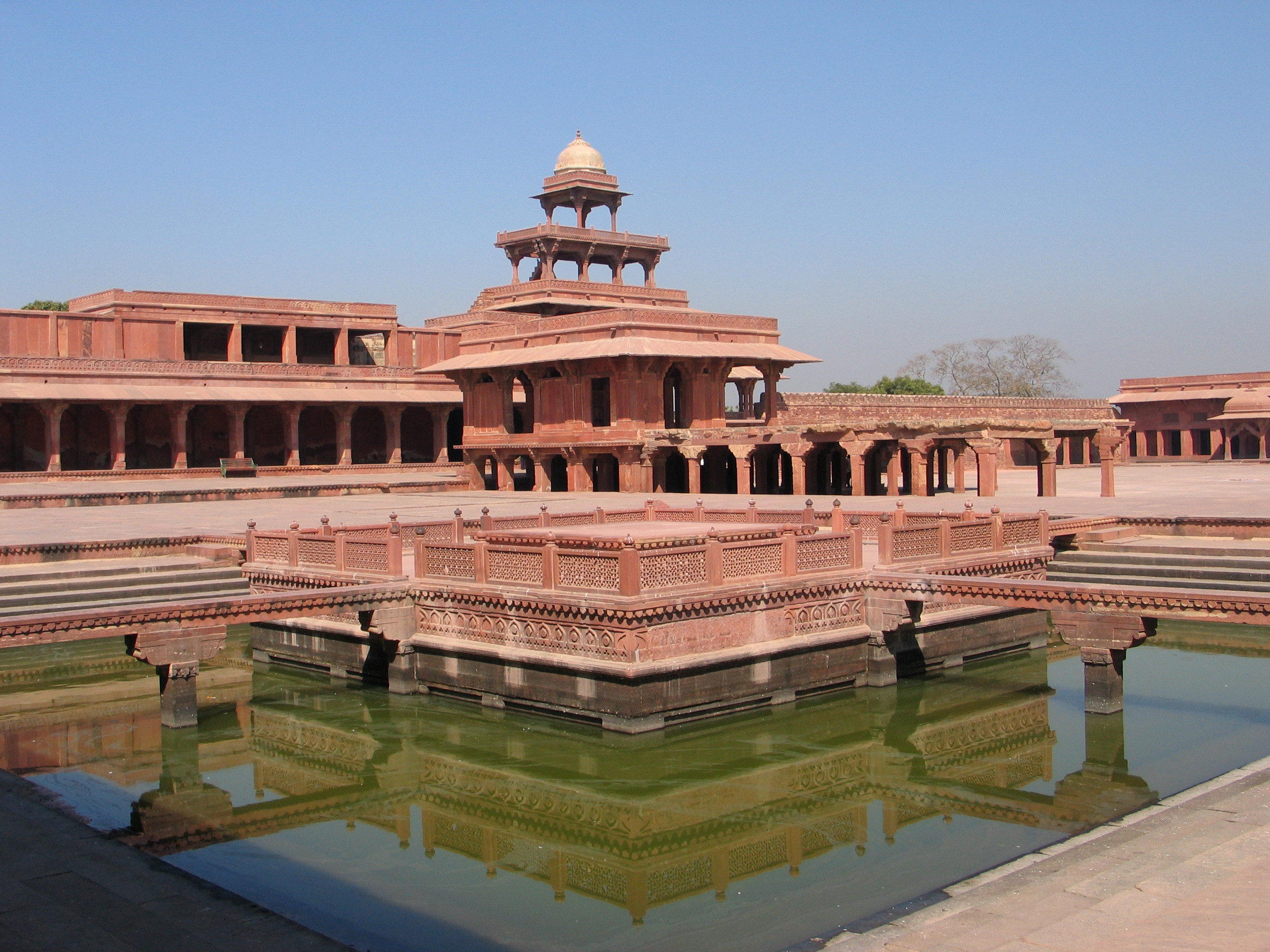
Az Anup Talao medence

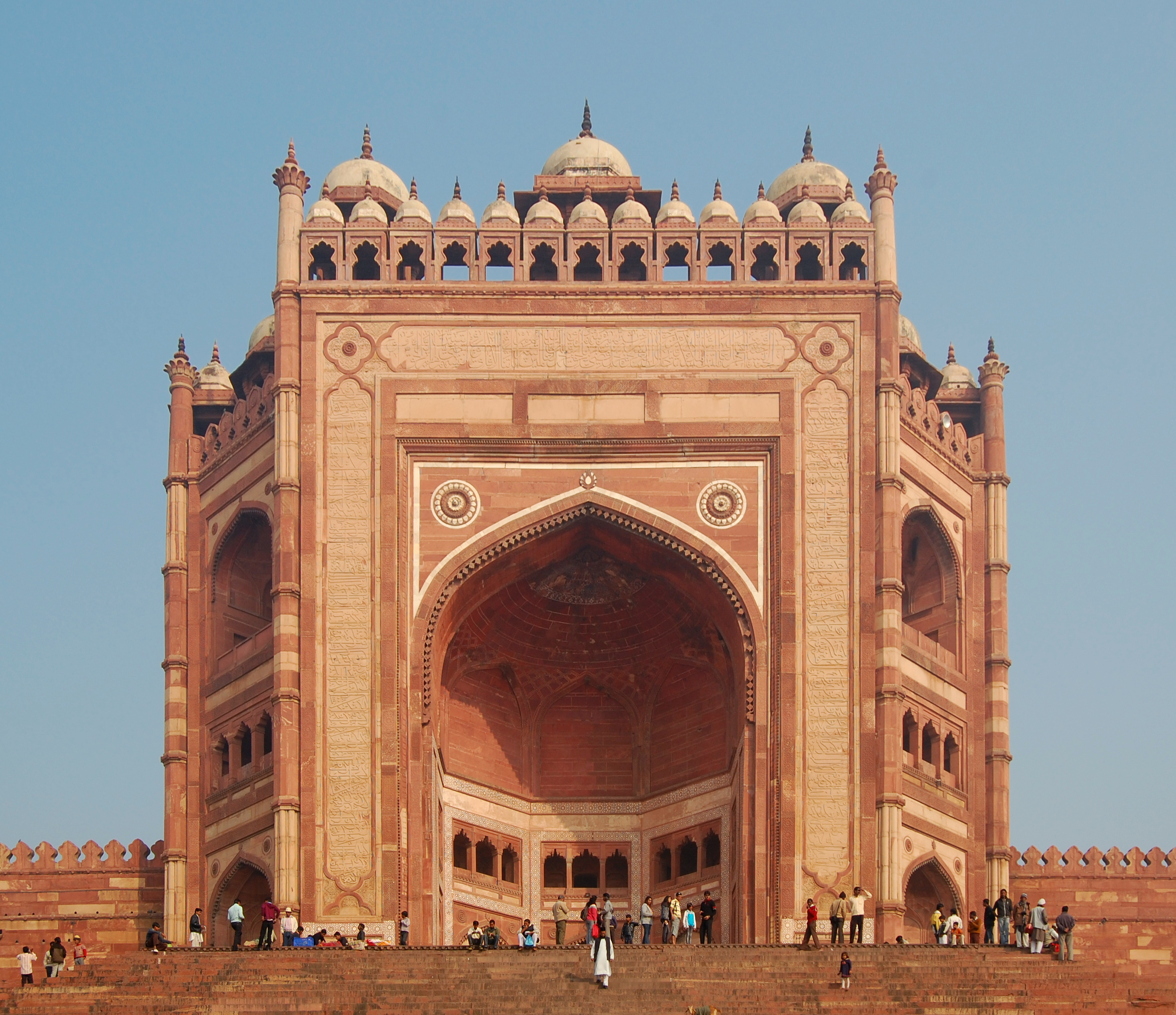
A Buland Darváza, a Fenséges kapu

Fatehpur Szíkrit a birodalom új fővárosát Akbar 1571-ben alapította. A város Agrától negyven kilométerre nyugati irányban helyezkedik el, az Adzsmért Agrával összekötő ötszáz kilométer hosszú út mellett. 1527-ben Bábur egy kertet építtetett a területen egy nyolcszögletű pavilonnal, majd 1561-től Akbar minden évben felkereste Muni al-Din Csiszti (†1236) sírját. Szikri városa pont egynapi járásra volt Agrától, ezenkívül itt volt Szálim Csiszti (1479–1572) remetesége is. A remete 1568-ban megjósolta, hogy Akbárnak fia születik, majd a következő évben az uralkodó felesége Marjam al-Zamani világra hozta Szálim herceget, a későbbi Dzsahángír császárt. Hogy kellőképpen megünnepelje fia születését, Akbar egy város építésére adott parancsot, amelyet kezdetben perzsa nevén Fathabadnak („Győzelem Városa”) neveztek, ami idővel a helyi nyelvjárásban Fatehpur Szíkrire módosult. Az új város legfontosabb épületei körülbelül egy évtized alatt készültek el. Az uralkodó azonban 1584-ben fővárosát áthelyezte Lahorba, és ezután Fatehpur Szíkrit csak ritkán látogatta meg.
Az egyik magyarázat szerint a császár azért hagyta el a várost, mert a vízellátást nem tudták tovább megoldani, de ezt a feltételezést egy korabeli forrás sem erősíti meg, ezenkívül a területen számos vízgyűjtő medencét alakítottak ki. A valószínűbb magyarázat az lehet, hogy az uralkodónak meg kellett fékeznie a féltestvére, Murza Hakim Muhamad, Kabul kormányzójának halála után kitört zavargásokat. Az udvar egy jelentős részének azonban, köztük anyjának a fő rezidenciája továbbra is Fatehpur Szíkri maradt, majd később 1619-ben Dzsahángír is több hónapot töltött a városban.
Fatehpur Szíkri építészete timurida formákat és stílust követ. Ahogy Delhiben Humájun sírját kapcsolatba hozták Nizám ad-Din Aulija szentélyével, az uralkodó úgy kapcsolta össze új városát a térség Szálim Csiszti remeteségével. Ezzel hatalmának hirdetése volt a célja, abban az időszakban, amikor Gudzsarát, Mándvi és Handes államok elfoglalása után a birodalom jelentős fejlődésnek indult.
Mivel a város nagyon rövid idő alatt épült fel, a többi fővárossal ellentétben teljesen egységes hatást kelt. Területe a régi Szíkri nevű város és Szálim Csiszti remetelakhelye között helyezkedik el, és egymással csak laza kapcsolatban álló részekből tevődik össze. Két oldalról egy tizenegy kilométer hosszú, kapukkal tagolt masszív kőfal vette körül, míg észak és nyugat felől egy mára kiszáradt tó határolta. A falon belül alakították ki a lakónegyedeket, a császári kerteket, a vendégházakat, a nemesek lakóhelyét, ezenkívül pavilonokat emeltek a hazárdjátékosok és a alkoholfogyasztók számára is.
A település tulajdonképpeni központjában az épületek egymástól két jól elkülöníthető csoportot alkotnak, ezek egyike volt a kiszolgáló épületek csoportja, mint a karavánszeráj, a pénzverde és a bazár, a másik pedig a palota a mecsettel és az adminisztrációs központtal.
Fatehpur Szíkri palotakomplexuma egy háromszáznegyven méter hosszú és kétszázhetvenöt méter széles területen helyezkedik el, északkeleti részén a középületekkel, délnyugati oldalán a magánlakosztályokkal. Az egykorú forrásokból kevés derül ki az épületekpalotán belüli pontos szerepéről, így a kutatók csak a teljes épületegyüttes komplex elemzésével tudtak nem mindig egyértelműen bizonyítható következtetéseket levonni.
A főbejárat az északnyugati oldalon az Elefánt-kapu volt, amelyet napjainkra leromboltak, de formája a leírásoknak köszönhetően pontosan ismert. Feltételezhető, hogy a nemesek közvetlenül a kapu mögött laktak egy nagyjából háromszög alakú területen, amelyet a karavánszeráj, a mecset északi és a palota nyugati fala határolt.
A látogatók az Elefánt-kapun keresztül, mára már lerombolt vagy befalazott utcákon és kapukon áthaladva jutottak az ötvenszer száz méteres oszlopcsarnokokkal szegélyezett első udvarba. Az udvar fogadások, szertartások és közös imádságok színtere volt. Az udvar északnyugati sarkában kialakított kapu vezetett a második udvarba. Ennek északi oldalán áll a kisméretű, kétszintes Diván-i-Khász, a magánkihallgatások csarnoka. Az épület közepén egy gazdagon faragott oszlop egy pódiumot tart a magasba ahol feltételezhetően az uralkodó trónja állt. A pódiumot az épület sarkaiból kőrácsokkal szegélyezett felüljárókon lehetett megközelíteni.
Az udvar déli részén egy embernagyságú sakktáblát alakítottak ki, ezenkívül egy kisméretű medencét (Anup Talao), amelyet 1579-ben a császár pénzérmékkel töltetett fel, majd a teljes összeget szétosztatta a rászorulók között. A medence közelében álló, úgynevezett Török Szultána Háza, Akbar első feleségének lakosztálya volt, és állatokat ábrázoló domborműveiről nevezetes. Ezek az ábrázolások a korábbi perzsa eredetű könyvborítókra vezethetők vissza, és bizonyítják a „nemzetközi” timurida stílus népszerűségét a császári udvarban. Az udvar déli oldalán áll a császár hálóterme, majd ettől szintén déli irányban egy másik kisebb udvar található, közepén egy adminisztrációs célokra használt épülettel.
Az udvar nyugati oldalán emelkedik az Ötszintes Palota, a Pancs Mahal. Ez az egész palotakomplexum legmagasabb épülete, és a középületeket a magánlakosztályoktól elválasztó területen emelkedik. A magáncélra használt épületrész számos udvarból és pavilonból áll, melyeknek funkciója a feliratok és az egykorú források hiánya miatt nem azonosítható egyértelműen. A Jodh-Bai palota lehetett Akbar rezidenciája, míg a délnyugati épületrészt a hárem foglalhatta el. A palotának ez a része az épületek egyszerűbb vonalai miatt komorabb hatást kelt, azonban kifeszített ponyvákkal, színes függönyökkel és szőttesekkel díszítették, az udvarokon sátrakat állítottak fel, így összhatása teljesen más lehetett, mint jelenleg.

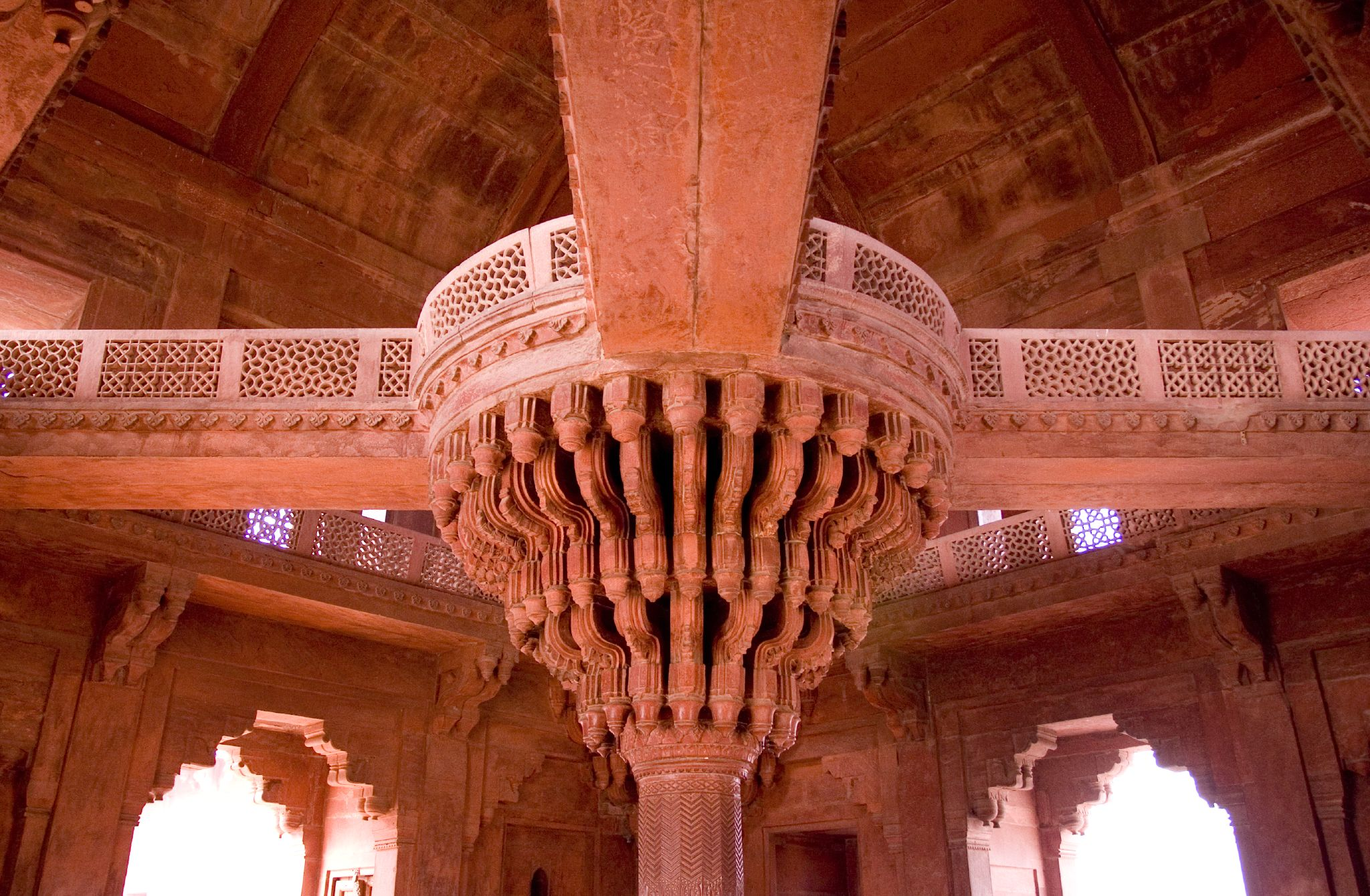
A magánkihallgatások csarnokában az uralkodó trónszékét tartó oszlop
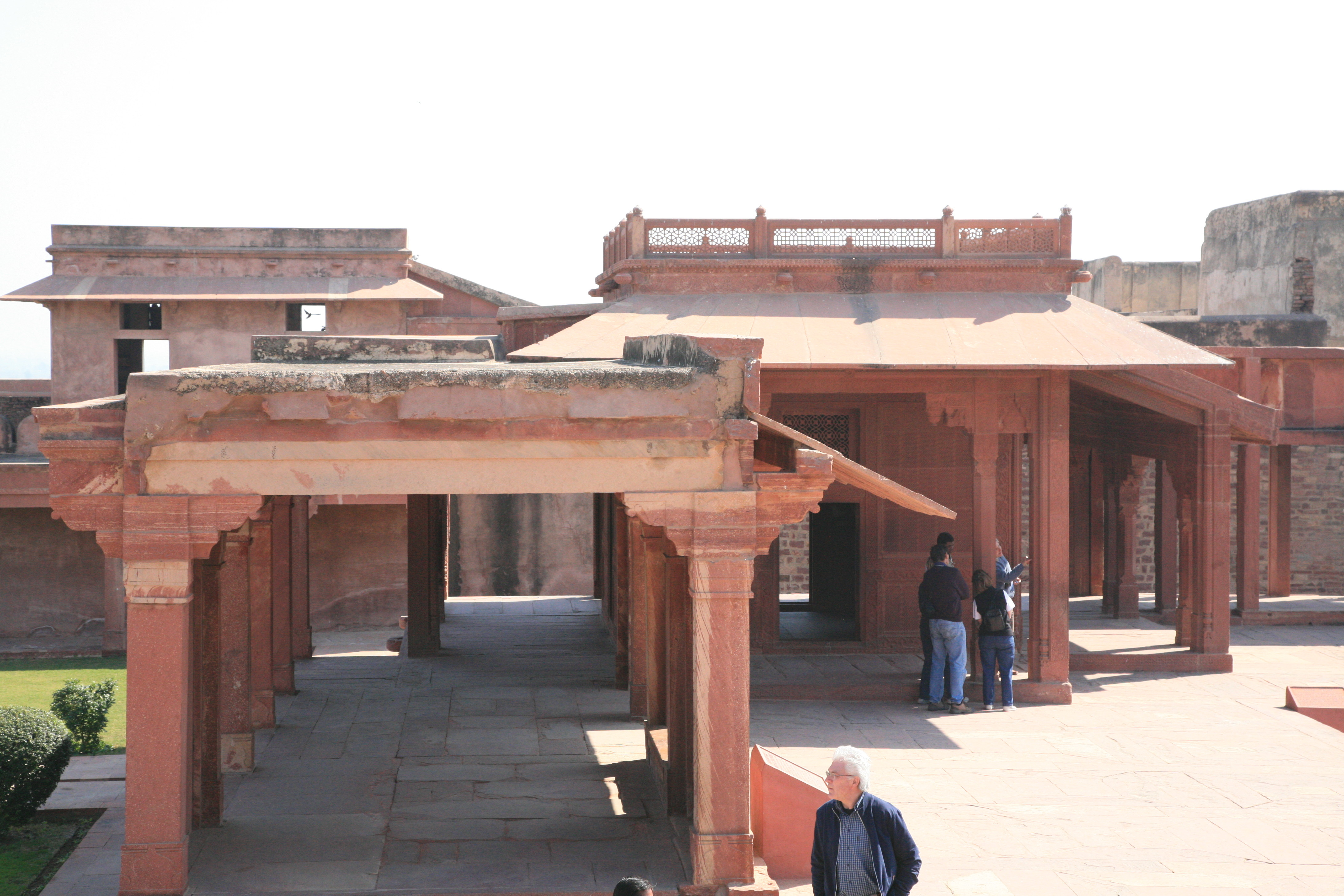
A Török Szultána háza
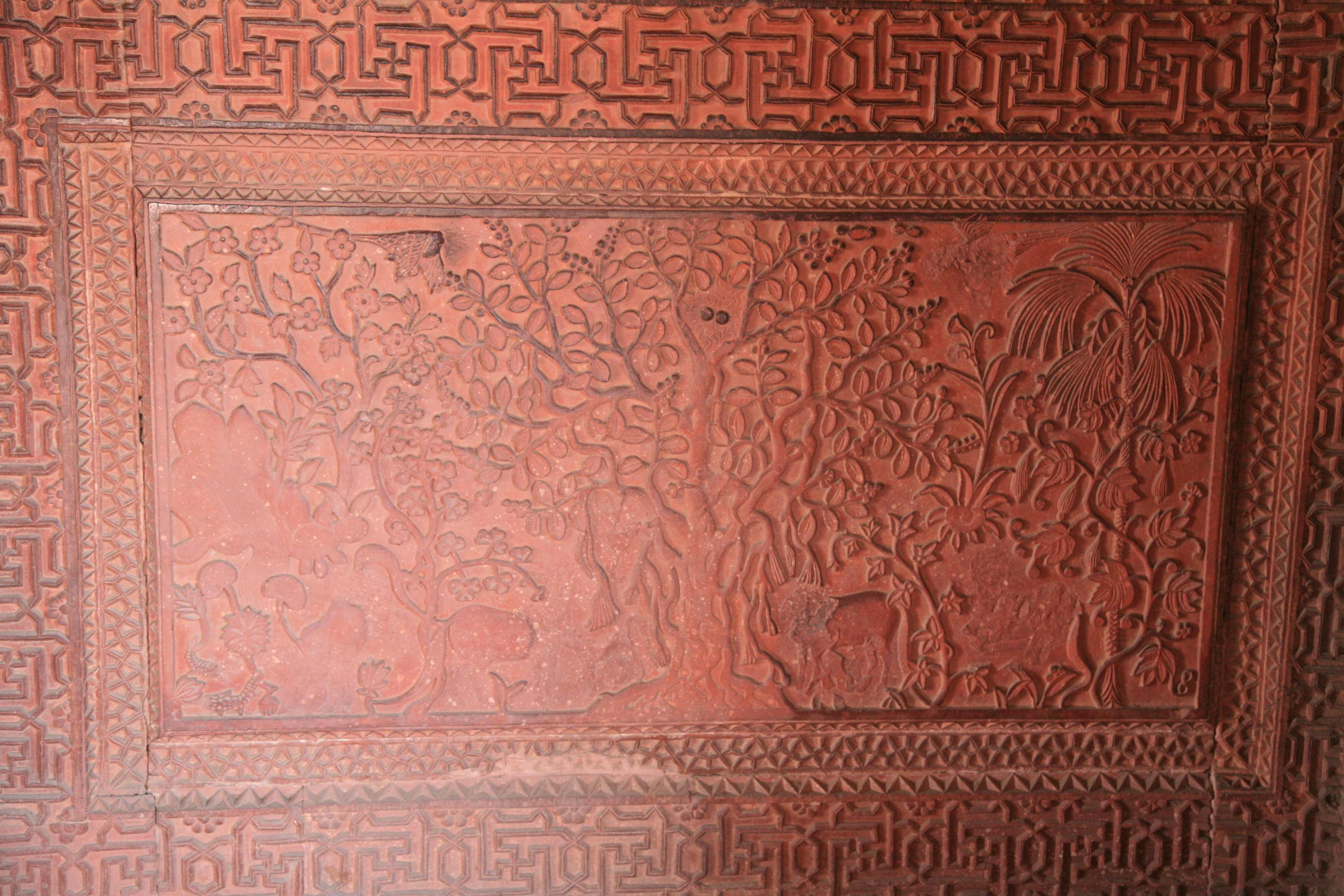
Dombormű a Török Szultána házában
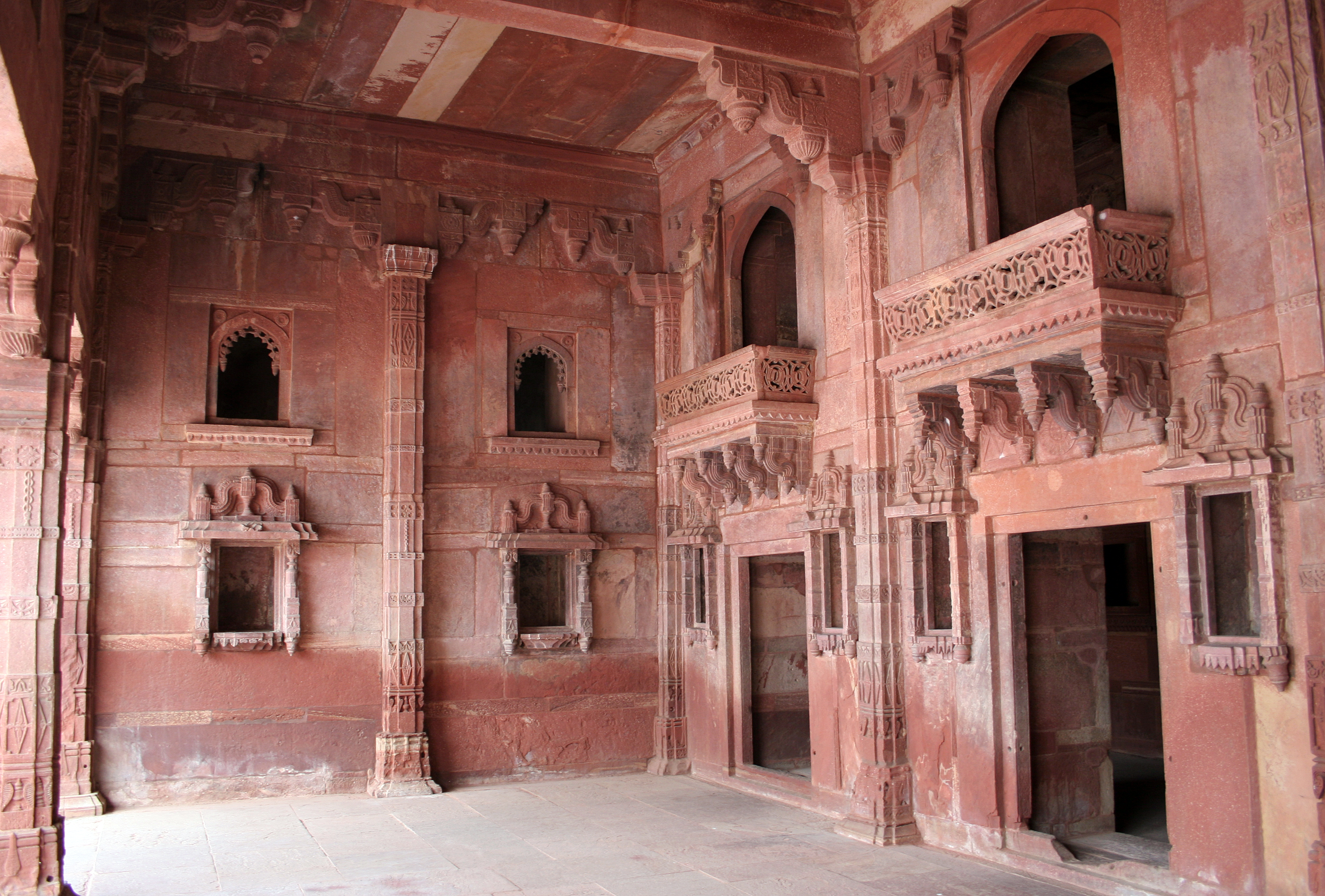
A hárem részlete

##### A mecset és Szálim Csiszti sírja
Az 1573 és 1574 között épült, magas talapzaton álló mecset egy kilencvenöt méter széles és száztizennyolc méter hosszú területen helyezkedik el, udvarát kupolákkal fedett árkádok szegélyezik. Az udvar nyugati oldalán elhelyezkedő imacsarnokot szintén kupolákkal fedett pavilonok alkotják, homlokzatát hatalmas íván osztja két részre. Építésének idején ez volt a legnagyobb mecset a birodalomban. Homlokzatának formája a klasszikus timurida hagyományok vegyítése a mogul stílus elemeivel. Az imacsarnok belsejét a vörös homokkőbe berakott fehér márványból készült geometrikus formákkal ezenkívül timurida festett vagy aranyozott virágmotívumokkal díszítették. A mirhabbal szemben az udvar keleti oldalán helyezkedik el a Badshani Darváza, amely a palotával biztosított közvetlen összeköttetést. Az udvar déli oldalán 1568 és 1578 között emelt Buland Darváza, „Fenséges kapu” magassága eléri az ötvennégy métert, és mogulok hatalmának egyik legmonumentálisabb példája.
Szálim Csiszti sírja fehér márványból készült, és hasonlít a korábban épült gudzsaráti sírokra. Az egyszintes, négyzet alaprajzú helyiséget a rituális körbejárást szolgáló zárt folyosó veszi körül. A síremlék élesen elkülönül a település vörös homokkőből készített többi részétől, ugyanis ebben a korban csak a szentek síremlékeit emelték fehér márványból. Az épület oldalhosszúsága tizennégy és fél méter, jellegzetessége a gyöngyházzal borított famennyezet, ami szintén gudzsaráti hagyományokra vezethető vissza.

A mecset udvara, középen Szálim Csiszti fehér márványból épített síremlékével

### Építészet Dzsahángir uralkodása alatt
Dzsahángír a művészetek tehetséges patrónusa volt. Uralkodása alatt az építészetben is folytatódott az a törekvés, hogy a mogul uralmat a timurida ősökkel és a szubkontinens dinasztiáival kapcsolta össze. Az építészet jellege azonban megváltozott, a monumentális városépítészetet egy sokkal személyesebb építkezési mód váltotta fel, amelynek során vadászkastélyok, kertek és kisméretű díszített épületek készültek. Az ebben a korban emelt épületekből szinte semmi nem maradt fenn. A 17. század első negyede a kísérletezés kora volt, amikor a falfelületeket gazdagon díszítették, és ezek a díszítőelemek a megszokott homokkőtől a fehér márványig terjedtek. Gyakori volt a márványintarzia és a festett stukkódíszítés is. Dzsahángír egyik legjelentősebb építkezése apja Szikandrában található síremlékének kivitelezése volt, amelynek timurida stílusú kapuja megerősítette az uralkodói család művészeti és politikai irányultságát.
Dzsahángír idejében az építészetre komoly hatással volt hindu rádzsput anyja Marjam al-Zamani és felesége Núr Dzsahán. A mecsetek építése anyja kiváltásága volt, aki 1611 és 1612 között megépíttette a lahori Sáhi bégum-mecsetet. A mecset fallal körülkerített udvara közvetlenül a lahori erőd mellett található, a kapukon lévő felirat Marjam al-Zamanit nevezi meg az épület patrónusának. Ezen az épületen jelennek meg először a ciprusfa- és borosedény-ábrázolások, amelyek a mogul művészet szerves részévé váltak, és többek között Itimádud-Daula síremlékén is láthatók. A mecset másik jellegzetessége a kupola bonyolult csegelyhálója, sugaras, csillag alakú formáiban Isten nevével.
Núr Dzsahán, aki 1611-ben ment feleségül az uralkodóhoz, saját jogán is nagy vagyonnal rendelkezett, amit kereskedelmi tevékenységből szerzett. Bengáltól a Pandzsábig terjedő területen a nagyobb kereskedelmi utak mellett karavánszerájokat alakíttatott ki, kerteket tervezett és síremléket építtetett apja, Itimádud-Daula és anyja, Aszmar bégum számára. Amikor Sáh Dzsahánt törvényes örökösnek nyilvánították, visszavonult Lahorba, ahol megépítette saját síremlékét, és 1645-ben bekövetkezett haláláig ott élt.

#### Akbar síremléke Szikandrában

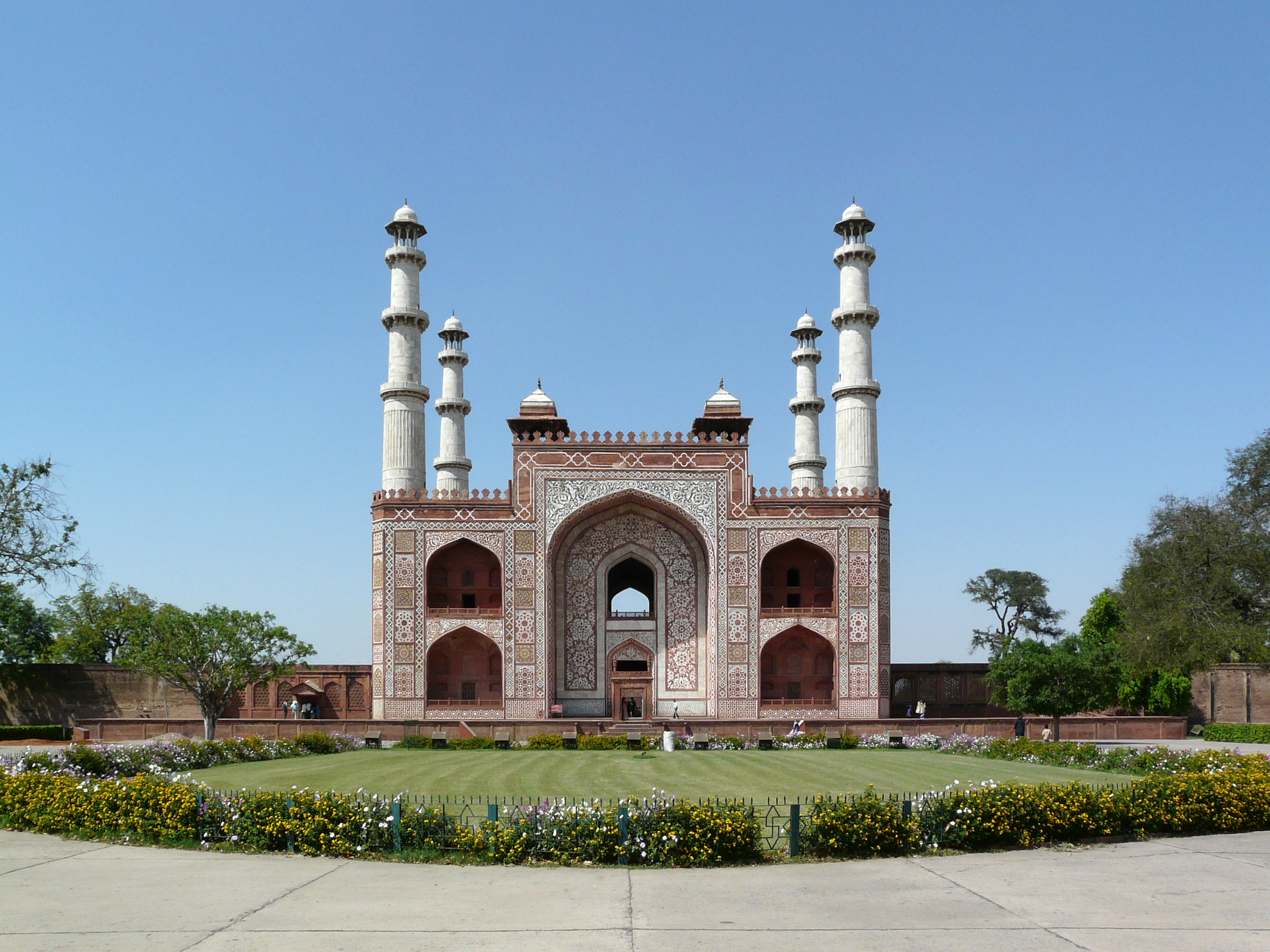
Akbar síremléke, a főbejárat

A Dzsahángír által uralkodása kezdetén indított első nagyobb építkezés Akbar mauzóleuma volt az Agrával szomszédos Szikandrában. A területet a korábban uralkodó Szikandar Lodiról nevezték el, és a Behestábádnak, „Paradicsomi Lakhelynek” nevezett kert kialakítását már Akbar idejében elkezdték. A forrásokból viszont az derül ki, hogy a síremlék munkálatait csak az uralkodó 1605-ben bekövetkezett halála után kezdték el. Hasonlóan Humájun sírjához az emlékmű egy nagy méretű, hétszázhatvanöt méter oldalhosszúságú, falakkal körülvett kertben áll. A vörös homokkőből készült déli kaput fehér, szürke és fekete márványberakásokkal díszítették. A berakások virágmintákat és geometrikus formákat ábrázolnak, az alakzatok olyan közel helyezkednek el egymáshoz, hogy az egész falfelület egy szőttesre emlékeztet. A kapun a vallásos építészetben újításnak számító perzsa nyelvű, 1612 és 1614 között készült feliratok az elhunyt uralkodót és Dzsahángírt dicsőítik. A boltív körüli szöveg a kertet és a síremléket a Paradicsomhoz hasonlítja, tervezője Abdul-Hak volt, aki később a Tádzs Mahalon is dolgozott. A síremlék stílusa a kor palotaépítészetének utánzata, közvetlen elődjének a Fatehpur Szíkriben emelt ötszintes Pancs Mahal tekinthető.
Maga a síremlék egy száznégy méter oldalhosszúságú négyzet alaprajzú, kilenc méter magas, bevakolt és pirosra festett teraszon emelkedik. A terasz oldalfalaiban árkádokat, középen nagy méretű, homokkőből készült és márvánnyal borított bejáratokat alakítottak ki. Az uralkodó tulajdonképpeni sírját a főbejáraton keresztül egy színes stukkóval borított előcsarnokból nyíló lefelé tartó rámpán lehet megközelíteni. A terasz tetején található négyszintes piramis alakú síremlék szintén négyzet alaprajzú, oldalhosszúsága ötvenkét méter. Az alsó három szint vörös homokkőből készült pavilonokból áll, a szélső pavilonok tetején kisméretű, mind a négy oldalukon nyitott pavilonokkal az úgynevezett cshatrikkal. Az ötszintes síremléknek nincs kupolája, a legfelső szinten egy fehér márványráccsal körülvett teraszon a szabad ég alatt áll a fehér márványból készült timurida stílusú kenotáfium. A fehér márványból készült felső szint éles ellentétben áll az emlékművön máshol használt vörös homokkővel. A síremléken kétféle stílus ötvöződik, a felső szint a kor palotaépítészetét tükrözi, az alsó szint a masszív timurida stílus hagyományait követi.

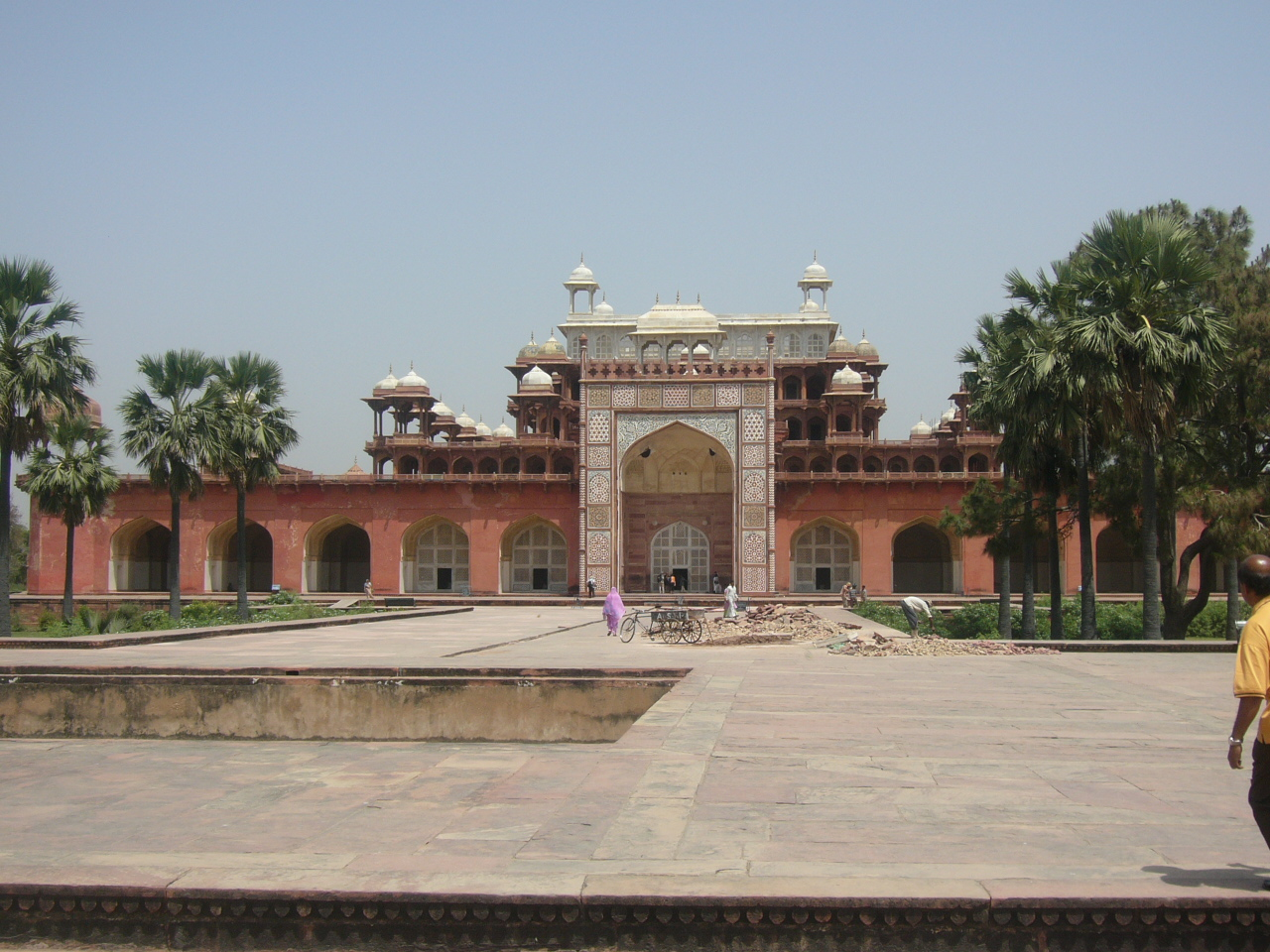
A csahár bág típusú kertben álló síremlék
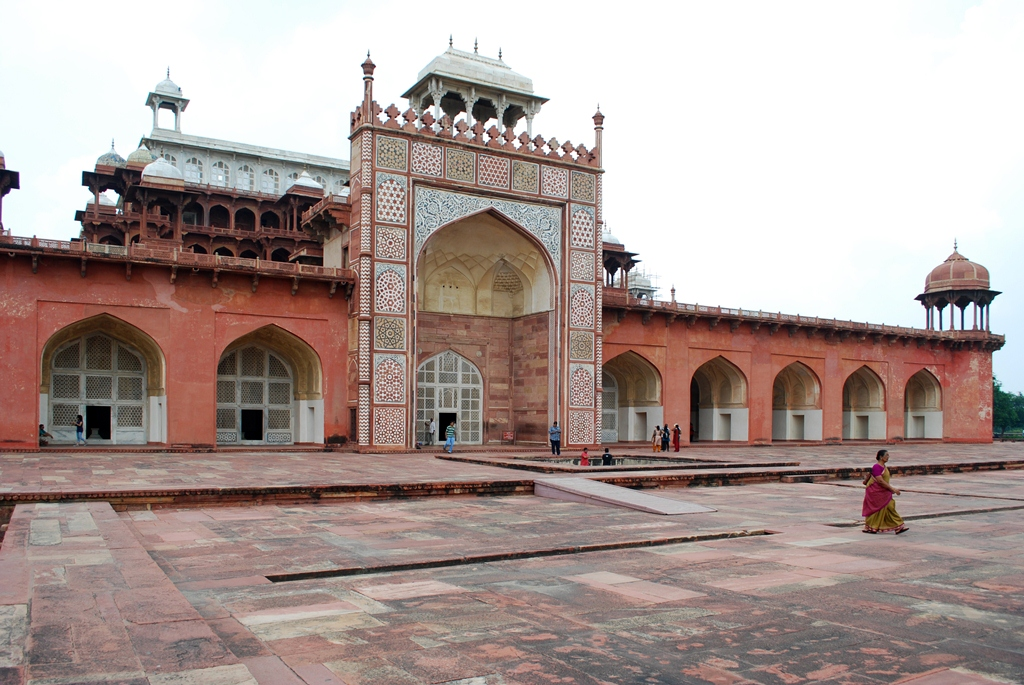
Az emlékmű homlokzatát kettéosztó ejván
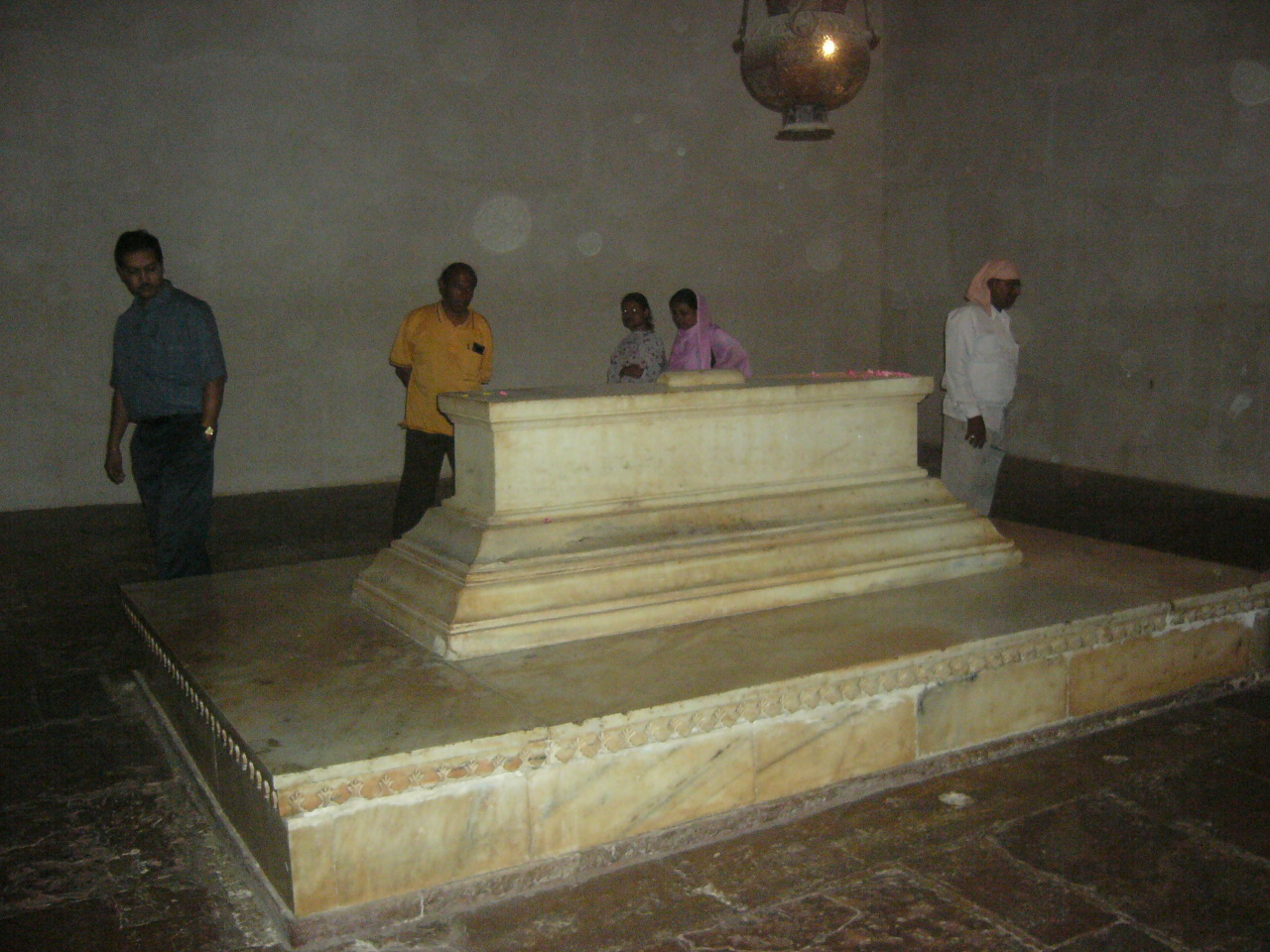
Akbar kenotáfiuma az emlékmű alagsorában

#### Itimádud-Daula síremléke Agrában

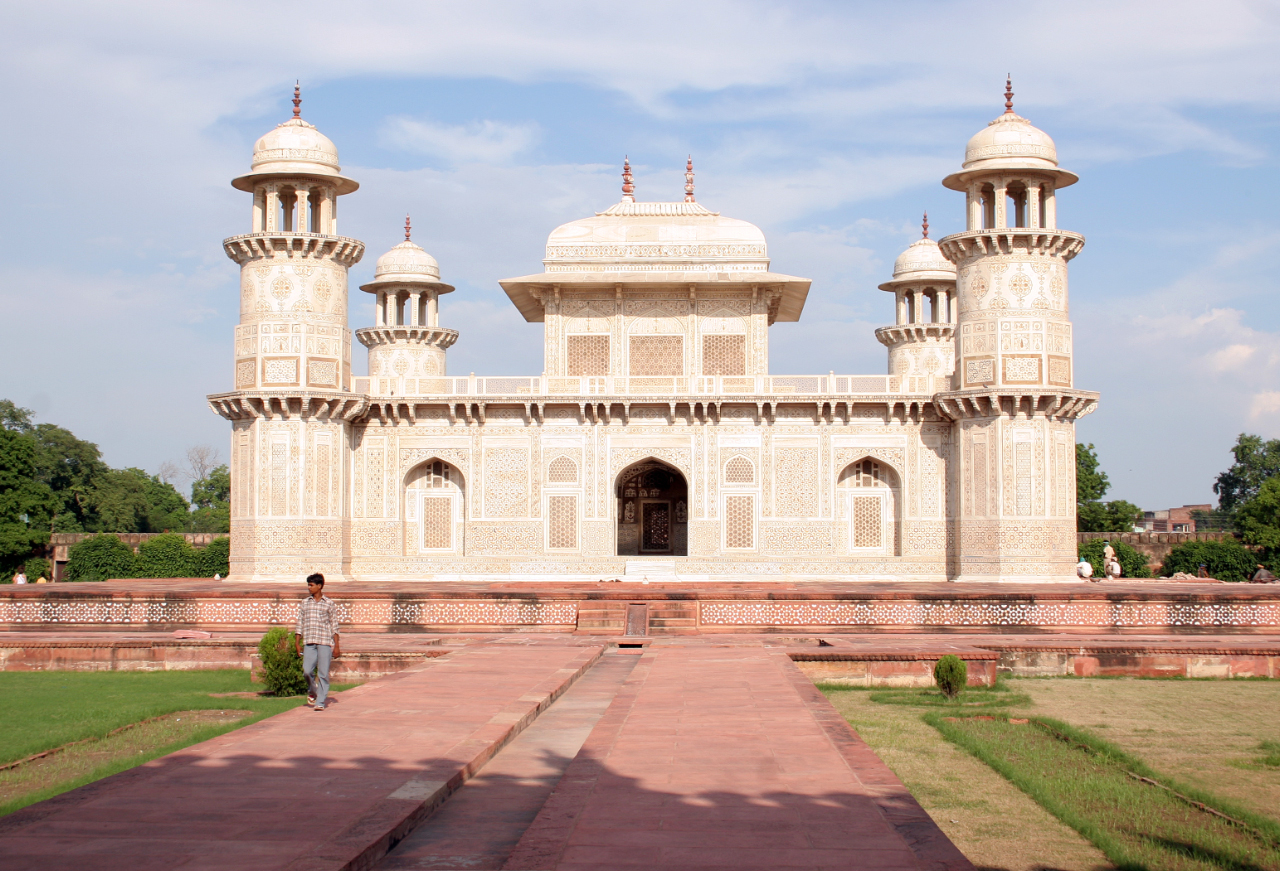
Az Itimádud-Daula síremlékének főhomlokzata

Itimádud-Daula, „az Állam pillére”, eredeti nevén Mirza Gijász bég és felesége sírját Dzsahángír építtette 1626-ban Agrában, Núr Dzsahán kérésére, aki Mirza Bég lánya volt. A hat évig tartó munkálatokat személyesen Núr Dzsahán felügyelte. A síremléket egy négy részre osztott csahár bág típusú kert veszi körül. Ez volt az első olyan épület, ahol a talapzat kivételével vörös homokkő helyett makranai fehér márványt használtak. Felépítése egyszerű, az alacsony talapzaton álló négyzet alaprajzú emlékmű sarkait elegáns, nyolcszögletű minaretek szegélyezik, tetejükön csatrikkal. Az emlékmű oldalhosszúsága huszonegy méter. A központi termet négyzet vagy négyszögletes alaprajzú helyiségek veszik körbe, ahol a közeli rokonok kenotáfiumai kaptak helyet. Az oldalkamrák és a központi terem falait, valamint mennyezetét a perzsa hagyományoknak megfelelően színes, faragott vakolattal borították be. Az épület külsejét színes kőberakásokkal díszítették, féldrágakövek felhasználásával. A berakások geometrikus formákat, boroskancsókat, virágokat és virágvázákat ábrázolnak. Az alabástrom kenotáfiumokat a második szinten helyezték el egy kis méretű pavilonban, amely rácsozott ablakokon keresztül kap fényt. A padló márványdíszítése egy virágmintás szőnyegre emlékeztet. A pavilont egy széles eresszel ellátott alacsony kupola borítja. A földszinten találhatók a második, a tulajdonképpeni temetkezési helyet jelölő kenotáfiumok. A tényleges sírokat a szokásnak megfelelően az épület alagsorában alakították ki. A kerítésfal négy homokkő kapuja közül az egyik vendégházként funkcionált, fürdőszobákat és szökőkutakat alakítottak ki benne. A kertbe egy gyümölcsösön keresztül vezetett az út, ezzel azt a timurida hagyományt folytatták, amely szerint a gyümölcsök eladásából származó jövedelemmel hozzájárultak a kert fenntartásához.

### Építészet Sáh Dzsahán uralkodása alatt
Sáh Dzsahán elődeihez hasonlóan az építészet bőkezű patrónusa volt, és trónra lépése után (1628) azonnal nagyszabású építkezésekbe kezdett. Ő maga is tehetséges építész volt, már hercegként bővítette a kabuli erődöt, Kasmírban a szrinagai Salimar Bágot, az ahmadábádi Sáhi Bágot, valamint a burhanpuri palotákat és kerteket. Uralkodóként első építkezése egy mecset volt Adzsmírben, Muin ad-Dín Csiszti szentélyénél. Ezzel a korábbi timurida hagyományt követte, ellentétben közvetlen elődeivel, akik trónra lépésük után legelőször az elhunyt uralkodó síremlékét készítették el. Uralkodásának kezdetén a lahori és az agrai paloták nyilvános tereit és magánlakosztályait újjáépítették, a városokban kerteket alakítottak ki. A paloták nyilvános kihallgatási csarnokai helyett új, negyvenoszlopos csarnokokat emeltek, amelyek szándékosan szászánida hagyományokat követtek. Lahorban a császári lakhelyeket az uralkodó által kedvelt fehér márványból, aranyozott és aleppói üveggel kirakott mennyezettel építették újjá. Fiatalon elhunyt felesége, Mumtáz Mahal emlékére 1631-ben kezdte el építeni Agrában a Tádzs Mahalt. Támogatta, hogy a nemesség és lánya, Dzsahanara (aki átvette anyja Mumtáz Mahal szerepét, mint a birodalom első asszonya) városfejlesztésbe kezdjenek. A birodalom fővárosát Delhibe helyezte át, ahol 1638-ban kezdte építeni Sáhdzsahánábádot, Delhi nyolc városa közül a hetediket, amelyet vörös homokkőből készült fal védett. A terület legmagasabb részén emeltette a Dzsáma Maszdzsidot, India legnagyobb mecsetét, amely a város egész területéről látható volt. 1647-ben fejeződött be a Vörös Erőd építése a Jamuna-folyó partján, amely nemcsak császári palotaként funkcionált, hanem otthont adott a birodalom központi adminisztrációjának, a császári kincstárnak, a helyőrségnek, a fegyverraktárnak és az egyes luxuscikkeket előállító műhelyeknek is. Ezután minden mogul császárnak itt volt a székhelye egészen az 1857–1585-ös szipojlázadásig, miután Delhi brit kézre került.

#### Dzsahángír sírja Lahore mellett

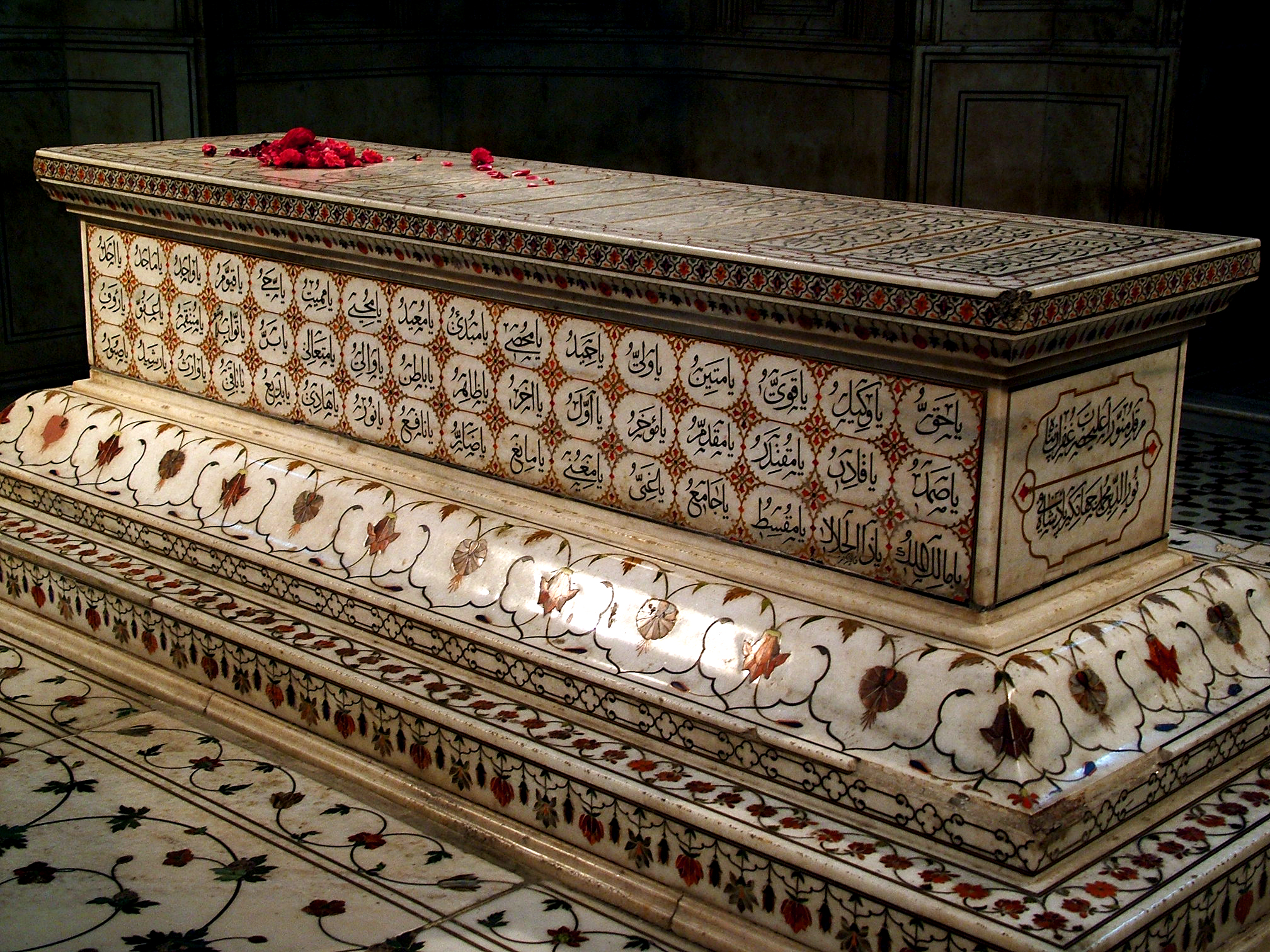
Dzsahángír kenotáfiuma az emlékmű központi termében

Dzsahángír síremlékének építéséről kevés egykorú forrás maradt fenn. Az uralkodót Lahore mellett, a Núr Dzsahán parancsára épített sáhdarai kertben temették el a Ravi-folyó partján, a jelenlegi városközponttól néhány kilométerre. A város fontos közlekedési csomópontja volt a Delhiből, Kabulból és Kasmírból érkező karavánoknak. A Sáh Dzsahán utasítására épült emlékművet hét év alatt fejezték be. Az ötszáz méter oldalhosszúságú, négyzet alakú kertet a mogul temetkezési csár bág-alaprajz szerint, még a császár életében tervezték. A kert nyugati végében egy udvart alakítottak ki egy mecsettel. A tizenhat részre osztott kert középpontjában felépített mauzóleum trónszék alakú, négy sarkán egy-egy minarettel. A nyolcvanöt méter oldalhosszúságú egyszintes síremléknek nincs kupolája, mert Dzsahángír azt kívánta, hogy sírja, akárcsak Akbaré, a szabad égre nyíljon. A teraszon álló, napjainkra eltávolított kenotáfiumot eredetileg kőből faragott rácsok vették körül. Az épület vörös homokkőből készült falait fehér márványintarziával borították. A berakások boroskancsókat, virágvázákat és geometrikus formákat ábrázolnak. A központi teremben álló kenotáfiumot páratlan szépségű, a későbbi Tádzs Mahaléhoz hasonló stílusú féldrágakő-berakások (pietra dura) díszítik.

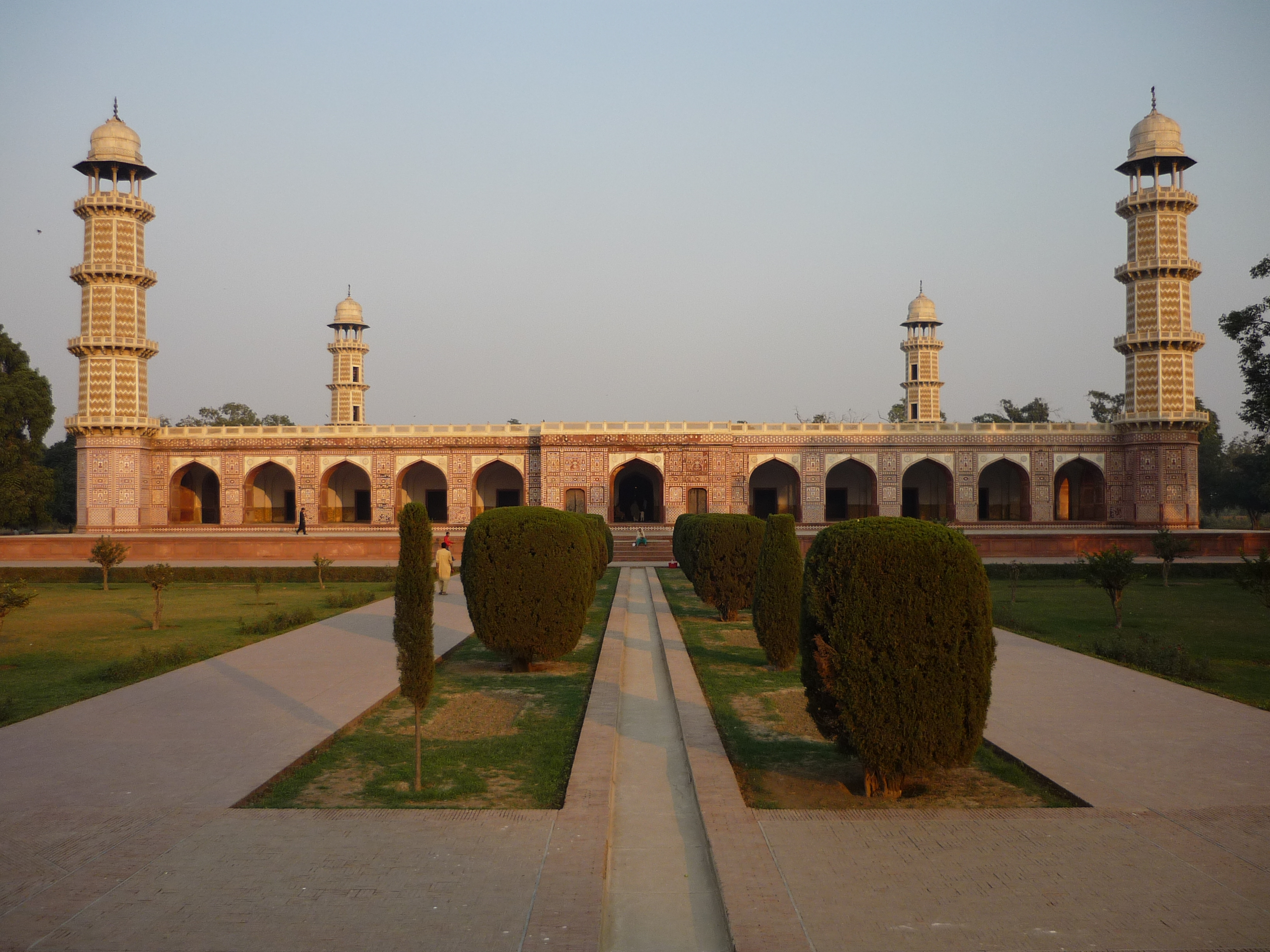
Dzsahangír síremléke Lahore mellett
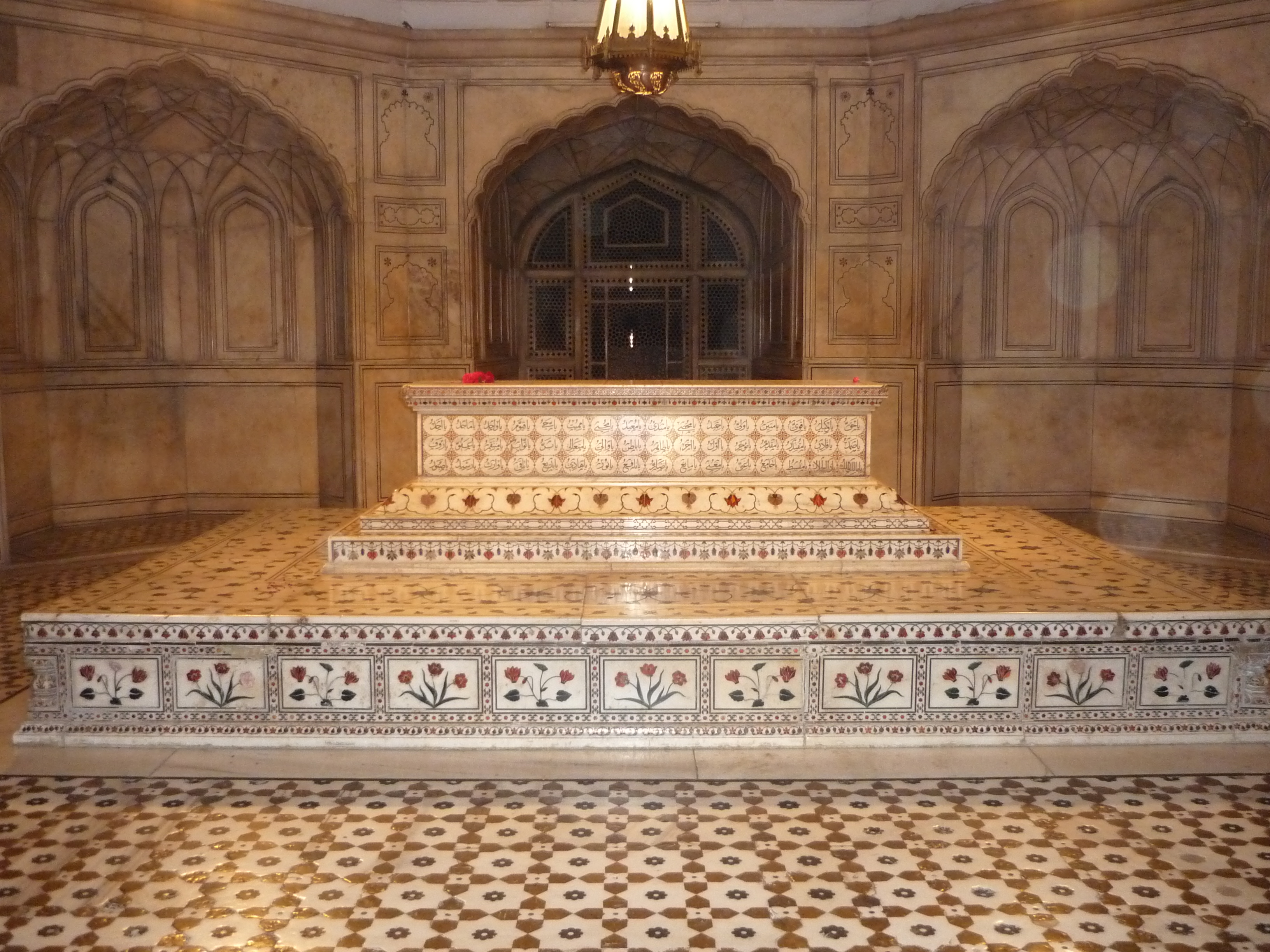
Az emlékmű központi terme
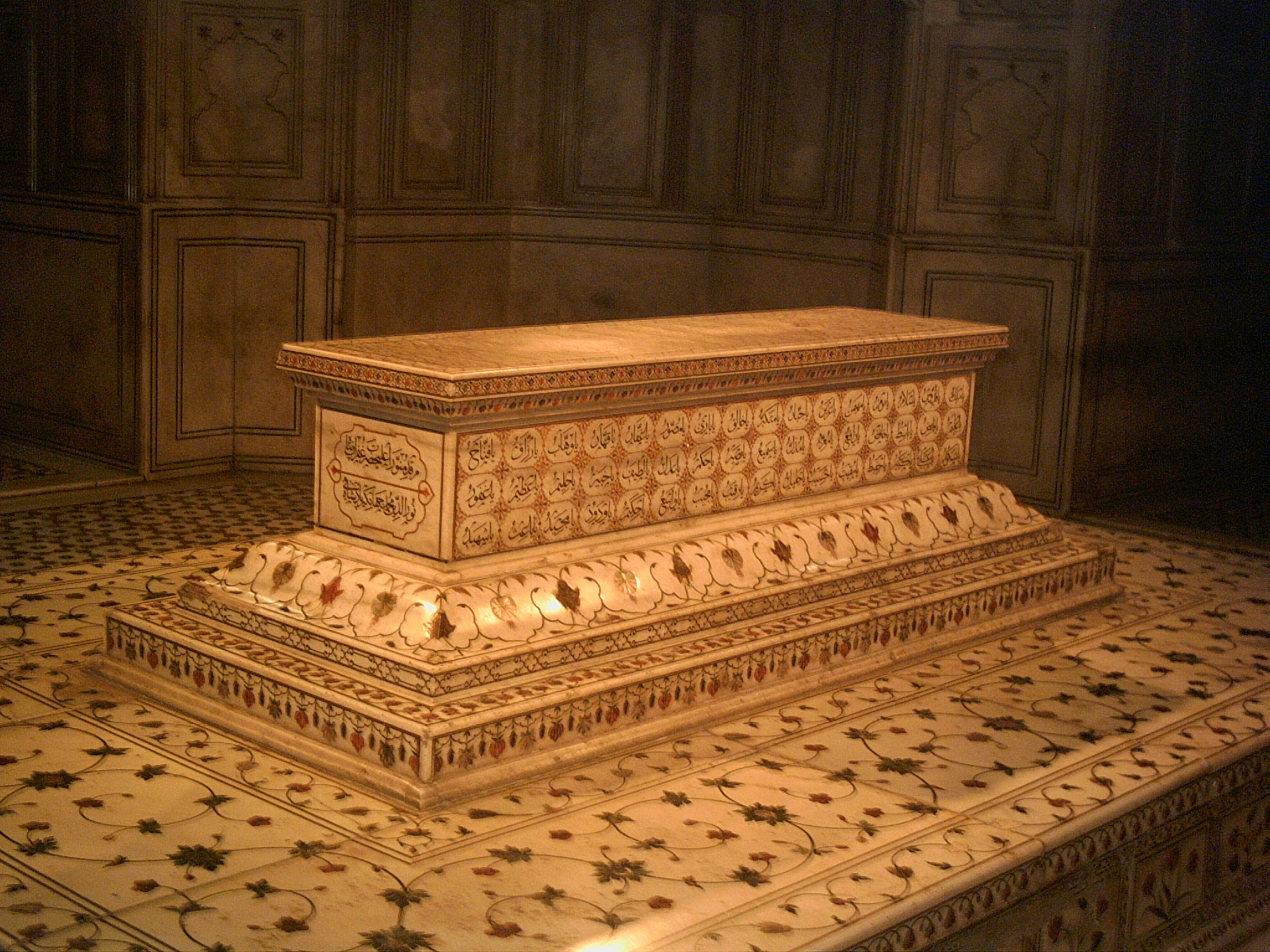
Az emlékmű központi terme

#### A Tádzs Mahal

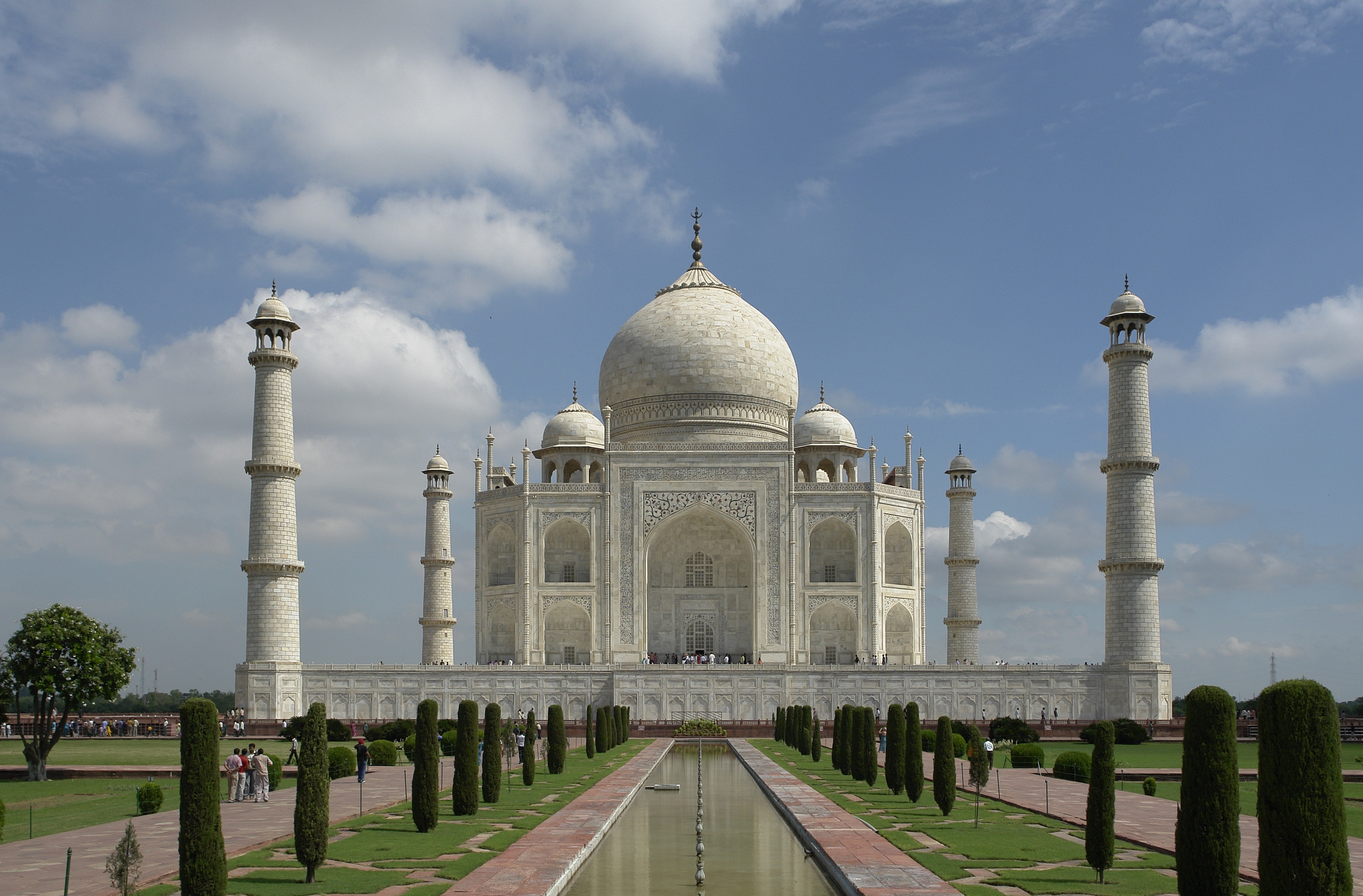
A Tádzs Mahal a főbejárat felől

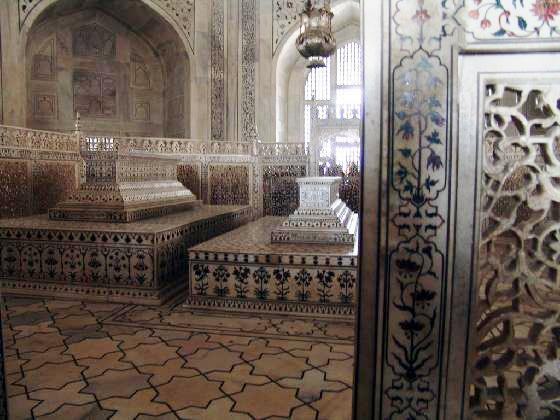
Mumtáz Mahal (középen) és Sáh Dzsahán kenotáfiuma a síremlék központi termében

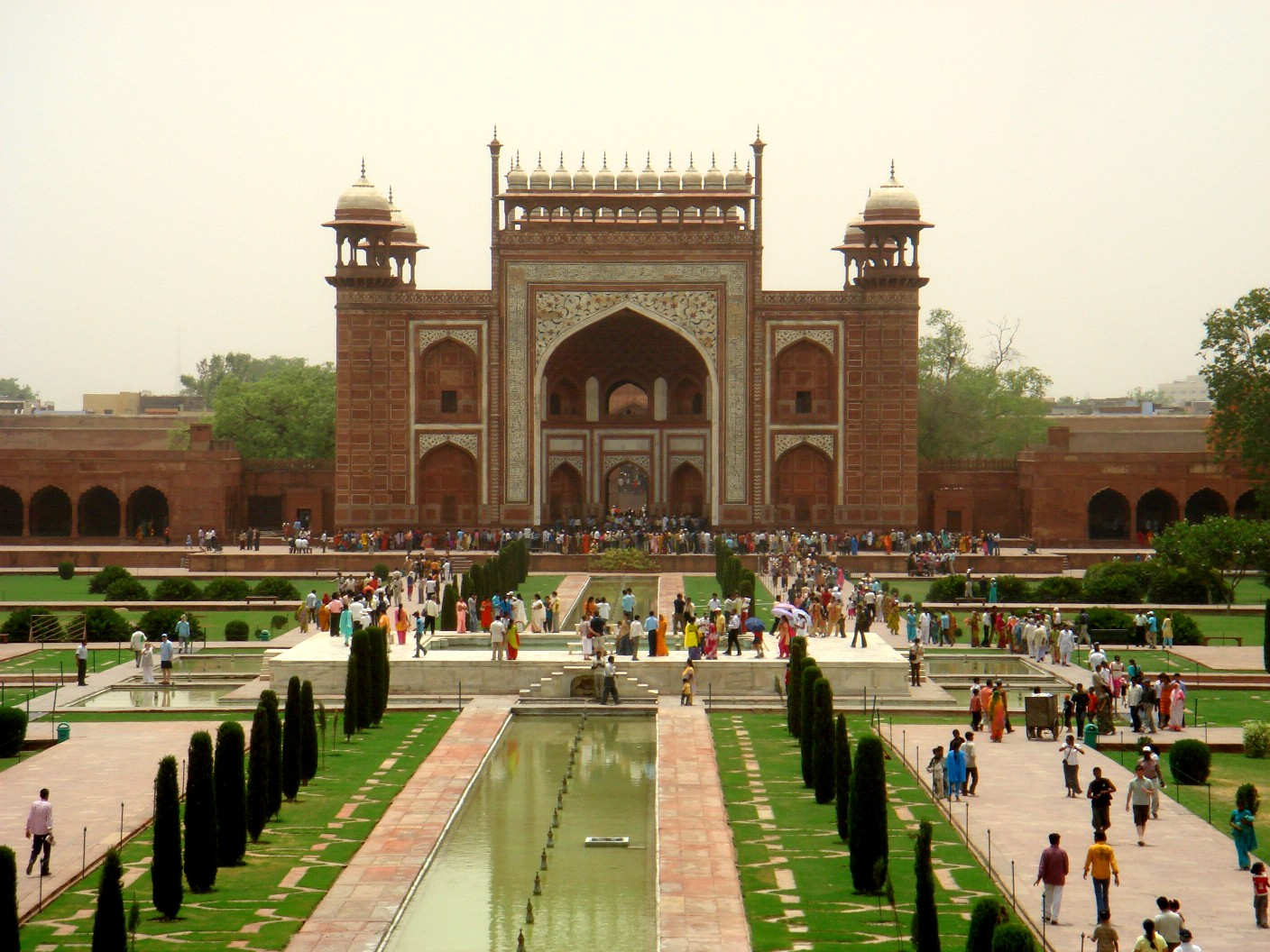
A síremlékkel szemben álló főkapu

A Tádzs Mahal a mogul síremlék-építészet csúcspontja, az iszlám művészet legismertebb alkotása. Sáh Dzsahán emeltette fiatalon elhunyt szeretett felesége, Mumtáz Mahal számára. Mumtáz Mahal 1631. június 17-én, tizennegyedik gyermeke születésekor halt meg egy hadjárat során, ahova elkísérte férjét. Testét halála után hat hónappal szállították Agrába. A síremlék munkálatai már 1631-ben megkezdődtek, és 1647-ben fejeződtek be. Az uralkodót 1666-ban bekövetkezett halála után szintén ide temették, kenotáfiumának elhelyezkedése az épület egyetlen aszimmetrikus eleme.
A korabeli források szerint a Tádzs Mahal tervezésében a császár is nagy rész vállalt, feltehetőleg ő tervezte az épület alaprajzát. Ezenkívül személyesen jelölte ki az épületen látható, a Koránból származó feliratok elkészítésére Amanat Kánn neves kalligráfust, aki Akbar szikandrai síremlékének kapuját díszítő feliratokról volt híres.
Az egykorú források nem tesznek említést a főépítészről, csak annyit lehet biztosan tudni, hogy a munkafelügyelők között ott volt Makramat Kán, a nyilvános munkálatok minisztere és Mir Abdal Karim. Elképzelhető, hogy a főépítész a Herátból származó Ahmad Lahori volt. Ahmad Lahori járatos volt a geometriában, a csillagászatban és a matematikában. Később dolgozott Delhiben is a Vörös Erődön, ahol feladatát, a királyi lakosztályok kialakítását olyan magas színvonalon oldotta meg, hogy az uralkodó a Nadir a-Ast, a „Kor csodája” címet adományozta neki.
A síremlék elrendezése a hagyományos csahár bág elrendezést követi, az épület azonban szokatlan módon nem a kert átlóinak metszéspontjában fekszik, hanem a hátsó végében, közvetlenül a Jamuna-folyó partján. Hatalmas tömegét a vele szemben álló kapu ellensúlyozza. A síremlék mellett kétoldalt egy-egy mecsetet és vendégházat építettek. A kertbe vezető főkaput egy falakkal körbevett téren lehet megközelíteni. Ezt az épületelemet korábban már Dzsahángír síremlékénél is alkalmazták, de itt a jóval hangsúlyosabb, és egy nagy méretű épületegyüttes része volt. A síremlék személyzetének lakhelye, bazárok és karavánszerájok kaptak benne helyet. A bazárok és karavánszerájok évi kétszázezer rúpiás bevételét, valamint harminc falu évi százezer rúpiás adóját a síremlék gondozására fordították, adakoztak belőle a rászorulóknak, és ebből fizették a karbantartók, a szolgák és a Korán-felolvasók bérét.
A kert egy háromszáznyolc méter hosszú és ötszázötvennégy méter széles területet foglal el. Az egész emlékművet és a teraszt, amin fekszik, fényesre csiszolt makranai fehér márvánnyal borították, ami éles ellentétben áll a kétoldalt emelt vörös homokkőből készült melléképületekkel.
A Tádzs Mahal ihletője Humájun Delhiben emelt síremléke lehetett, amelynek szerkezetét itt kisebb változtatásokkal alkalmazták. A nagy méretű hagymakupolát egy magasabb dobra helyezték, az épület tetején a sarkokban álló pavilonokat a kupolához közelebb vitték, a középső helyiséghez harmonikusabban kapcsolták hozzá a körülvevő nyolcszögletes épületrészeket, és végül négy magas minarettel egészítették ki.
A síremlék díszítése az egész mogul korszakra jellemző érdeklődést mutatja a természet iránt. Hasonló növénymotívumok láthatók szegélydísz vagy teljes illusztrációk formájában Sáh Dzsahán festményalbumaiban vagy szőnyegein. Itimádud-Daula síremlékétől eltérően a márványberakások kizárólag virágokat, arabeszkeket és a Koránból való szövegeket ábrázolnak.
A központi helyiség belsejét féldrágakőből készült virágokat ábrázoló márványberakás díszíti. Az eredetileg aranyból készült rekesztőfalat nem sokkal felállítása után, egy márványból készült rácsra cserélték, hogy elejét vegyék a fosztogatásnak. A rekesztőfalon belül Mumtáz Mahal és Sáh Dzsahán kenotáfiuma látható, a tényleges sírokat az alagsorban alakították ki.
Az épület külsejét és belsejét nagy méretű, szintén virágokat ábrázoló márványdomborműveket helyeztek el. Ugyanezek a motívumok ismétlődnek meg a kenotáfiumok kőberakásain és a két kiegészítő épület vörös homokkő domborművein is. Ezek a virágmotívumok először 1620 körül egy Dzsahángír részére készített kéziratban bukkannak fel, és valószínűleg Európából származó metszetekre vezethetők vissza.

A külső falba épített virágmintás dombormű
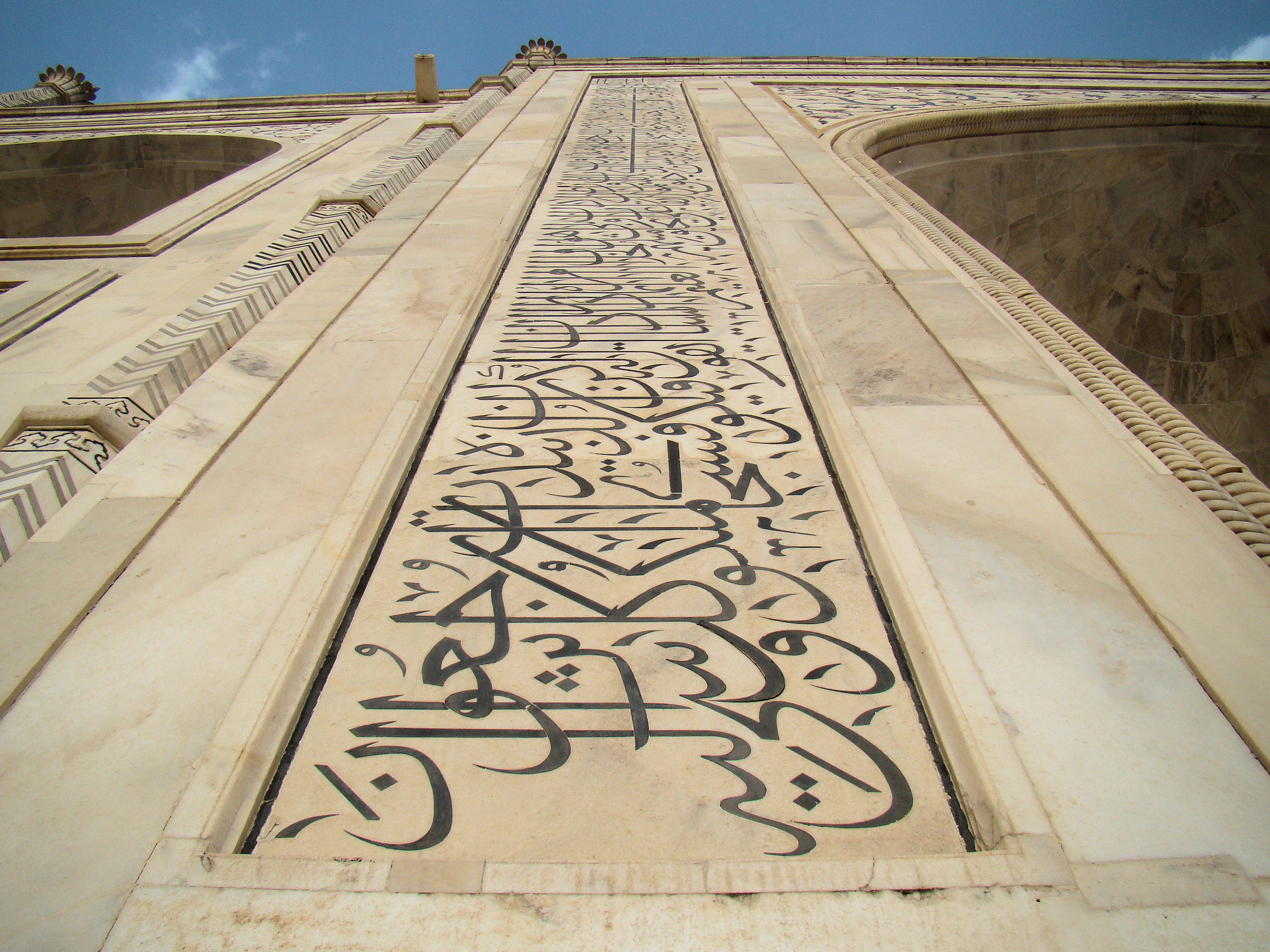
Részlet a Koránból az emlékmű főhomlokzatán
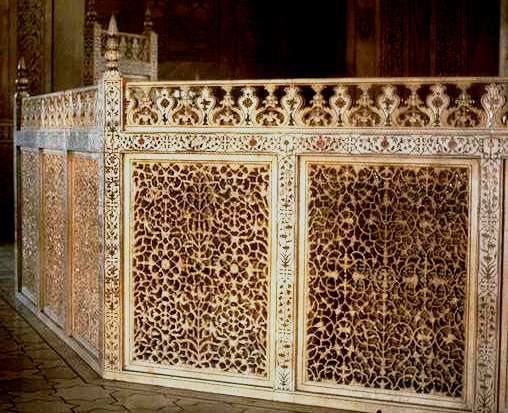
A rekesztőrács részlete
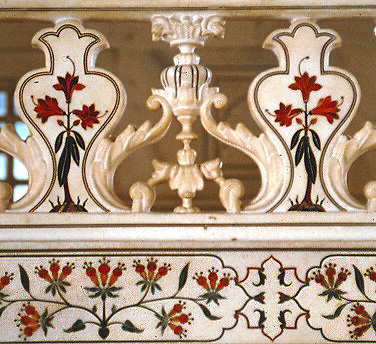
A rekesztőrács díszítésének részlete

#### A Vörös Erőd Agrában

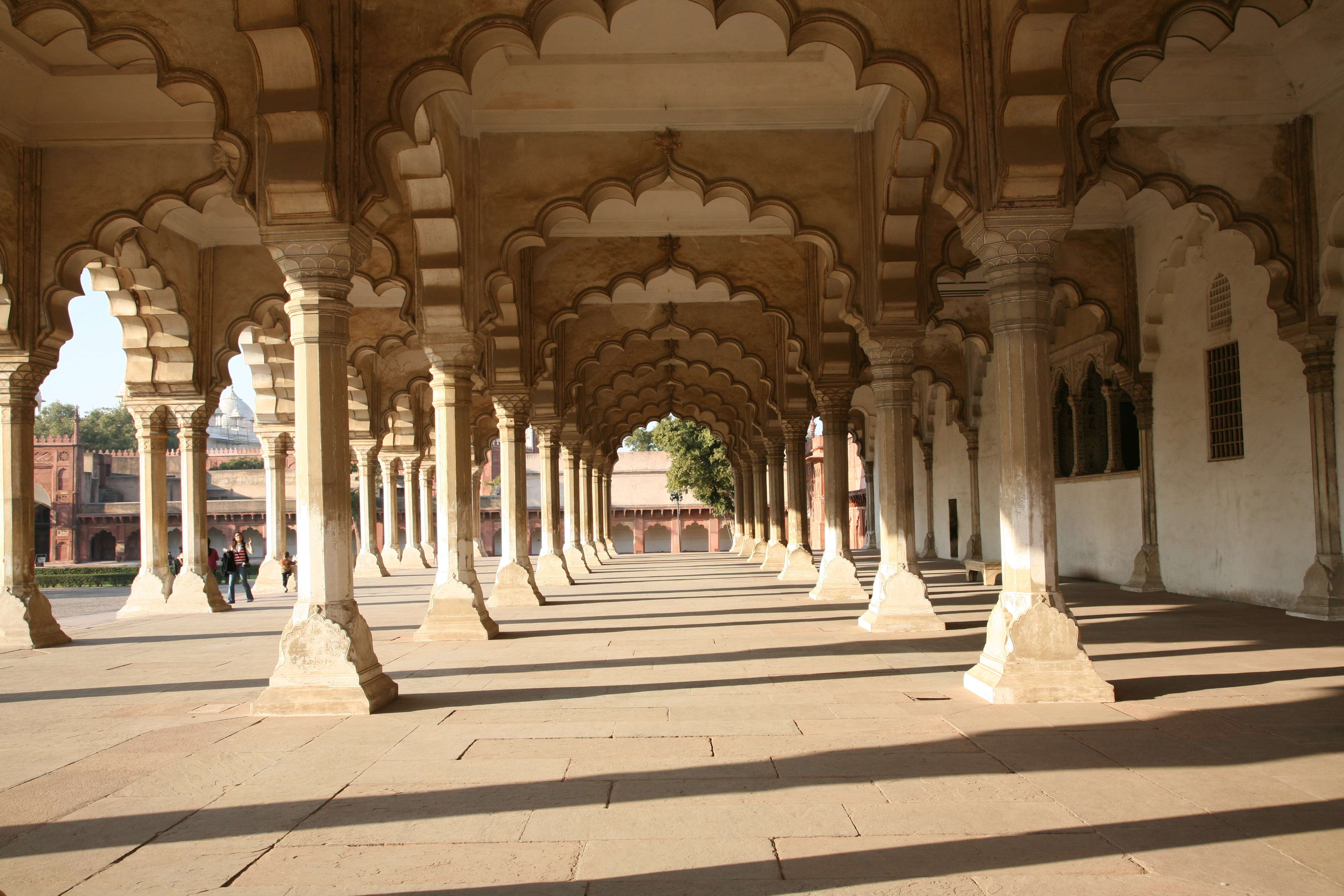
A nyilvános kihallgatások csarnoka

A császár közvetlenül koronázása után felújíttatta az erőd nyilvános kihallgatási csarnokát. Ezenkívül számos korábbi épületet leromboltatott az erőd területén, majd a helyükre fehér márványpavilonokat emeltek. Az erőd területét két részre, magán és a nyilvános épületegyüttesre osztották.
A nyilvános kihallgatások csarnoka, a Diván-e-Ám egy fehérre vakolt vörös homokkőből épített pavilon három oszlopsorral és hullámdíszítéses boltívekkel. Ettől a csarnoktól a Gyöngy-mecsetig terjedő területen állt a Minár Bazár, az udvari piac. A Gyöngy-mecsetet 1647 és 1653 között építették, különös módon azután, hogy a főváros Delhi mellé költözött. A mecset imacsarnoka, amelyet három tökéletes hagymakupola fed, egy magas falakkal körülvett, fehér márvánnyal borított udvarra néz.
A császári lakosztály építése 1637-ben fejeződött be. Ennek a része a Muszamman Burdzs, a nyolcszögletű torony, ahol az uralkodó a hagyományokat követve minden reggel megmutatta magát alattvalóinak. Trónfosztása után itt töltötte utolsó éveit házi őrizetben. Ez az erőd egyik legdíszesebb épülete, falait a Tádzs Mahalhoz hasonlóan virágmintás domborművek és féldrágakő berakások borítják. Mellette áll a szintén 1637-ben befejezett Bangla-e-Dzsahanara, az uralkodó lányának lakosztálya.
A Diván-i-Khász, a magánkihallgatások csarnoka a folyóra néz. Fehér márványból készült, falait a már hagyományosnak számító virágokat ábrázoló domborművekkel és féldrágakő berakásokkal, mennyezetét arannyal és ezüsttel borították. A teraszon egymással szemben egy fekete és egy fehér trónt állítottak fel, az első Dzsahángíré, a második Sáh Dzsaháné volt.
A magánlakosztályok az Anguri Bág (Szőlőskert) körül helyezkednek el, a kétszintes épületben a hárem nőtagjai laktak. A kert negyedik oldalát az Khász Mahal magas emelvényen álló, 1636-ban épült három pavilonja szegélyezi. A két szélső pavilon az uralkodó lányainak lakosztálya lehetett. A két pavilont rézből készült, széles eresszel ellátott tető fedi. A boltíves központi pavilont lapos tető fedi, belső terét ennek is széles eresz védi a monszuntól. Hátsó, a Jamuna-folyóra néző ablakait márványberakásokkal emelték ki.

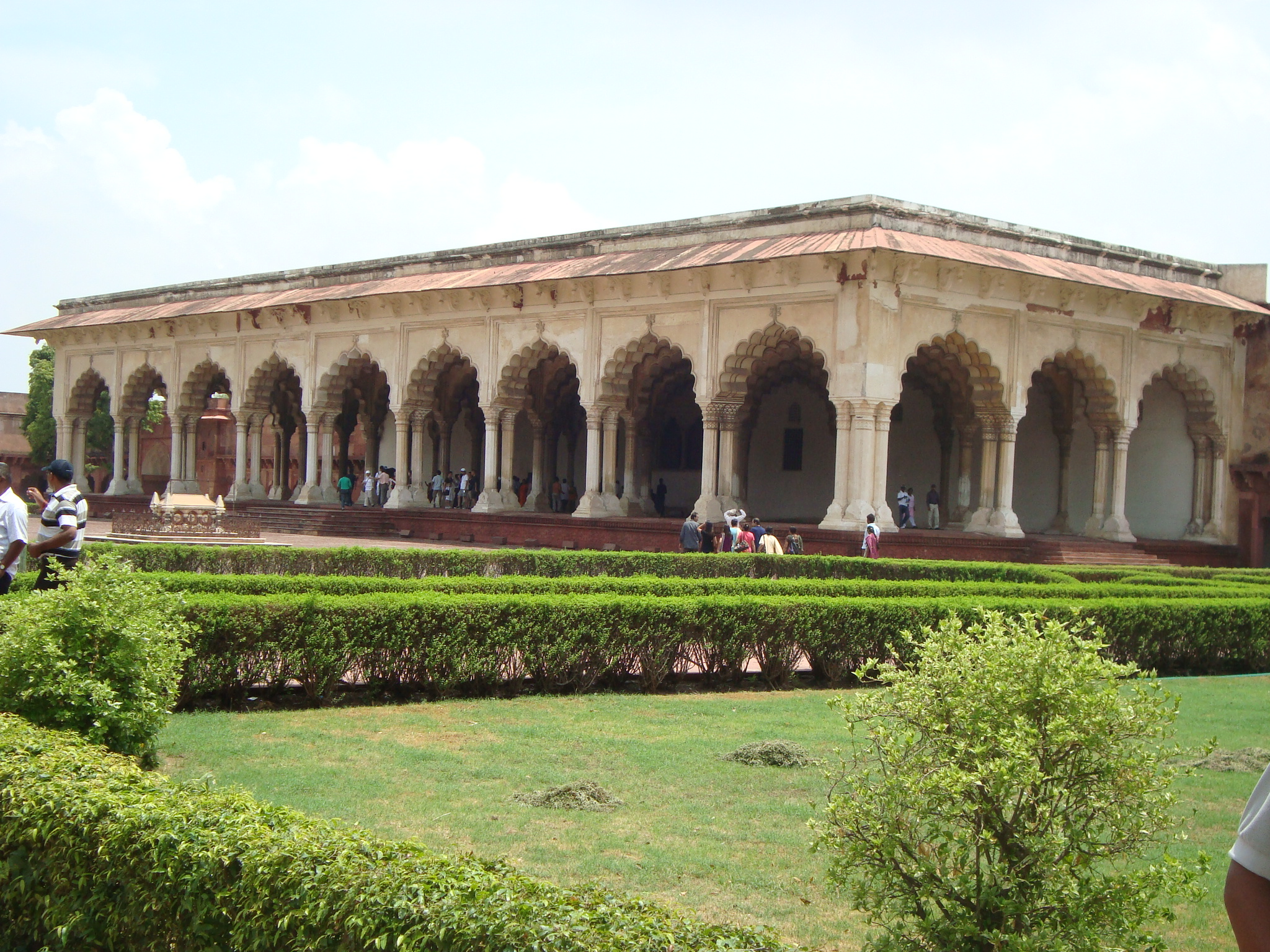
A nyilvános kihallgatások csarnoka
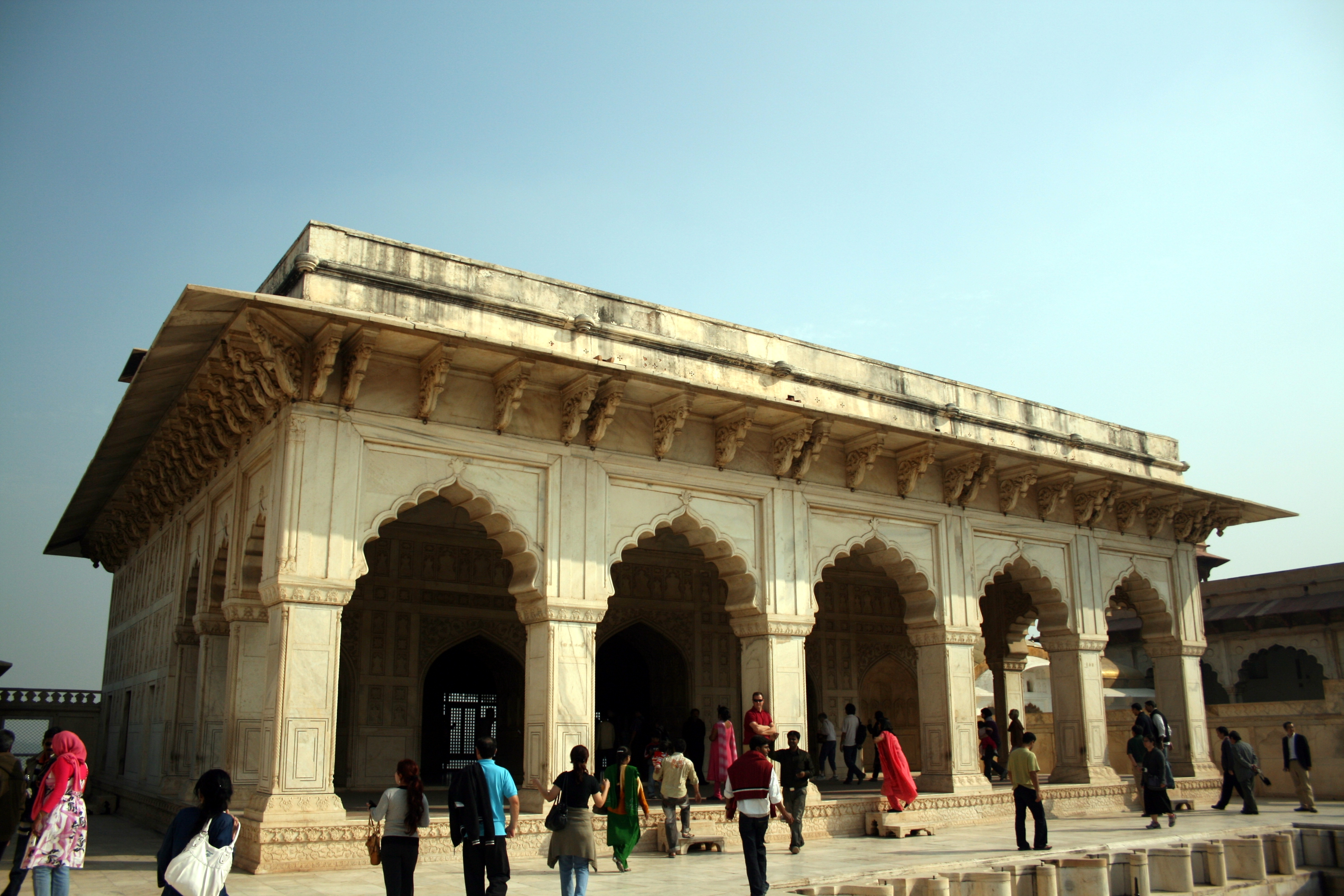
A magánkihallgatások csarnoka
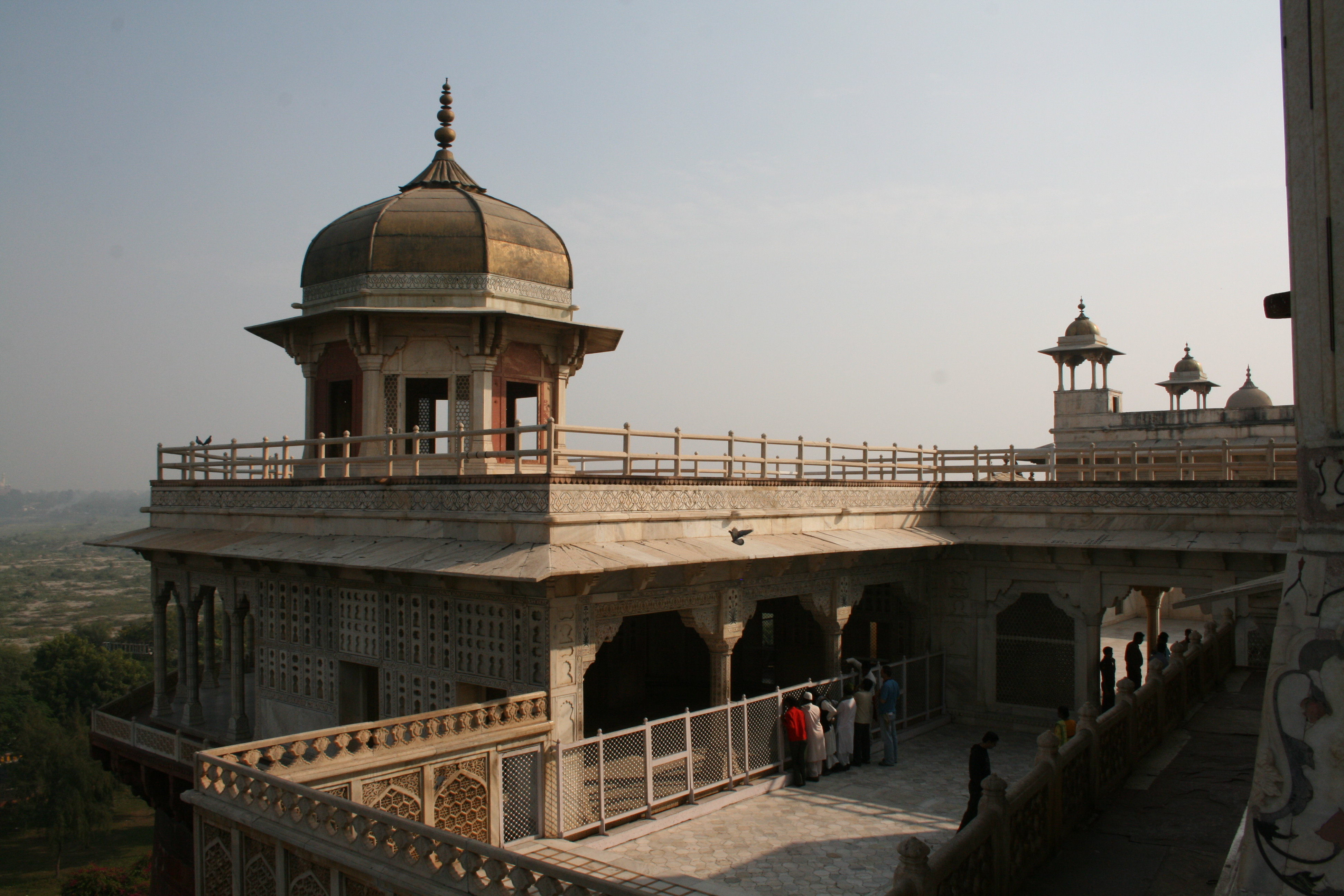
A császár lakosztálya és a Muszamman Burdzs
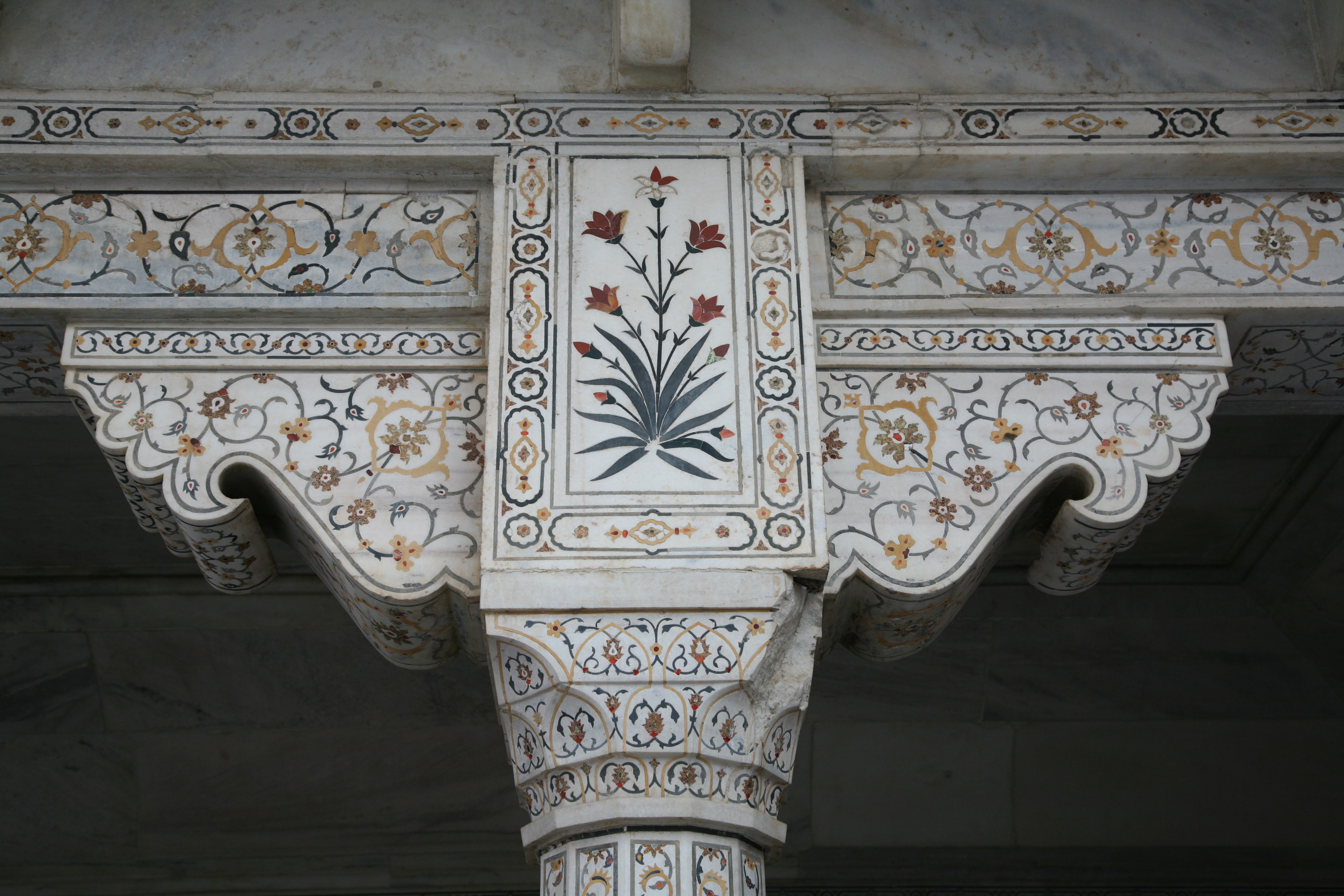
A lakosztály díszítésének részlete

#### Sáhdzsahánábád, a Vörös Erőd és a Dzsama Maszdzsid Delhiben

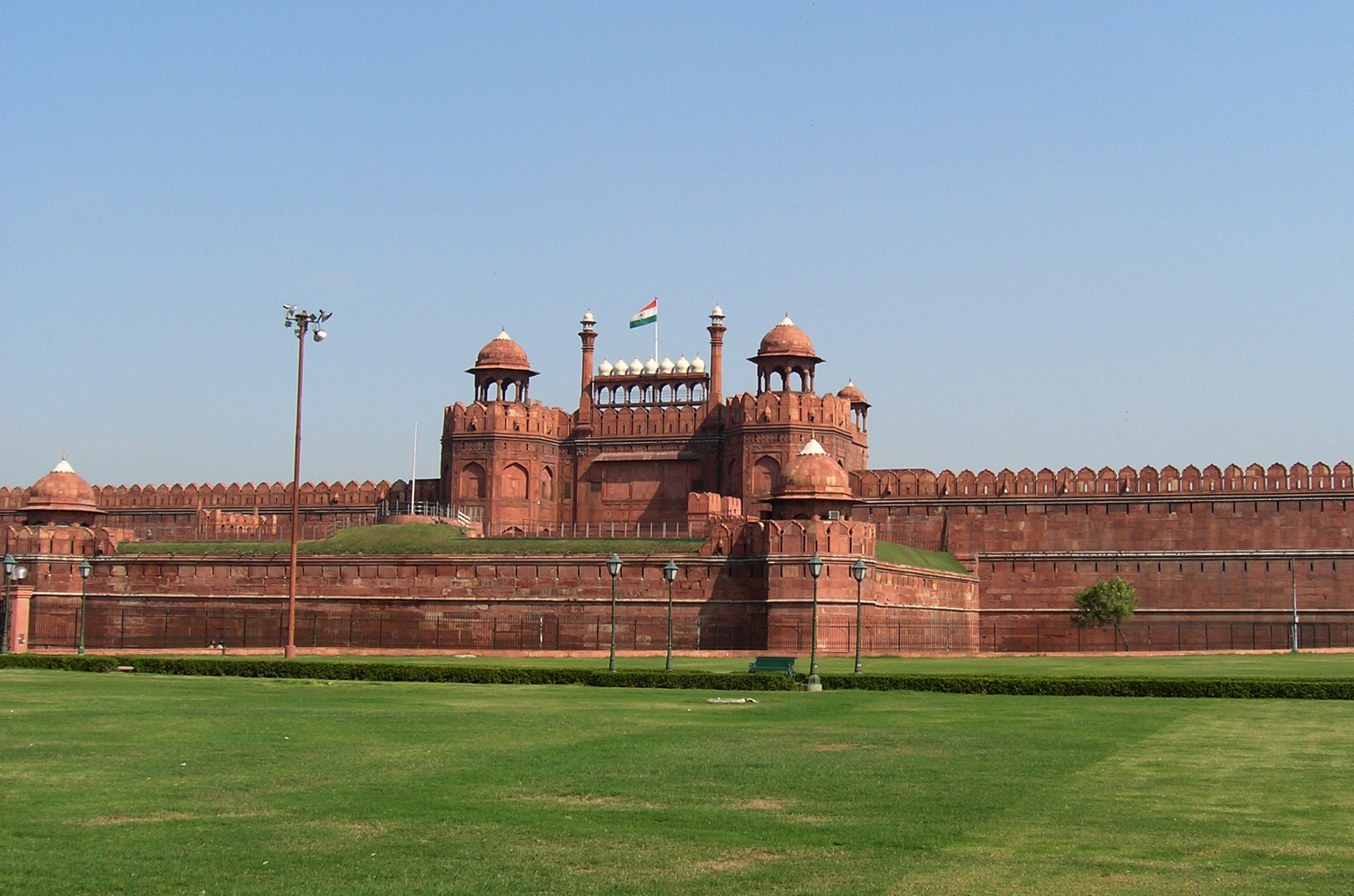
A Vörös Erőd Delhiben

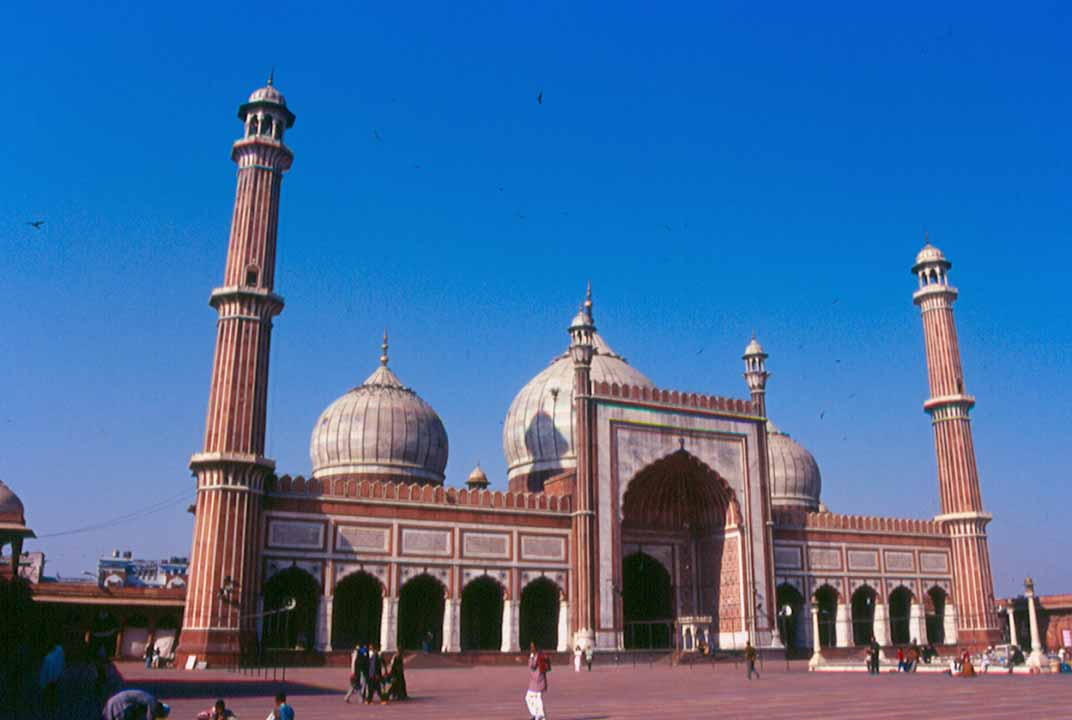
A Dzsama Maszdzsid, India legnagyobb mecsete Delhiben

Sáh Dzsahán idejében az agrai erőd már túlságosan szűknek bizonyult ahhoz, hogy otthont adjon a kormányügyeknek és az udvari szertartásoknak. 1639-ben az uralkodó, miután kikérte építészei tanácsát, úgy döntött, hogy a birodalom fővárosát a Delhitől délre fekvő területre költözteti át, a Jamuna-folyó partjára. Delhi már régóta a hithű muszlimok jelentős vallási központja volt. A környéken számos síremléket, mecsetet és szentélyt emeltek, ezért a városba ezrével érkeztek a zarándokok is.
Az új főváros kialakítása előtt átfogó városterveket készítettek és kijelölték a körmenetek útvonalát. A tervezés Ahmed Lahori és Usztad Hamid munkája, akik a Tádzs Mahal építésén is dolgoztak. A munkálatok főfelügyelője Makramat Kán volt, de maga a császár is részt vett az ellenőrzésben, és időnként a terveket is módosította.
A később Sáhdzsahánábádnak nevezett várost 1639. április 29-én alapították. A falakon belül a Vörös Erőd, széles utak csatornákkal, piacok, mecsetek, kertek, és a nemesek lakhelyei kaptak helyet. Az erőd kilenc évvel később készült el, befogadóképessége ötvenezer fő körül lehetett, építése hatszázezer rúpiába került. 1653-ra a város homokkő falai közel kétezer-hatszáz hektár területet határoltak, lakosainak száma elérte a négyszázezret. Területére tizenegy kapun keresztül lehetett bejutni, a falakat huszonhét torony tagolta.
A városfejlesztésben komoly szerepet játszottak a császári család nőtagjai is. Dzsahanara hercegnő, Sáh Dzsahán legidősebb lánya a Lahor-kaputól nyugatra árkádos bazárt építtetett, amelynek közepén egy karavánszeráj állt. Az uralkodó harmadik felesége utasítására egy vörös homokkő mecsetet emeltek, míg a császár első felesége az Agra-kaputól délre építtetett egy karavánszerájt és egy másik mecsetet.
Az erődöt három oldalról egy több mint másfél kilométer hosszú masszív fal védelmezi, negyedik oldalról a Jamuna-folyó határolja. Alaprajzára a merőleges vonalak jellemzőek, területe kétszer akkora, mint az Agrában található erődé. Főbejárata a Lahor-kapu, ahonnan egy fedett bazár vezet egy udvarra, amelynek hátsó részén található a nyilvános kihallgatások csarnoka. Az ötvenhét méter széles és huszonegy méter hosszú pavilon vörös homokkőből készült. Hasonlít az Agrában emelt azonos nevű pavilonhoz, azonban attól eltérően hátsó falához egy baldachinnal fedett, virágmintás kőberakásokkal díszített márványtrónt állítottak fel.
Az épületegyüttes folyópart felőli részén alakították ki a császári lakosztályokat és az adminisztrációs célra használt pavilonok sorát. A lapos tetős pavilonok egyszintesek, és fehér márványból, vagy fehérre vakolt téglából épültek. Homlokzataik csúcsívekkel elválasztott oszlopsorokból állnak, amelyeket széles eresz véd a csapadéktól. A két legdíszesebb pavilon a nők lakrésze, a Rang Mahal (Festett Palota) és a magánkihallgatások csarnoka. Ezt a két pavilont festményekkel, drágakőberakásokkal és márványfaragásokkal díszítették. A Rang Mahalban egy drágakövekkel díszített márványból faragott lótuszvirág alakú szökőkút található. A magánkihallgatások csarnokában állt a híres Pávatrón, amit Nádir Sah Delhi 1739-es kifosztásakor Perzsiába vitt. A Khász Mahal, a császár magánlakosztálya 1639 és 1649 között épült, és három márványpavilon együtteséből áll. A lakosztály része a Muszamman Burdzs, a nyolcszögletű torony, ahol az uralkodó minden reggel megmutatta magát alattvalóinak. A Hamman, a fürdő oldalfalait csempékkel burkolták be, mozaikpadlóját állandóan vékony vízréteg borította.
Az erődnek minden nap nagy mennyiségű vízre volt szüksége, ezt egy nyolcszögletű víztoronyból, a Sáh Burdzsból kiinduló, összesen nyolcvan kilométer hosszú vízvezetéken keresztül biztosították. A folyóparti épületeket a Nahar-e-Bahist, a „Paradicsom csatornája” köti össze, amely a palota különböző részeire szállította el a vizet.
Az erőddel szemközti, magasabban fekvő területen kapott helyet India legnagyobb mecsetje, a több ezer hívő befogadására alkalmas Dzsama Maszdzsid. Mellette kórházak és iskolák álltak. A mecset 1650 és 1656 között épült. A monumentális építmény egy magas, lépcsősorokkal kiépített talapzaton áll, a lépcsők üzleteknek adtak helyet. Az eredeti kerítésfalat mára egy kettős oszlopsorral helyettesítették. A márványbetétekkel díszített, vörös homokkőből készült imacsarnok közepére egy hangsúlyos, nagy méretű ejvánt emeltek, amit két, egyenként öt boltíves épületszárny szegélyez.

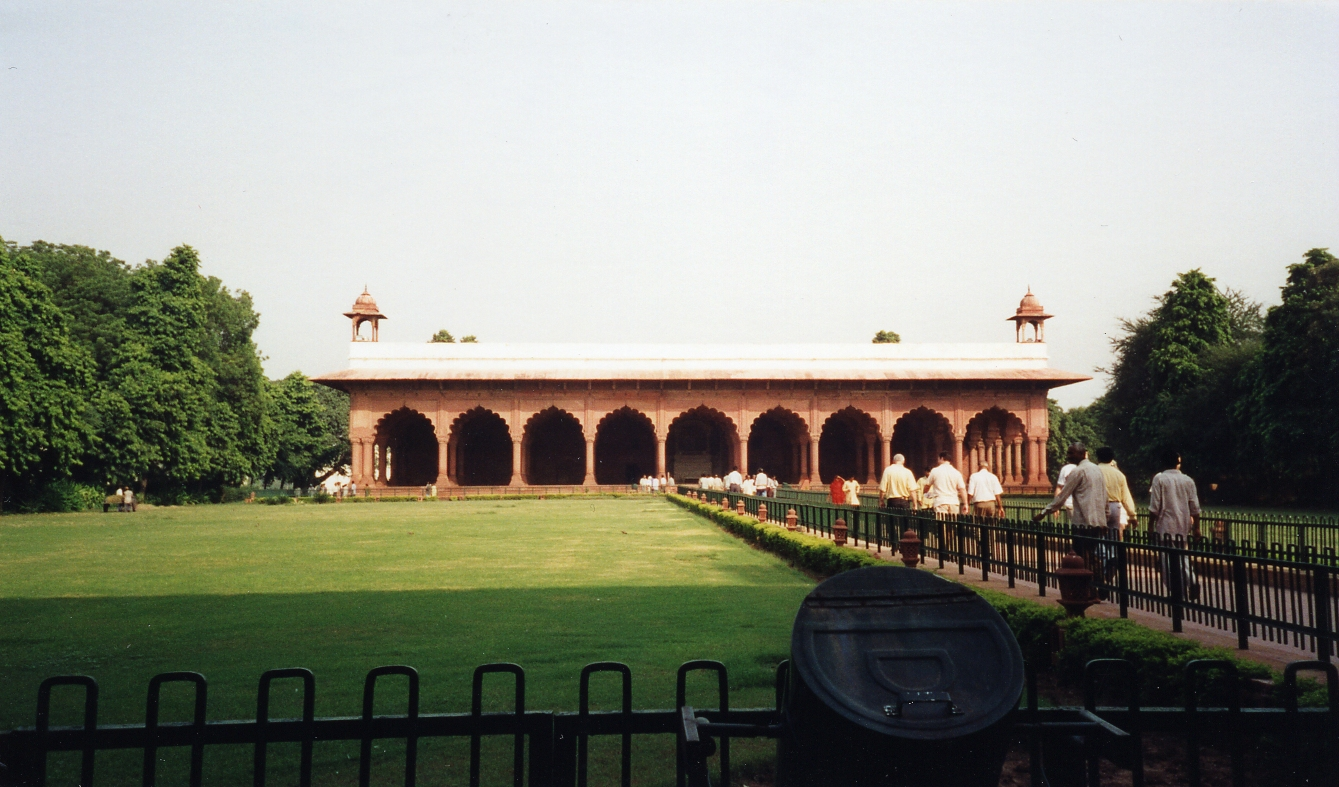
A nyilvános kihallgatások csarnoka
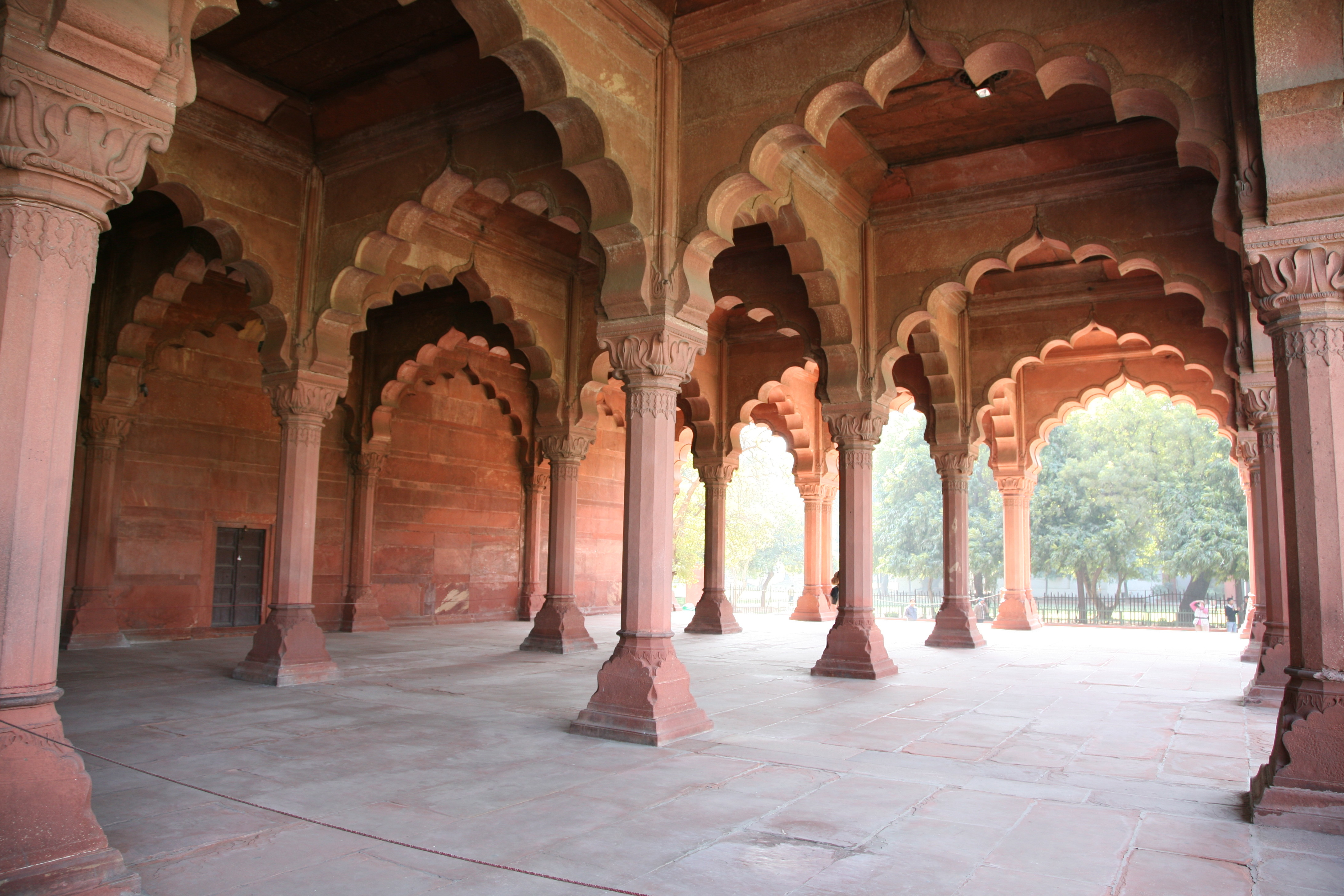
A nyilvános kihallgatások csarnoka
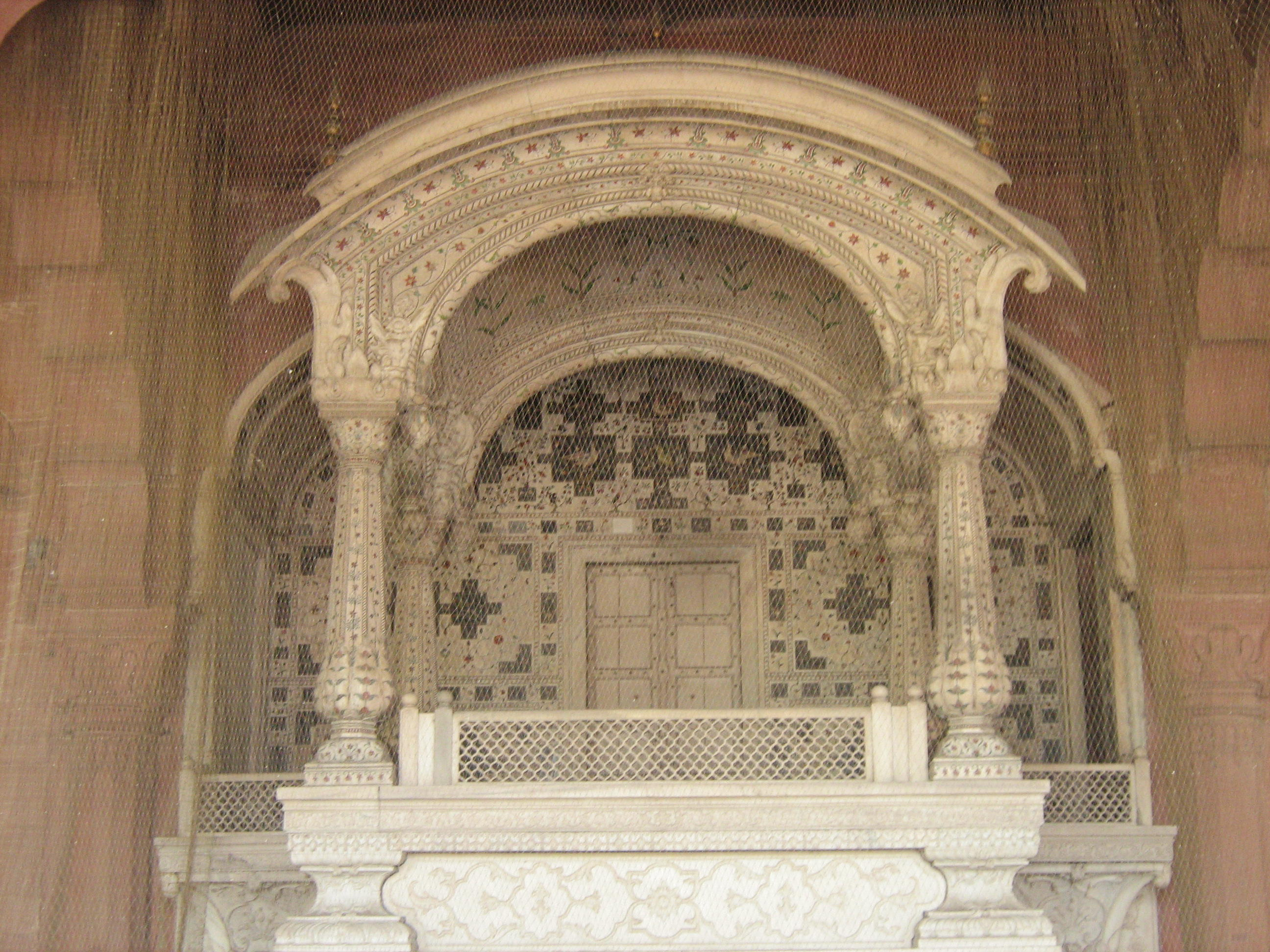
Az uralkodó trónszéke a nyilvános kihallgatások csarnokában
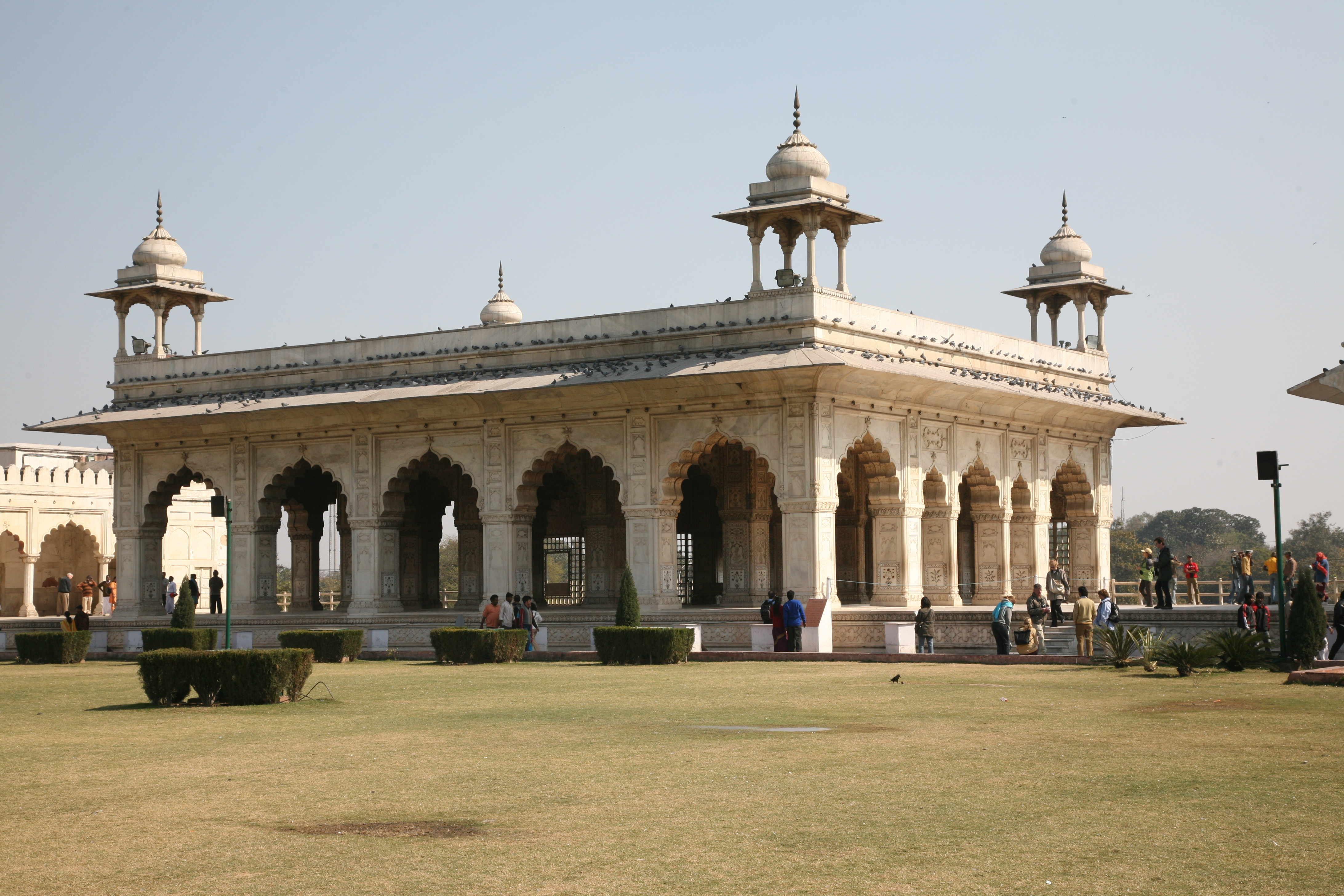
A magánkihallgatások csarnoka
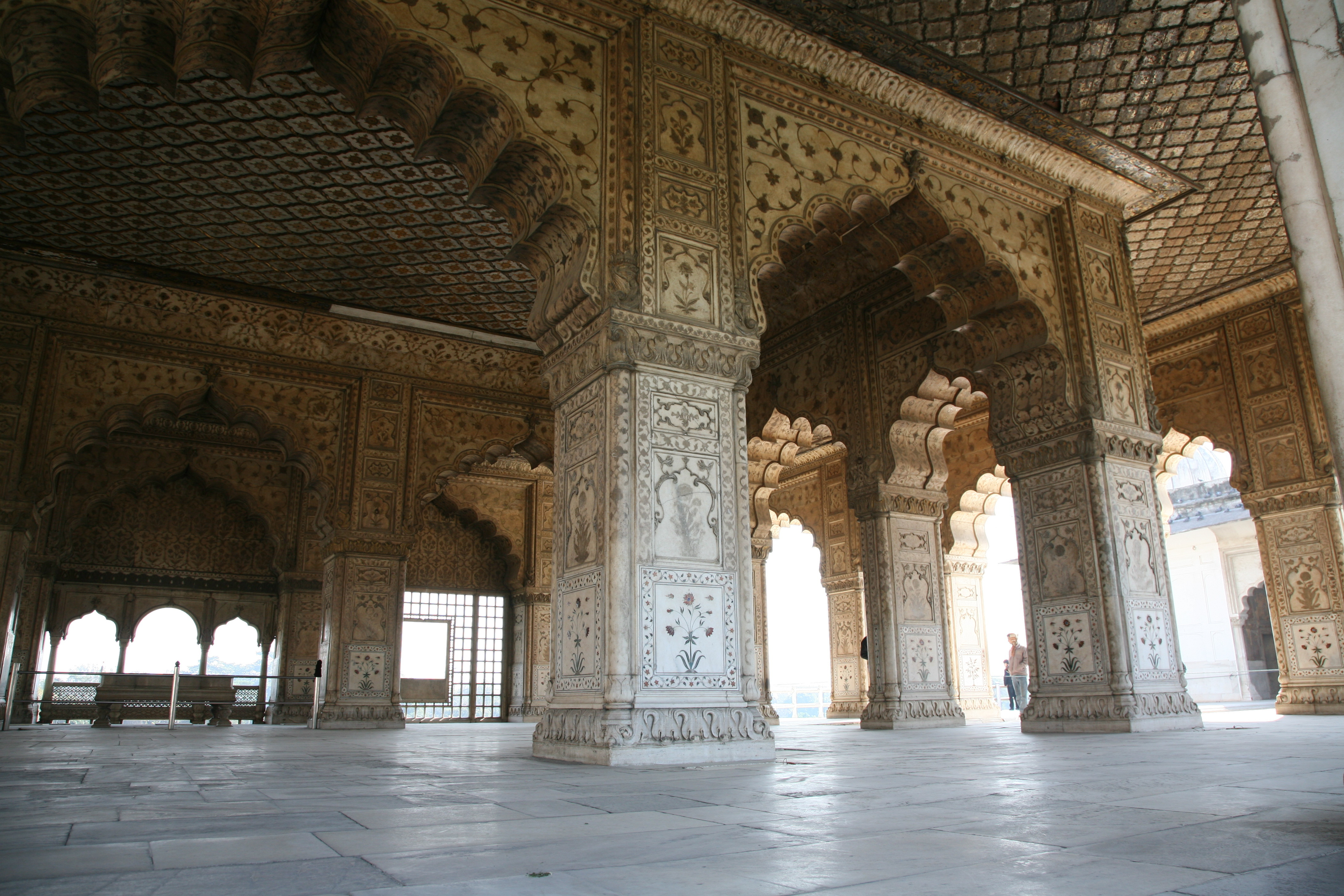
Kőberakások a magánkihallgatások csarnokában
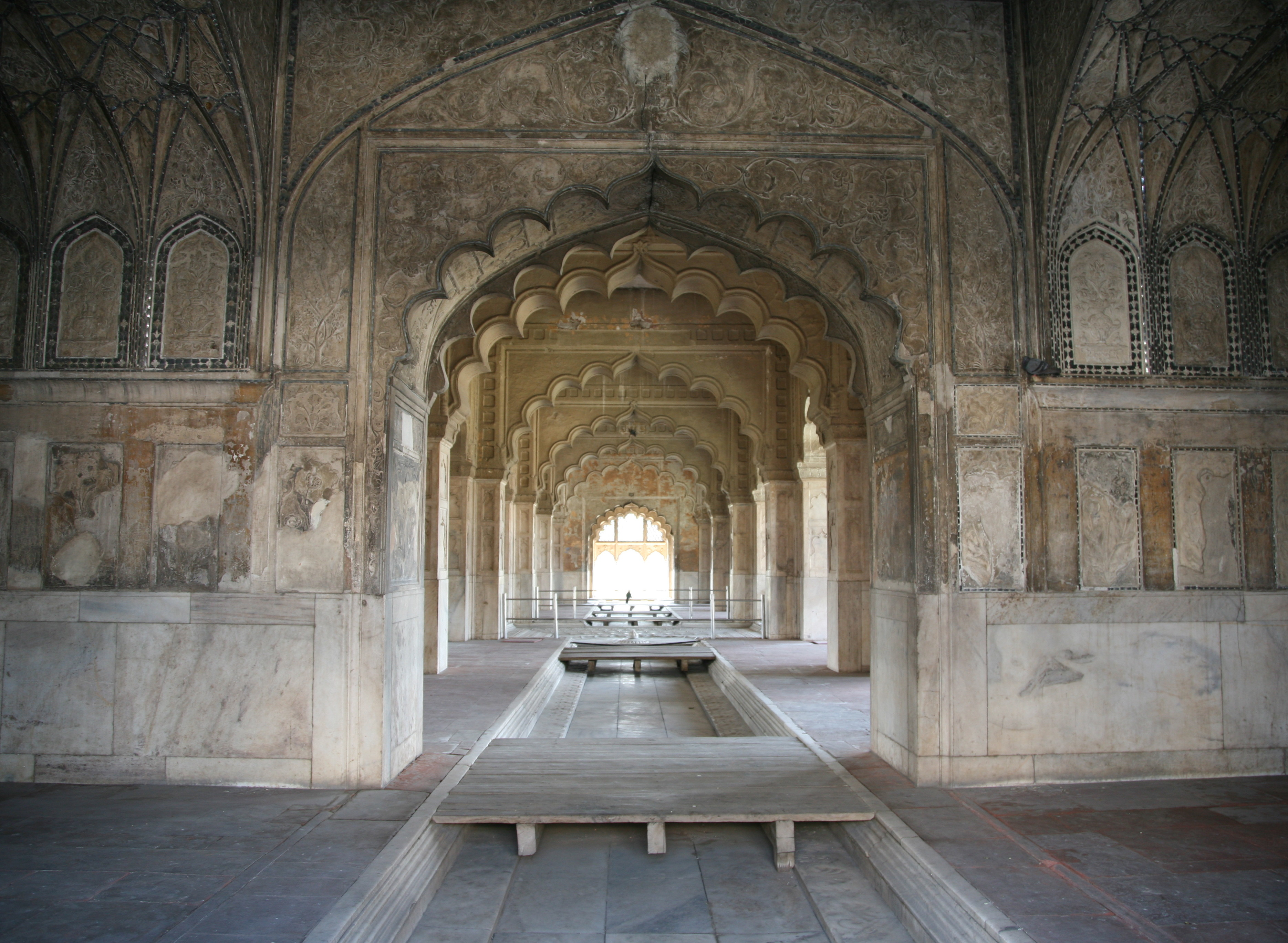
A Rang Mahal részlete

### Építészet Aurangzeb uralkodása alatt

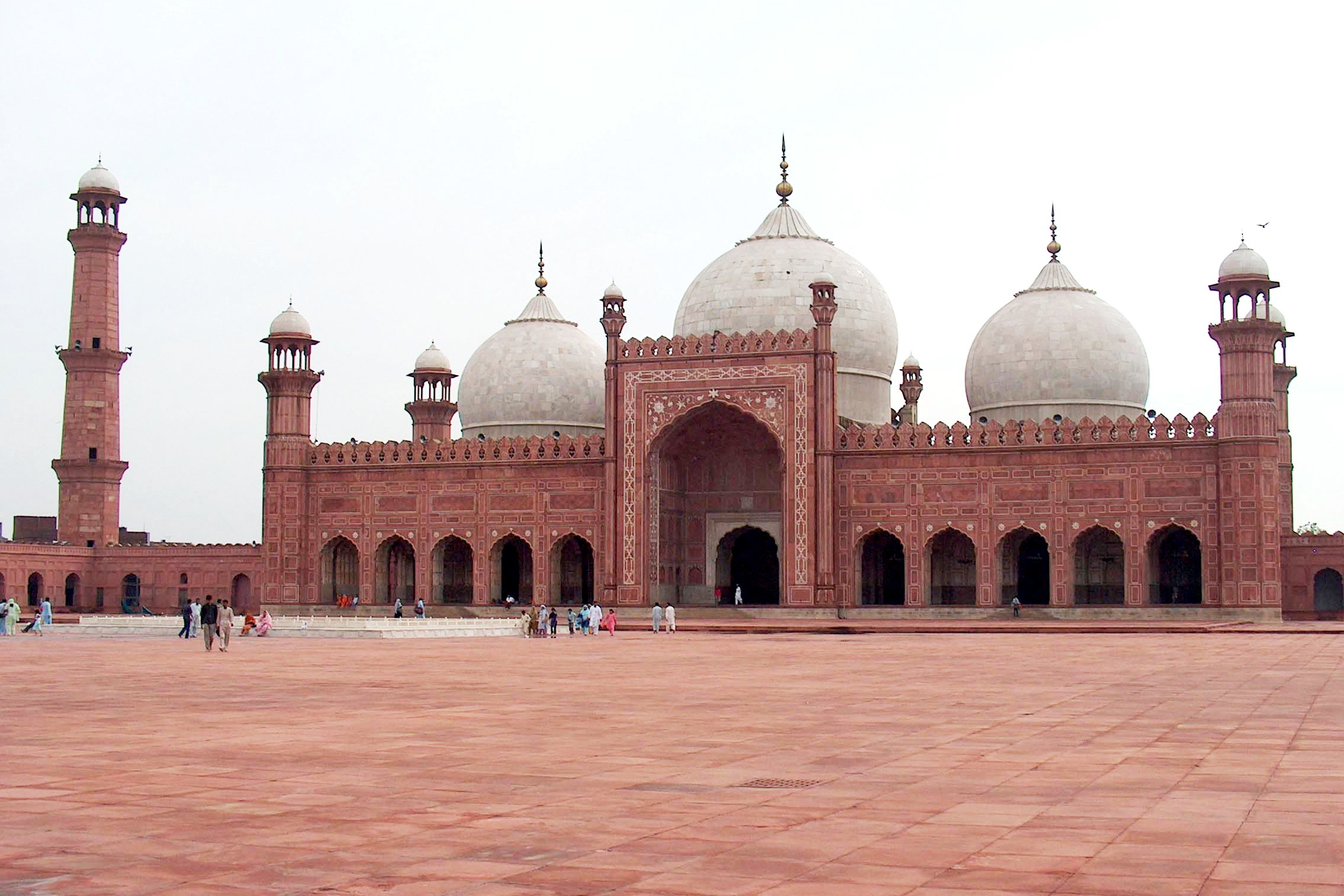
A Badsári-mecset Lahorban

Aurangzeb puritán, szigorúan vallásos ember volt, a művészetek kevésbé foglalkoztatták, mint elődeit, és figyelmen kívül hagyta a művészet és a hatalom közötti kapcsolatot. Nem fogadta el azt felfogást, hogy az építészet támogatása az uralkodó kötelességei közé tartozik. Az építészetnek nem a jelképes, hanem a gyakorlati hasznára helyezte a hangsúlyt. Kiemelt figyelmet fordított a meglévő mecsetek karbantartására és gondozására, és fejlesztette a városi létesítményeket, például az utakat és a kutakat. Aurangzeb uralmának jelentős részét a Dekkánon töltötte, és bár Delhi maradt a birodalom adminisztratív központja, csak kevés épületet emeltek a városban. Az uralkodásának utolsó éveiben épült mecsetek és kertek egy már elfogadott típus különböző változatai voltak.
Koronázása után az első építkezése a Gyöngy-mecset volt Delhiben, a Vörös Erőd területén. Az 1658 és 1662 között épített, teljes egészében fehér márványból készült mecset a magánlakosztályok közelében helyezkedik el. A mecset gyakorlatilag az agrai Vörös Erődben található, Sáh Dzsahán utasítására épült azonos nevű Gyöngy-mecset másolata. Díszítésében újításnak számít, hogy a korábban világi épületekhez használt díszítőelemeket, például a díszesen faragott márványelemeket és a levél alakú arabeszkeket itt egy vallási célra emelt épületen alkalmazták.
Aurangábádban síremléket emeltetett első felesége, Rabiaud-Dauráni számára. Az emlékmű, ami egy hagyományos csár bág típusú kertben áll, a Tádzs Mahal szerkezetét követi, azonban tervezésében és kivitelezésében is messze elmaradt tőle. Az épületen túlhangsúlyozták a függőleges síkokat, és az egyes épületelemek egymáshoz való aránya sem harmonikus.
Aurangzeb korának legjelentősebb épülete a lahori Badsáhi-mecset, a legnagyobb mogul mecset, a mogul építészet utolsó kiemelkedő alkotása. 1673 és 1674 között épült az uralkodó féltestvérének felügyelete alatt. A vörös homokkőből készült épület a Delhiben álló Dzsama Maszdzsid formáját követi. Homlokzatát egy nagy méretű fehér márványberakásokkal díszített ejván osztja két részre, a két épületszárnyat itt is öt boltív tagolja. A három, márvánnyal borított hagymakupola fehér színe ellentétben áll a homlokzattal, és így fokozza annak hatását. A homlokzaton látható berakások hatására a mecset nagy mérete ellenére is légiesebbnek tűnik, mint Delhiben látható elődje.

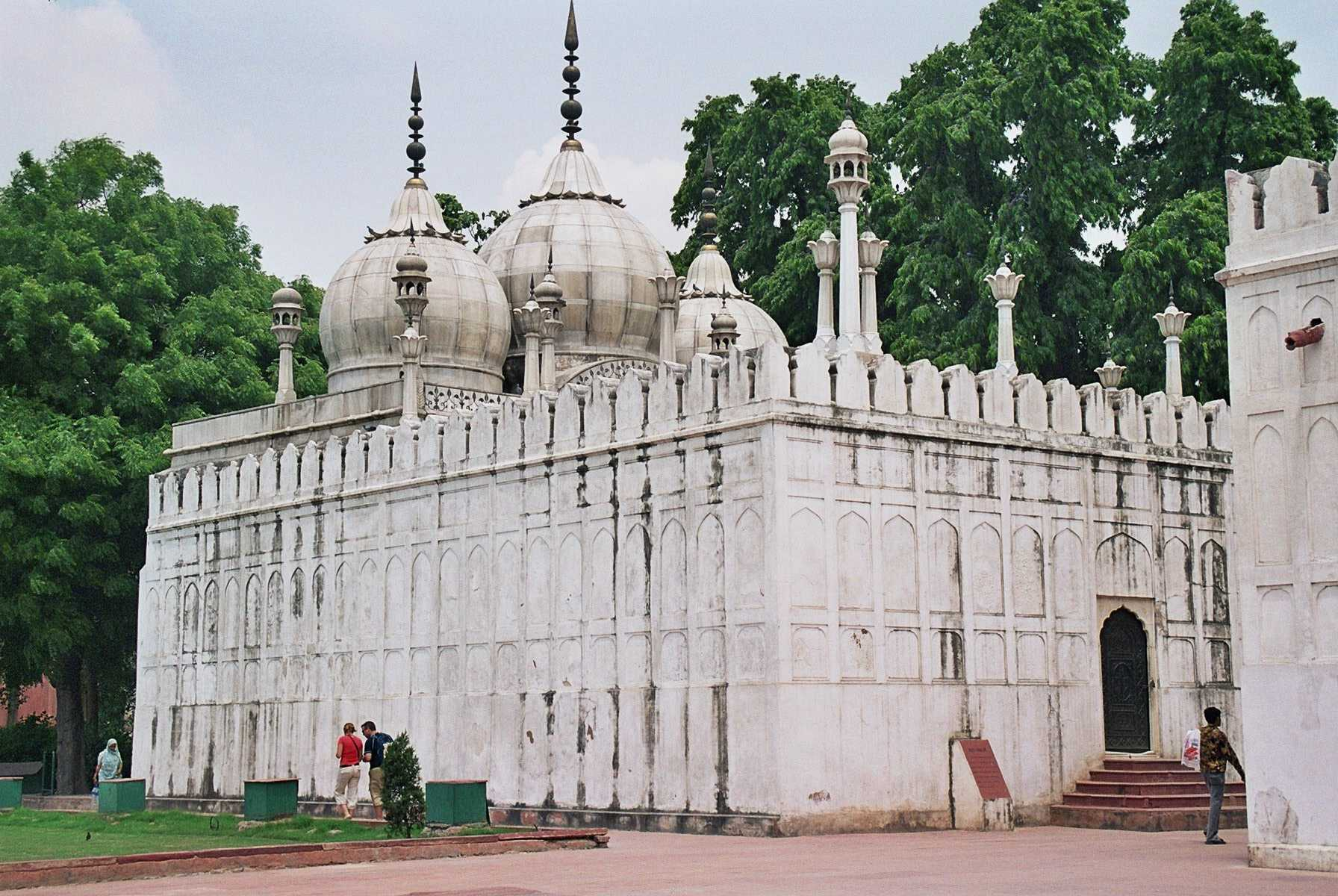
A Gyöngy-mecset, Vörös Erőd, Delhi
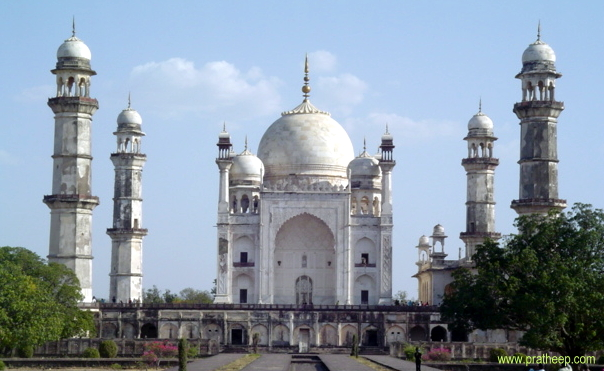
A Bibí-ká-makbara, Aurangzeb első feleségének síremléke
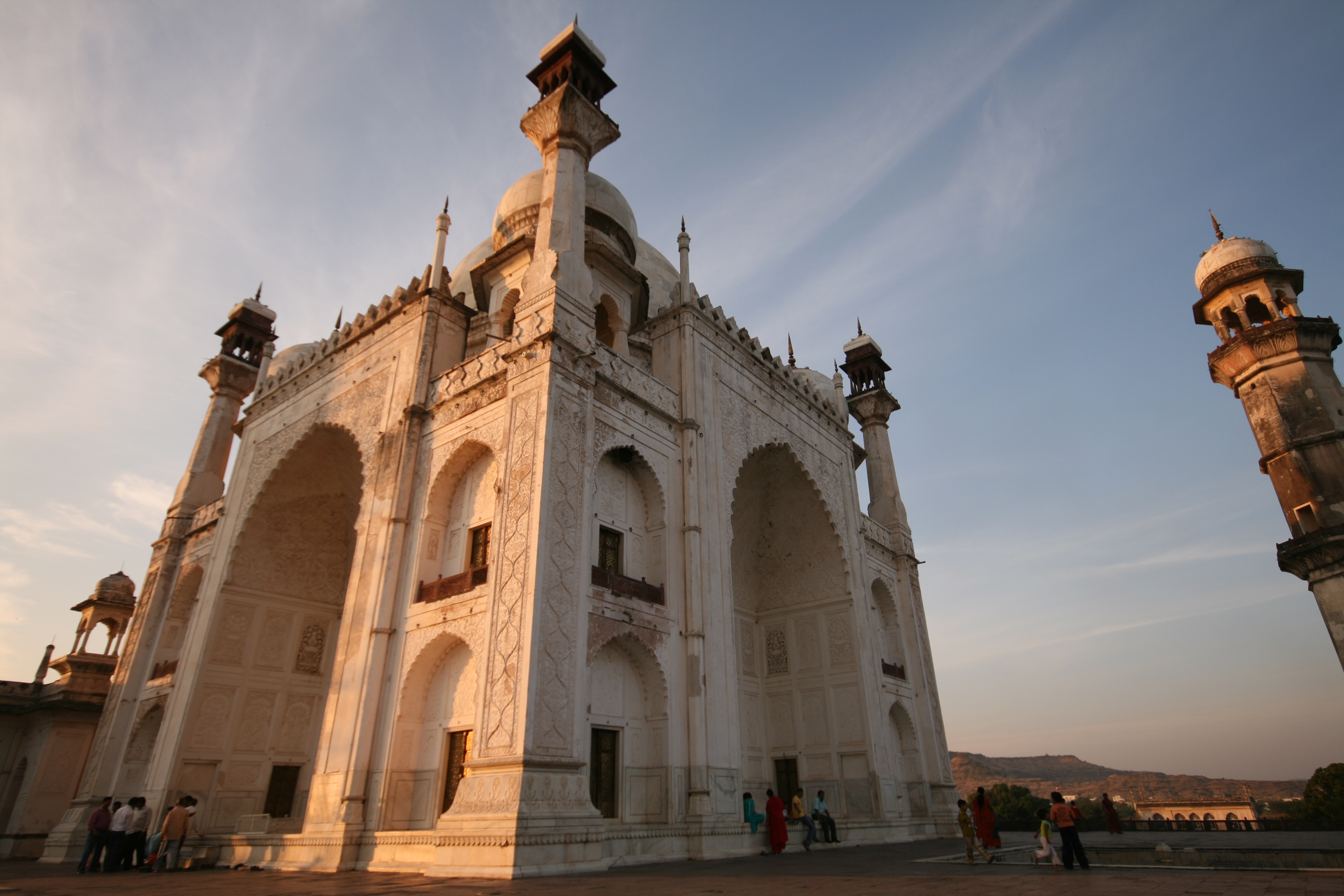
A Bibí-ká-makbara részlete

## Kertépítészet

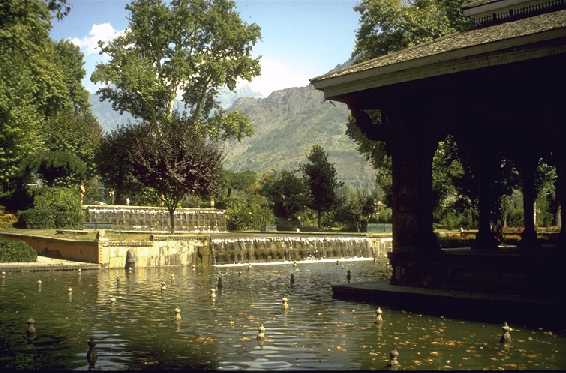
Dzsahángír kertje a szrinagari Dal-tó partján; a fekete kőből készült pavilon

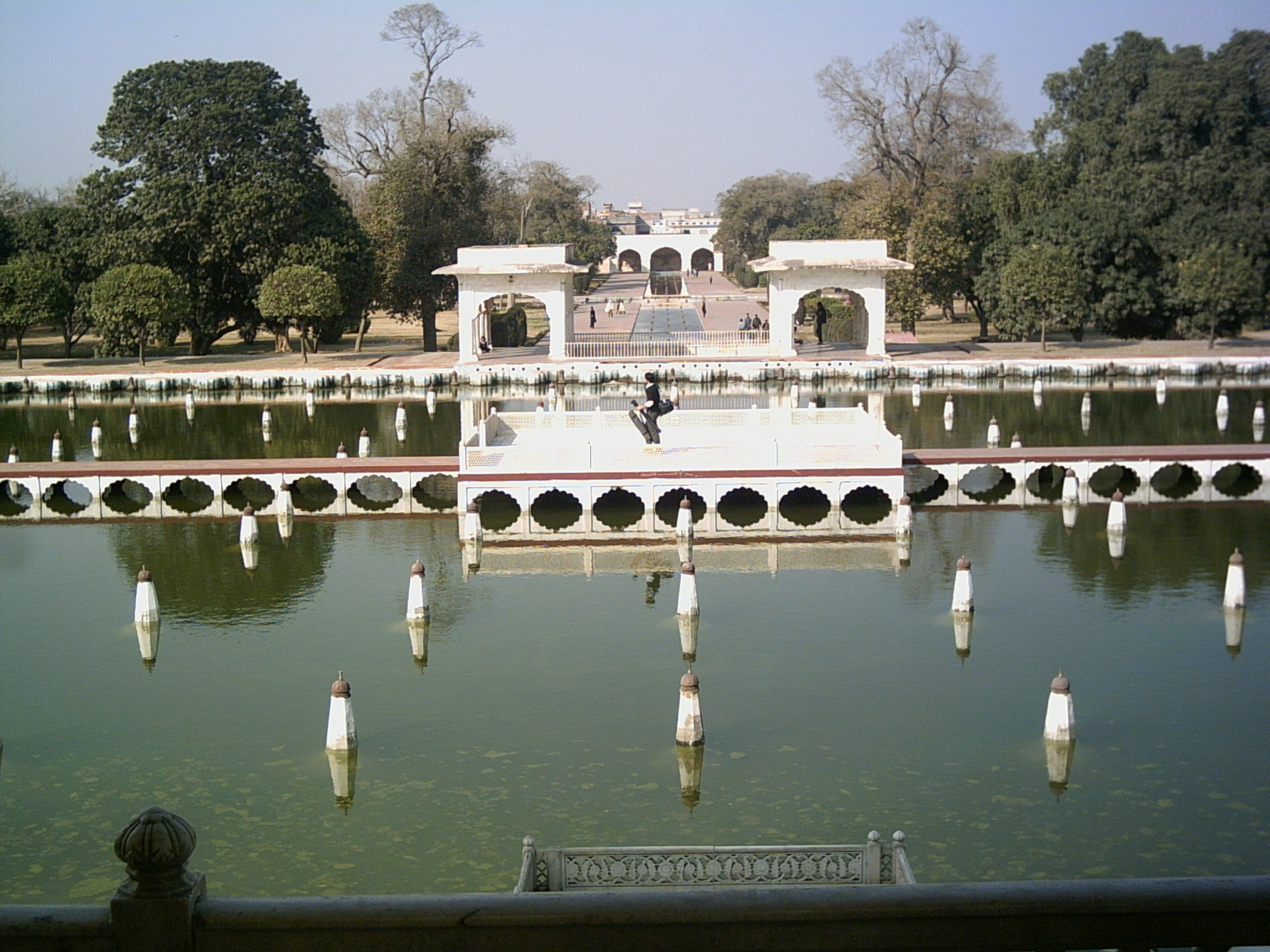
A Salimar Bag Lahorban

Indiában már a mogulok érkezése előtt is jelentős hagyománya volt a tájrendezésnek, a kertépítészet az ő uralmuk alatt érte el csúcspontját. Bábur emlékirataiból kiderül, hogy számos kertet alakíttatott ki, de ezekből napjainkra csak romos töredékek maradtak fenn. A császári kertek az állandó hadjáratok és az udvar gyakori költözése miatt egyfajta katonai és császári karavánszerájként is funkcionáltak. A kertekben kezdetben kevés állandó épület állt, majd idővel egyre több építészeti elem kapott helyet bennük, köztük pavilonok, fürdők és kihallgatási csarnokok. A kertek később a paloták és síremlékek elmaradhatatlan részeivé váltak.
Bábur idejéből kevés építészeti emlék maradt meg, azonban neki tulajdonítják a csár bág típusú kertek meghonosítását Indiában. Emlékirataiban részletesen leírja az általa tervezett kerteket, ahol fürdők is helyet kaptak, amelyek enyhítették az indiai éghajlatra jellemző hőség és por hatását. Uralkodása alatt Agrában alakították ki az udvarként és lakhelyként is szolgáló Hast Bahist-kertet. Ezt a területet Dzsahángír uralkodása alatt Núr Dzsahán továbbfejlesztette, és díszkertet alakított ki belőle.
A mogul császárok nyári rezidenciáját Kasmírban építették fel, ahova a meleg elől vonultak vissza. Az első ilyen kasmíri kert az Akbar utasítására telepített Nasim Bág faültetvény volt, amelyből még hiányzott a víz, mint díszítőelem.

### Kertépítészet Dzsahángír uralkodása alatt
Dzsahángír idejében Agrában a Jamuna-folyó partján a főnemesek harminchárom kertet építettek, ezek egyike Intimad ad-Daula tulajdonában volt, és ezen a helyen emelték ma is látható síremlékét. A terület kezdetben díszkertként funkcionált, majd családi sírhellyé alakították át. Ez azért volt általános gyakorlat a főemberek körében, mert a mogul törvények szerint a tulajdonos halála után minden nem vallási célra használt földterület az uralkodóra szállt.
Dzsahángír kasmíri kertjeire a csatornák, a kisméretű tavak és a szökőkutak jellemzőek. A hagyomány szerint környéken 777 kertet építettek, ezt azonban nem támasztják alá források. A legtöbb kert közepén egy pavilont emeltek, és több mint százféle növényt ültettek, köztük örökzöld fákat, rózsákat, violát, jázminokat.
Dzsahángír röviddel trónra lépése után egy forrásnál egy kertet alapított a szrinagari Dal-tó partján, majd később 1620-as látogatása után intenzív munkálatok kezdődtek a területen. Utasította Khurram herceget, a későbbi Sáh Dzsahánt, hogy egy gáttal szabályozza a forrás vizét. Ebben a szrinagari kertben látható az egyik legszebb kerti pavilon, amelyet helyben bányászott fekete kőből készítettek. Közvetlenül a forrás fölé építették, ahol a vizet egy nyitott csatornába vezették, amely a kert központi tengelyét alkotja. A főcsatorna mellett pavilonokat, teraszokat emeltek, és medencéket ástak. Ez a kert alkotta később Sáh Dzsahán híres Salimar-kertjének („Szerelem lakhelye”) alsó részét.
Dzsahángír utasítására a Lahorból Szrinagarba vezető út mellett is építettek kerteket, amelyek pihenőhelyként funkcionáltak. Az Iszlámábád melletti Haszan Abdal volt a Szrinagar felé eső utolsó pihenőhely, ahol a források egy ötvenezer fős sereget is el tudtak látni vízzel, így alkalmas volt az udvar befogadására.

### Kertépítészet Sáh Dzsahán uralkodása alatt
Sáh Dzsahán, apjához hasonlóan a kertépítészet támogatója volt. 1634-ben kibővítette a szrinagari kertet, amely így a következő részekből állt: egy nyilvánosság előtt is megnyitott kisméretű előkert, egy alacsonyabban fekvő terület a császári kihallgatások számára (Bág-e-Farah Baks – „Örömhozó”) és egy magasabban fekvő, magáncélra használt terület (Bág-e-Faiz Baks – „Bőséget hozó”), ami az udvar és a család nőtagjai számára voltak fenntartva.
Az uralkodása alatt kialakított leghíresebb kert 1642 és 1643 között épült a birodalom akkori fővárosában, Lahorban. A források 1654-től ezt a kertet is Salimar Bágként említik, építése hatszázezer rúpiába került. Ihletője a kasmíri azonos nevű kert lehetett, ez azonban sokkal nagyon kiterjedésű és szerkezete is bonyolultabb. A kert vízellátását a Ravi-folyó biztosította, amelynek vizét egy százhatvan kilométer hosszú bonyolult csatornarendszeren keresztül vezették a területre. A csatornázási munkálatok felügyelője Ali Mardan Kán építész és mérnök volt, egy perzsa nemesember, aki 1638-ban megszökött Perzsiából, és a mogul udvarba menekült. A hidraulika kezdetben nem működött megfelelően, de tökéletesítése után a kertben négyszáztíz szökőkút és öt zuhatag vízellátását biztosította.
A kert három részből áll, egy központi csatorna két oldalán két négy részre osztott területből és középen egy nagy teraszból. A középső terasz közepén egy nagy méretű, több mint hatvan méter oldalhosszúságú medencét ástak, a szélein több mint száz szökőkúttal. A kert részeit vízesések kötik össze, amelyek közül van, amelyik eléri az öt méteres magasságot is. A látogató a mogul palotákhoz hasonlóan a nyilvános részén léphet be a kertbe, majd folyamatosan halad az egyre elzártabb, privát területek felé.

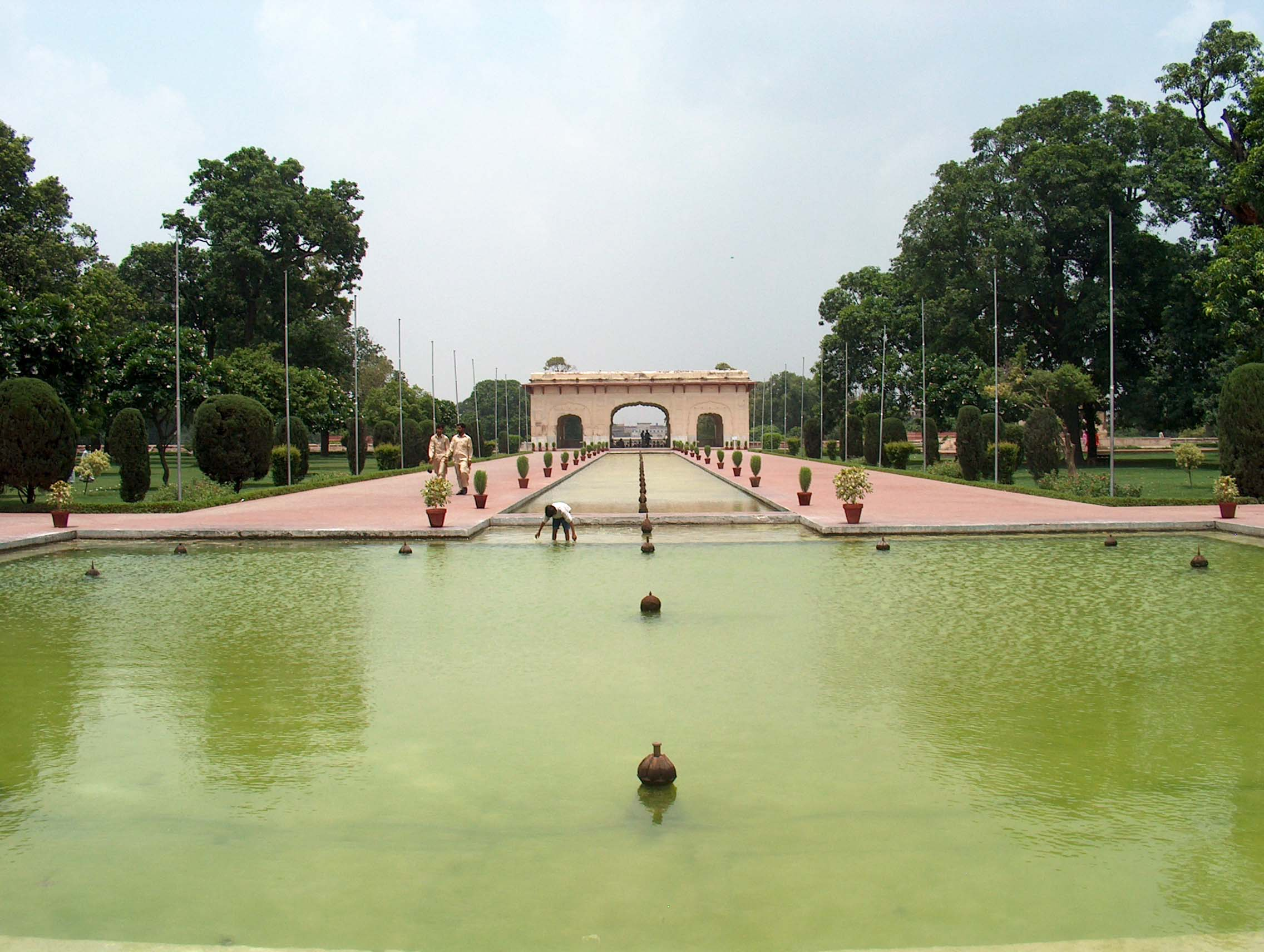
A Salimar Bág Lahorban, részlet
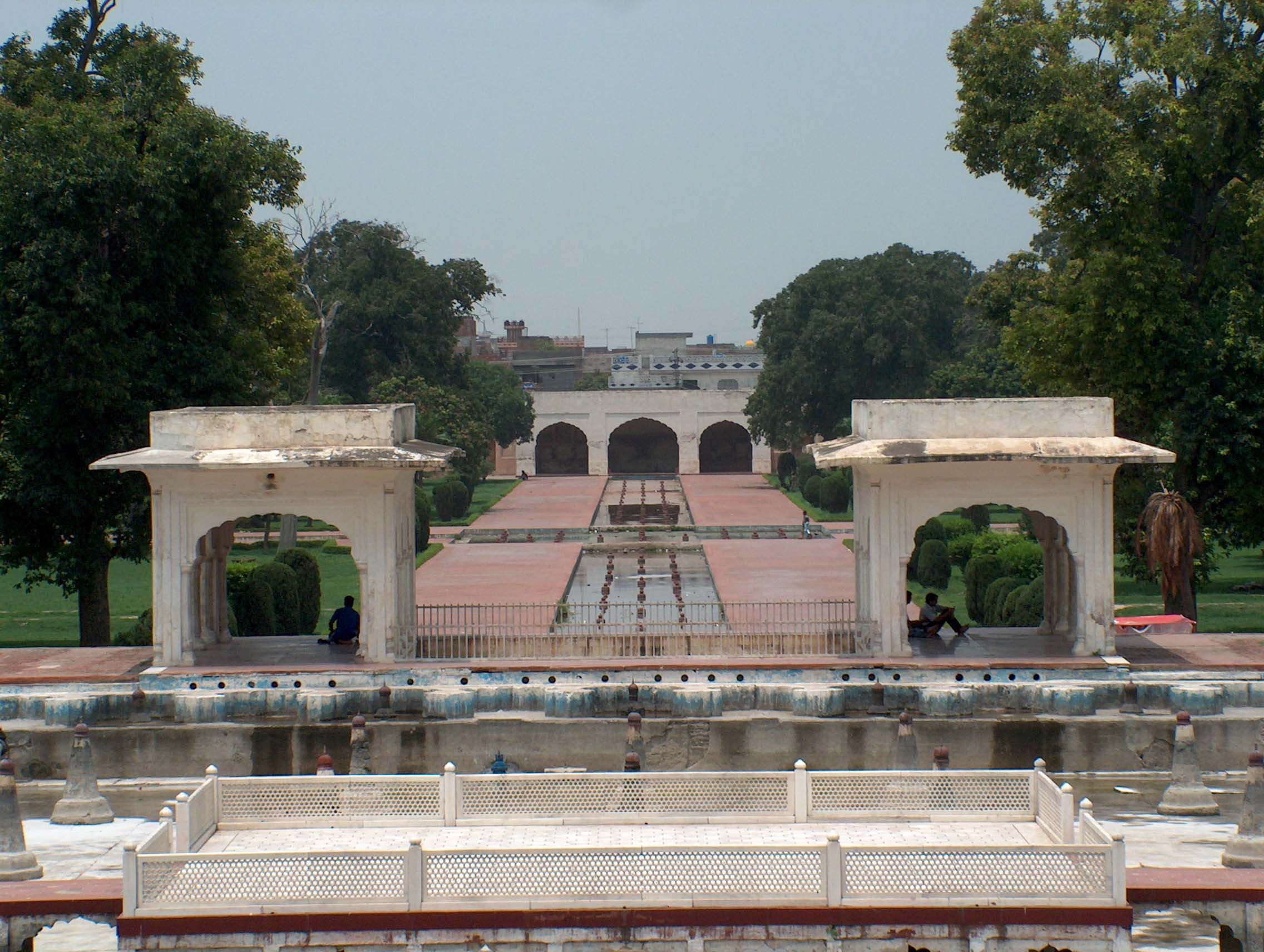
A Salimar Bág Lahorban, részlet
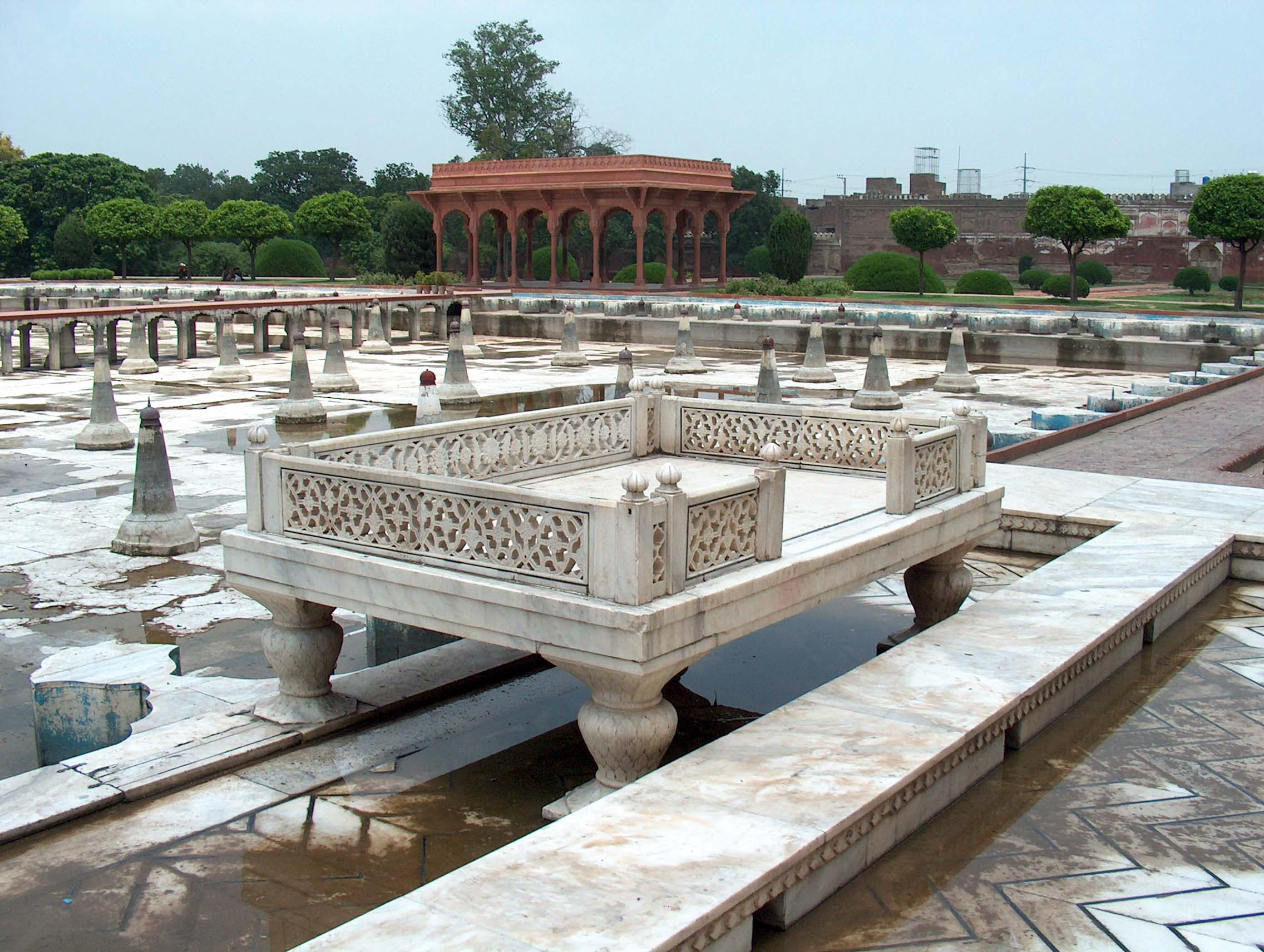
A Salimar Bág Lahorban, részlet
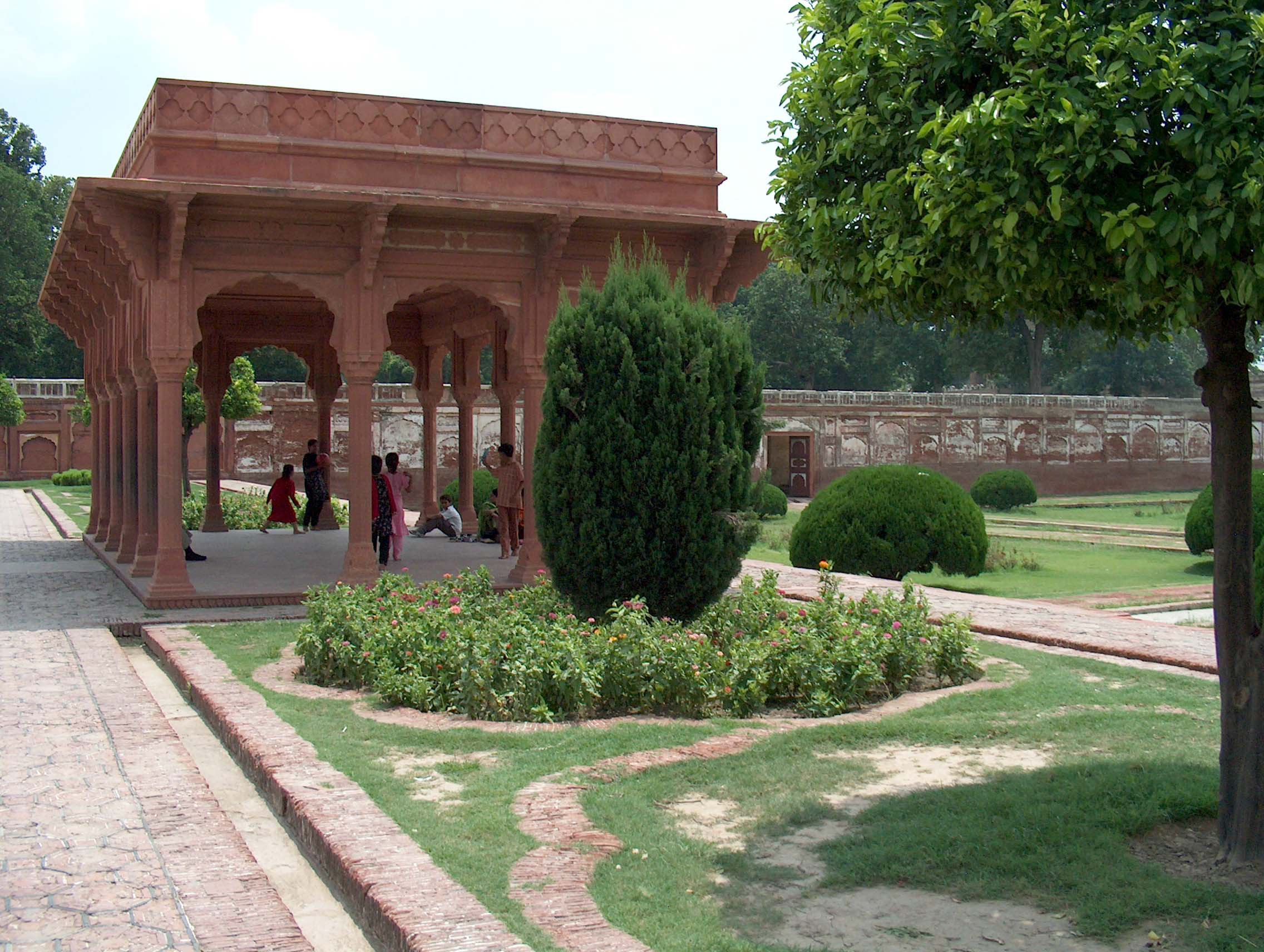
A Salimar Bág Lahorban, részlet

## Festészet

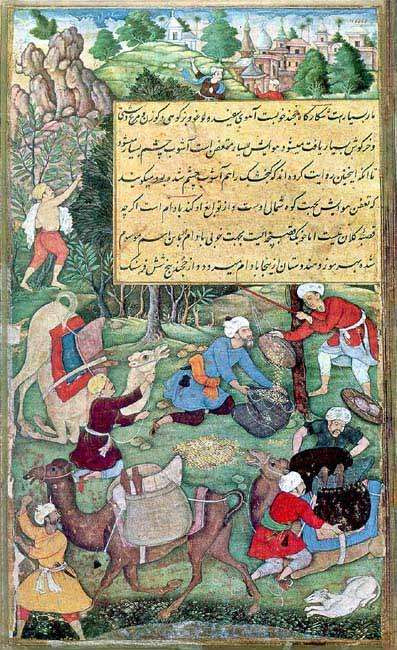
Mandulát szállító karaván (Báburname)

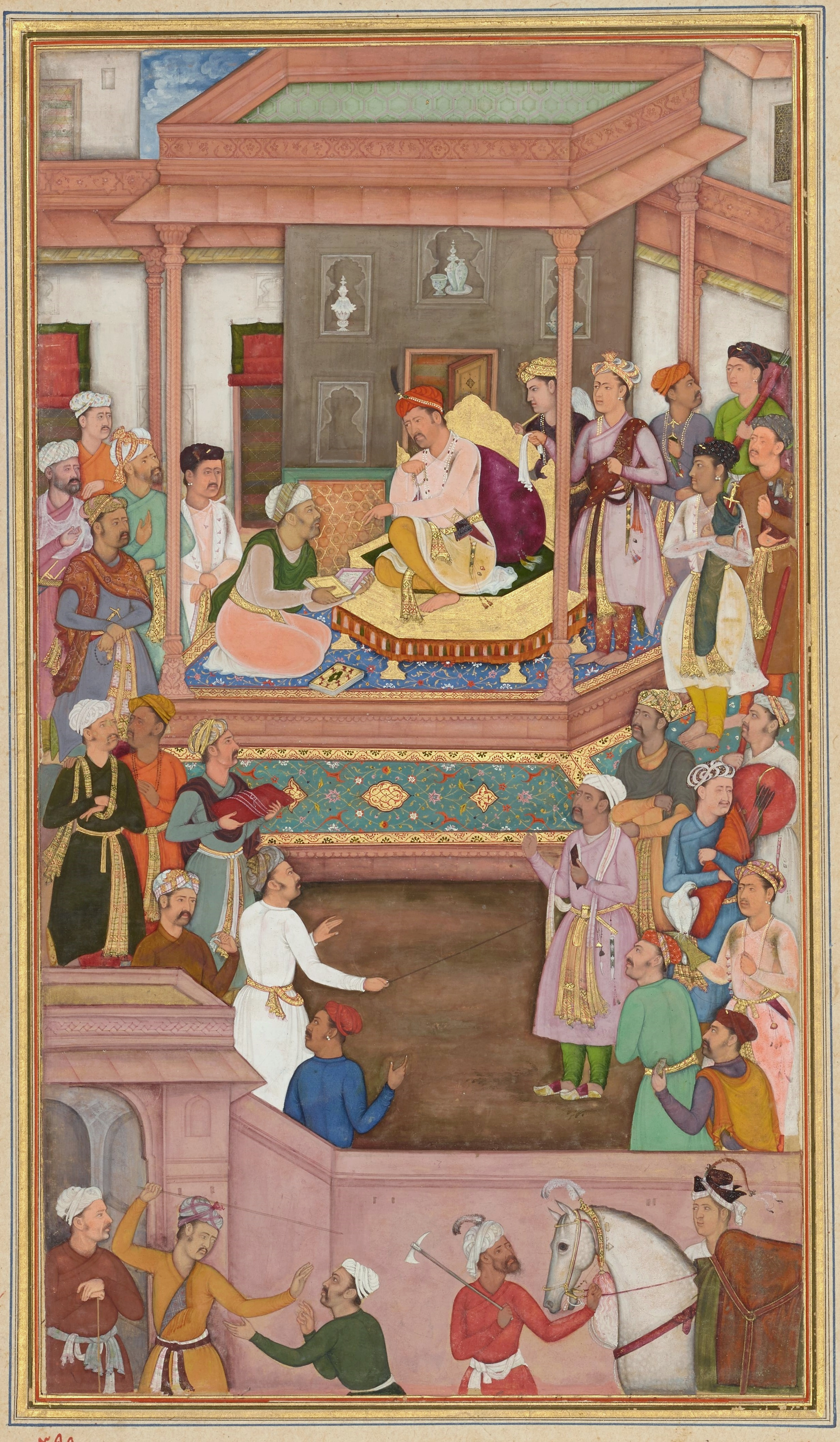
Abu'l Fazl átnyújtja az uralkodónak az elkészült kéziratot (Második Akbarname)

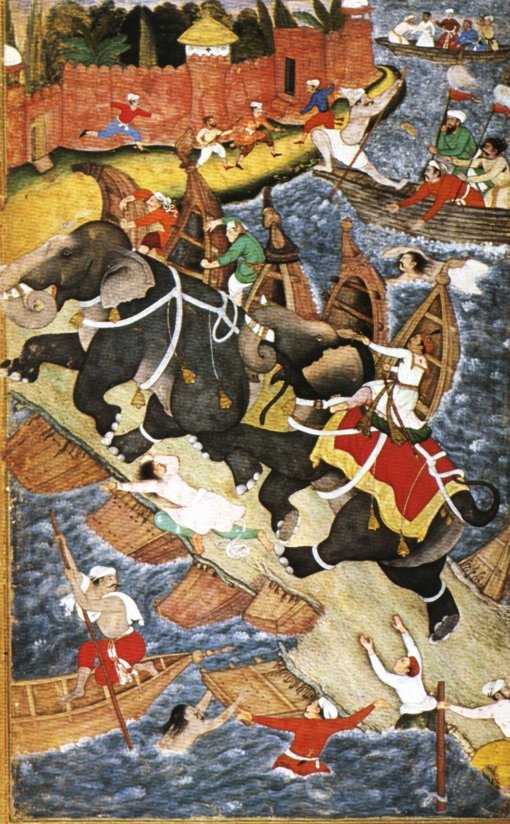
Akbar megfékez egy megvadult elefántot (Második Akbarname)

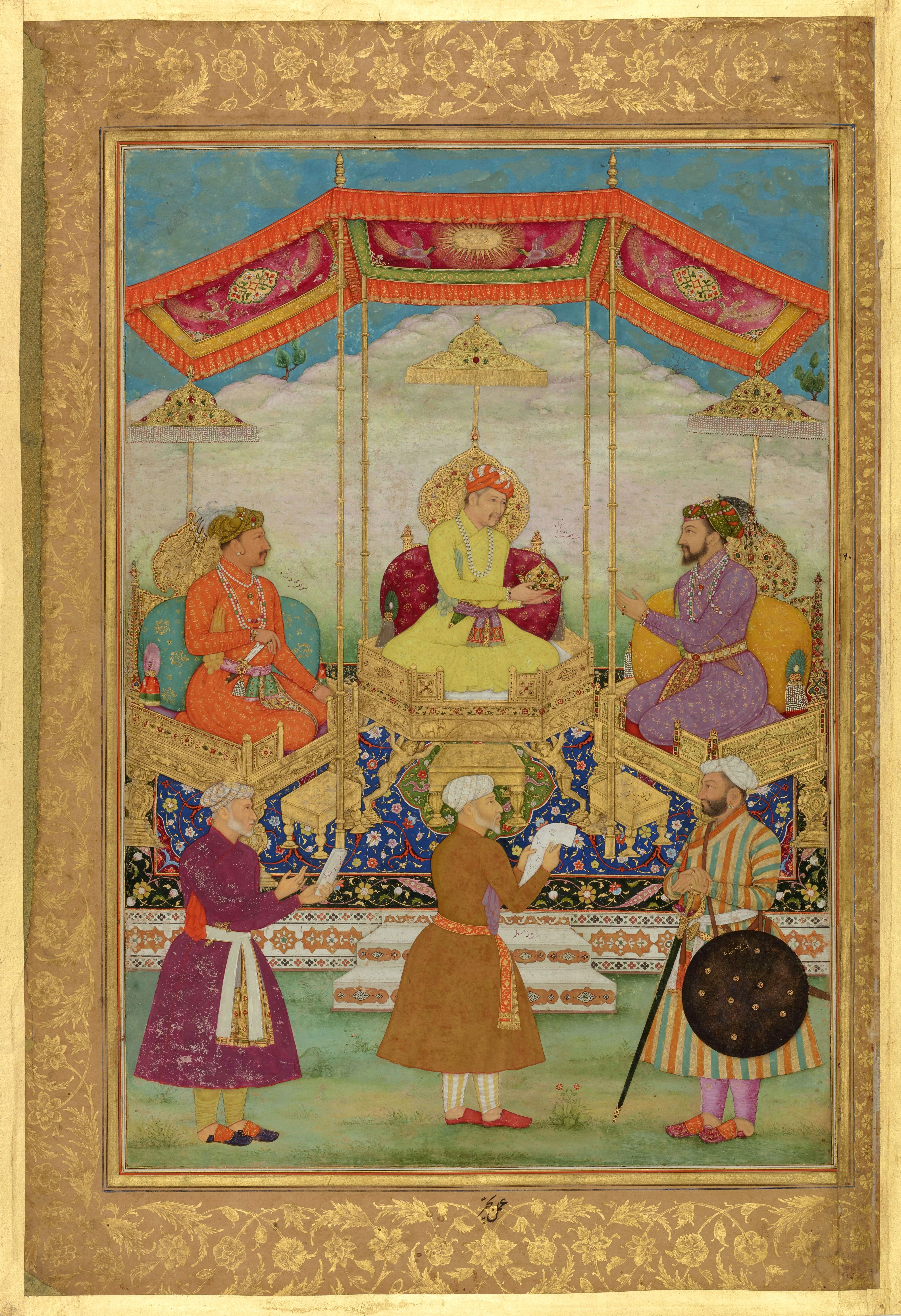
Bicsitr: Akbar átnyújtja a császári koronát Sáh Dzsahánnak

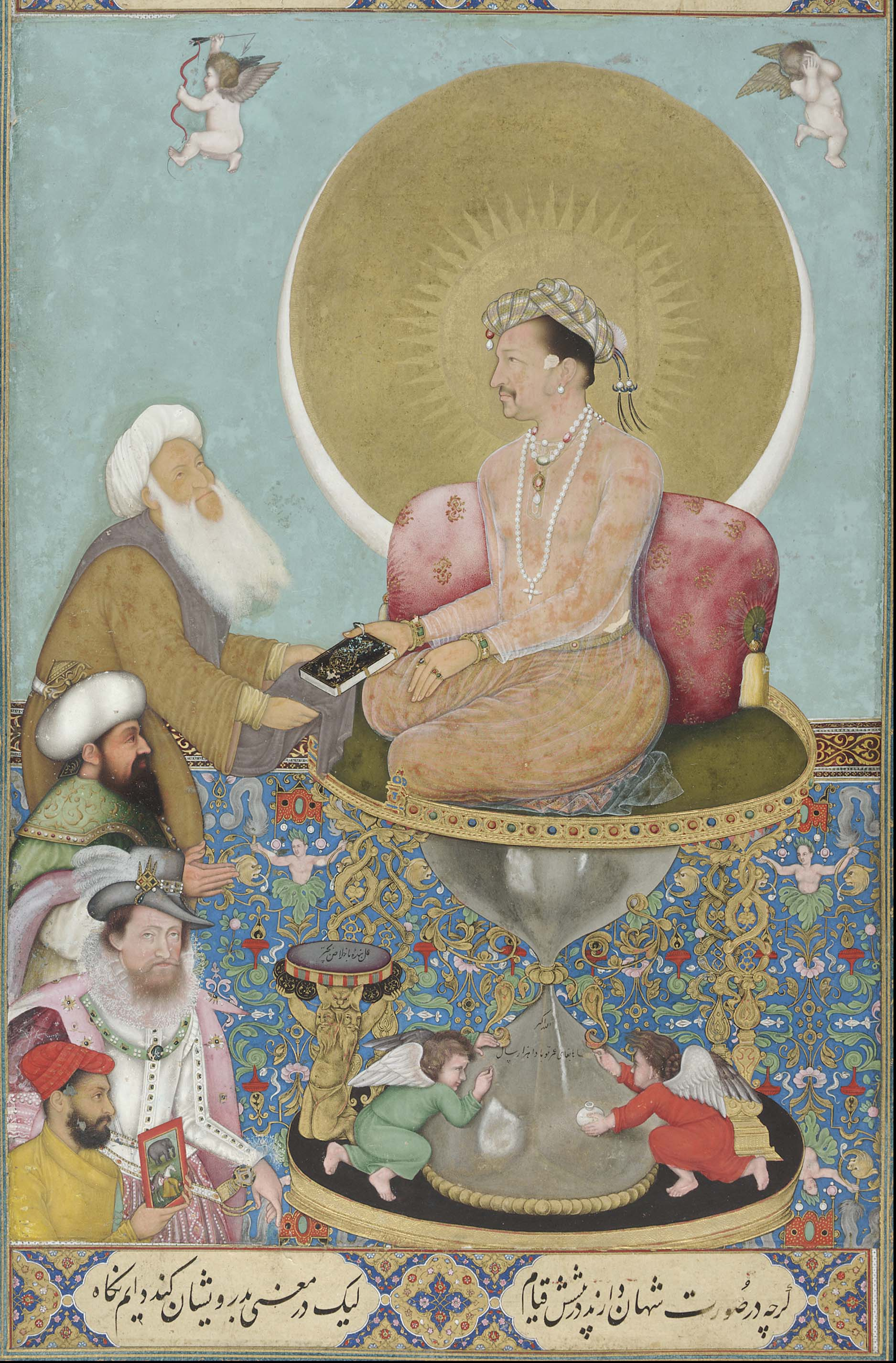
Bicsitr: Dzsahángír királyokkal szemben előnyben részesít egy szúfi szentet

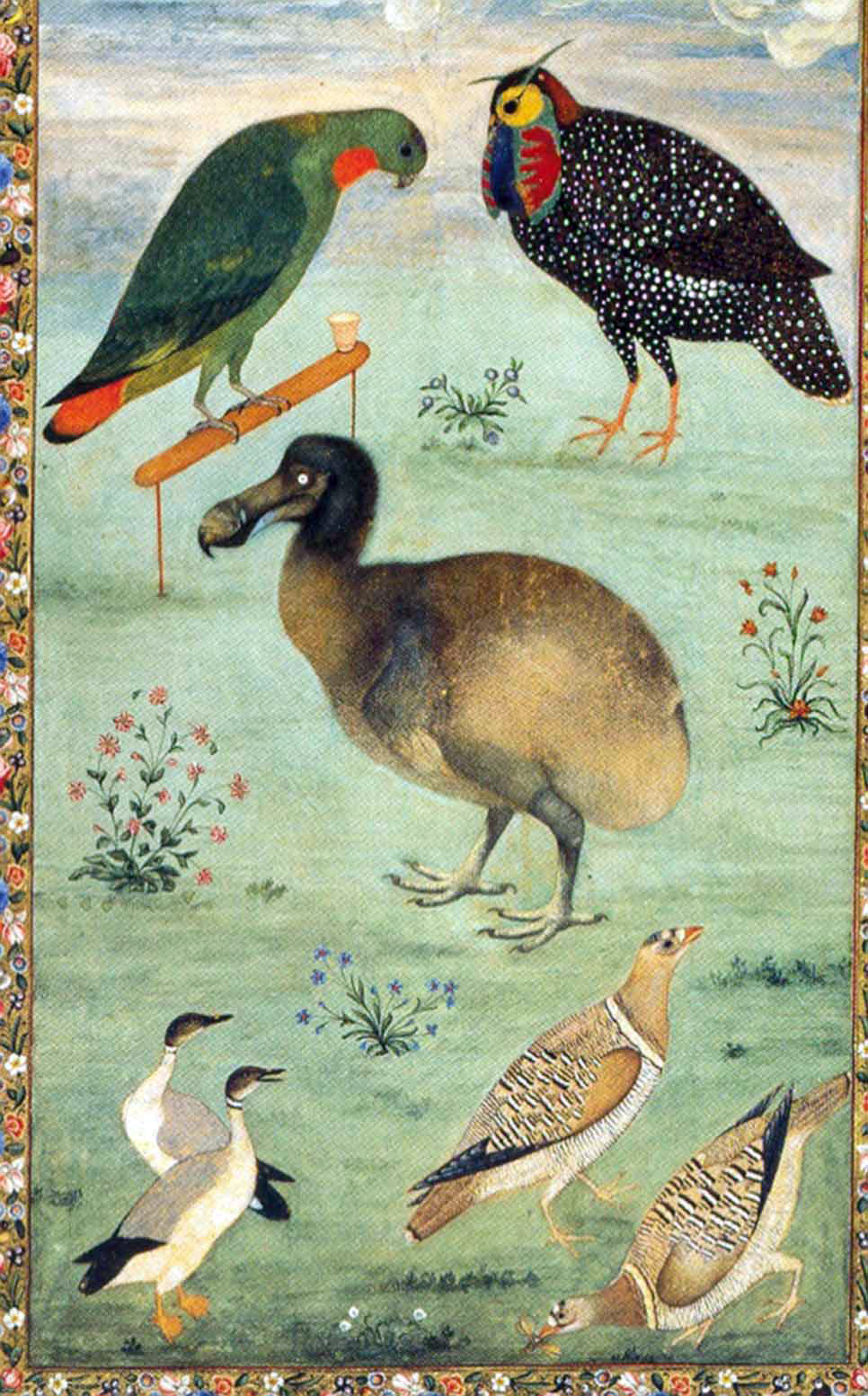
Madarak, Manszúr festménye

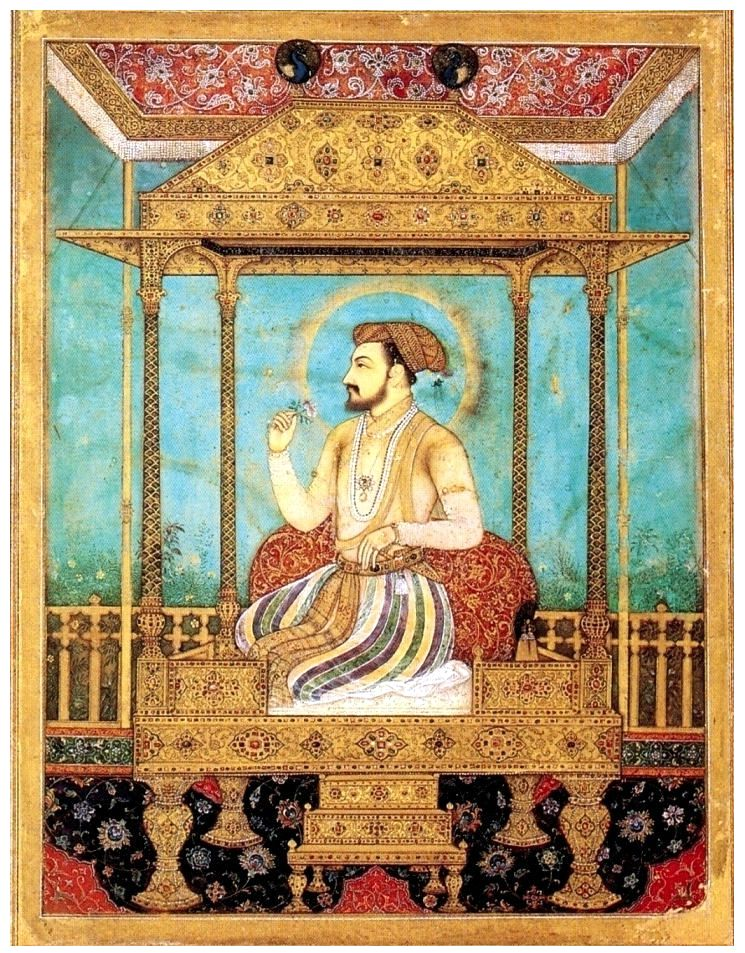
Sáh Dzsahán a Pávatrónon

A mogul festészet az építészethez hasonlóan szoros kapcsolatban állt az uralkodó személyével. A korábbi alkotásokkal ellentétben a mogul udvarban alkotó művészek realizmusra törekedtek és szinte csak világi témákat ábrázoltak. A mogul festészet megalapítójának Akbar tekinthető, és fia, Dzsahángír uralkodása alatt érte el csúcspontját. A mogul festészet jól dokumentált, a művészekről két egykorú forrásban is említéseket tesznek. Az egyik az Akbar uralkodása alatt írt hivatalos udvari krónika, a másik Dzsahángír saját kézzel írt önéletrajza. Ezenkívül a legkiemelkedőbb művészeket portrékon is megörökítették, és fennmaradtak utalások élettörténetükről is.
Az illusztrációk készítéséhez vízfestéket használtak, a kötőanyag vízben oldott gumiarábikum volt. A színeket különböző ásványi anyagokból, termésekből és rovarokból nyerték, az ecseteket mókusszőrből készítették. A festők által alkalmazott technika jól ismert, még a 20. század ötvenes éveiben is alkalmazták. Először szénnel egy vázlatot készítettek, majd a felületet fényesre csiszolták, hogy úgy tűnjön, mintha egy lakkszerű réteggel vonták volna be. A főbb vonalakat ezután vízben oldódó vörös tintával rajzolták meg, amelyet később tartós fekete vonalakkal rajzoltak át. Ezután az egész felületet egy vékony fehér réteggel vonták be, amelyen halványan átlátszottak a körvonalak. Ezek után a képet kiszínezték, és ha szükséges volt, a legvégén aranyozták.
Már az első mogul uralkodót, Báburt is érdekelte India növény- és állatvilága, emlékiratai bővelkednek a terület természeti csodáinak részletes leírásában. Ez az érdeklődés utódait is jellemezte, akiknek megbízásából kiemelkedő állatábrázolások készültek. Ezek a festmények nevezetesek természethűségükről, és mély tiszteletet sugallnak az ábrázol téma iránt. A művészek által kedvelt másik műfaj a vadászjelenetek ábrázolása volt, amelyek közül az állatok bekerített kis területen történő lemészárlását bemutató alkotások a legerőteljesebbek. A mogul állatfestészet Dzsahángír császár pártfogása alatt érte el csúcspontját.
Az udvari művészetre komoly hatást tettek a kis számban, de folyamatosan érkező európaiak, akik számos festményt ajándékoztak az uralkodónak. Közülük olyan művészek alkotásait is, mint Dürer, akinek egy rézkarca alapján készült Abu'l-Haszan híres, Szent János evangélistát ábrázoló rajza.
Elterjedtek az éjszakai jeleneteket ábrázoló festmények, ahol a művészek megmutathatták jártasságukat a chiaroscuro technikában. Népszerű téma volt muszlim és hindu szent emberek éjszakai látomásainak ábrázolása. Az ehhez hasonló témájú alkotások nagy száma bizonyítja, hogy a császári udvar világi életmódja ellenére mélyen vallásos volt.
A mogul festészet nem csak a császári udvarra korlátozódott, a birodalom többi részén élő kormányzók és nemesek számára is számos kalligráfus és festőművész dolgozott. Ezek a központok művészileg függetlenebbek voltak a császári udvartól, ezért a helyi jellegzetességek jobban befolyásolták az itt készült alkotásokat.

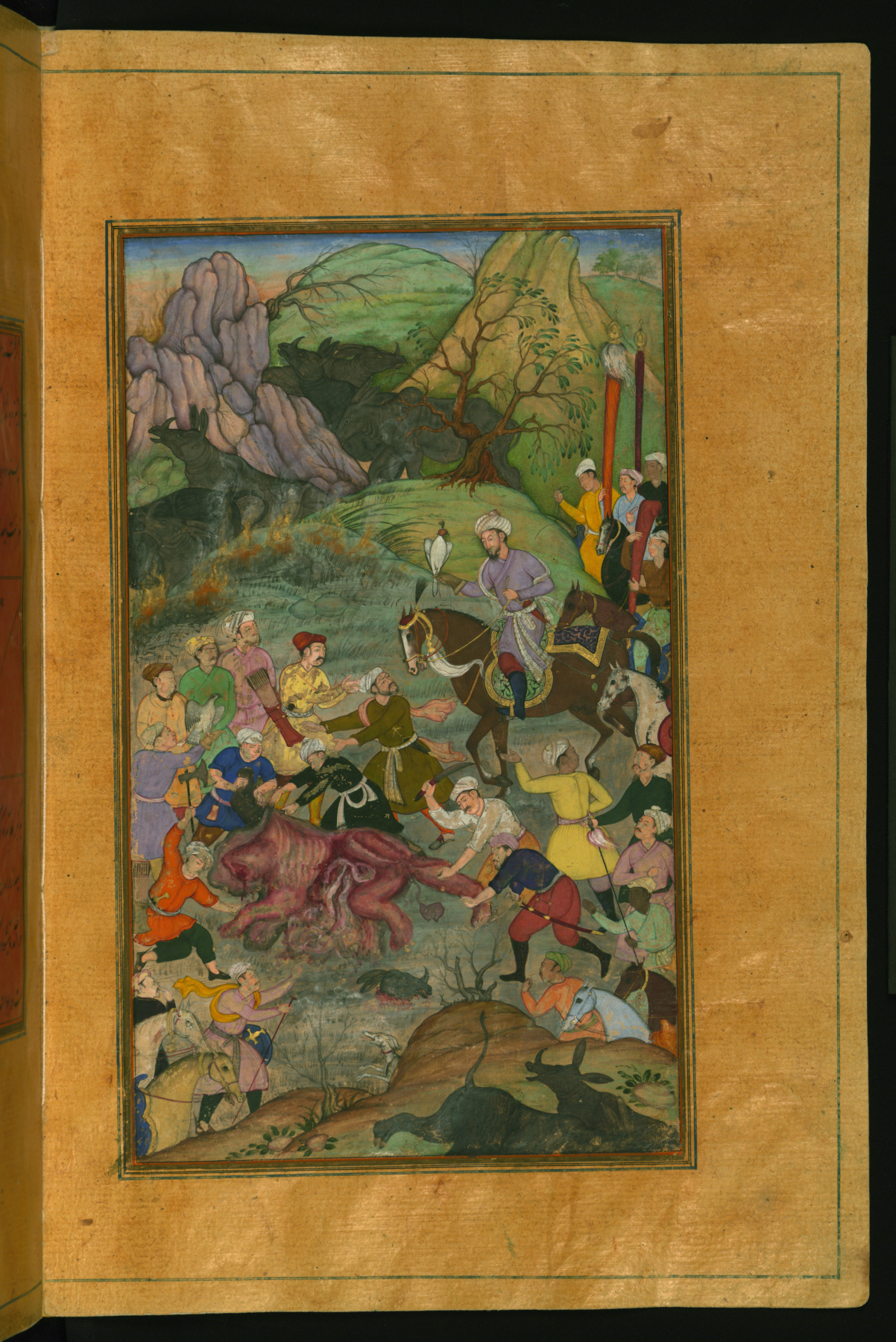
A Baburname egyik illusztrációja
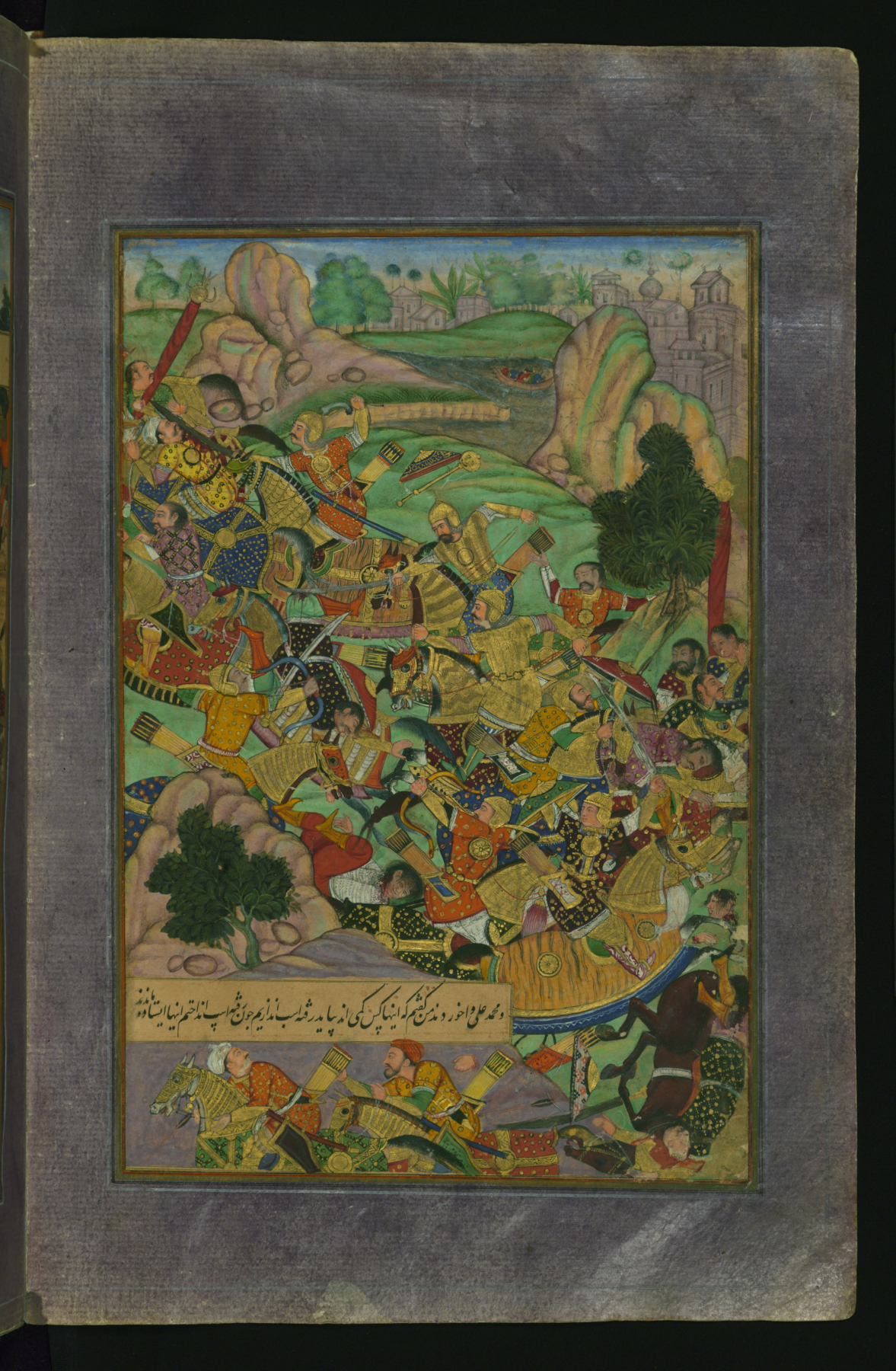
A Baburname egyik illusztrációja
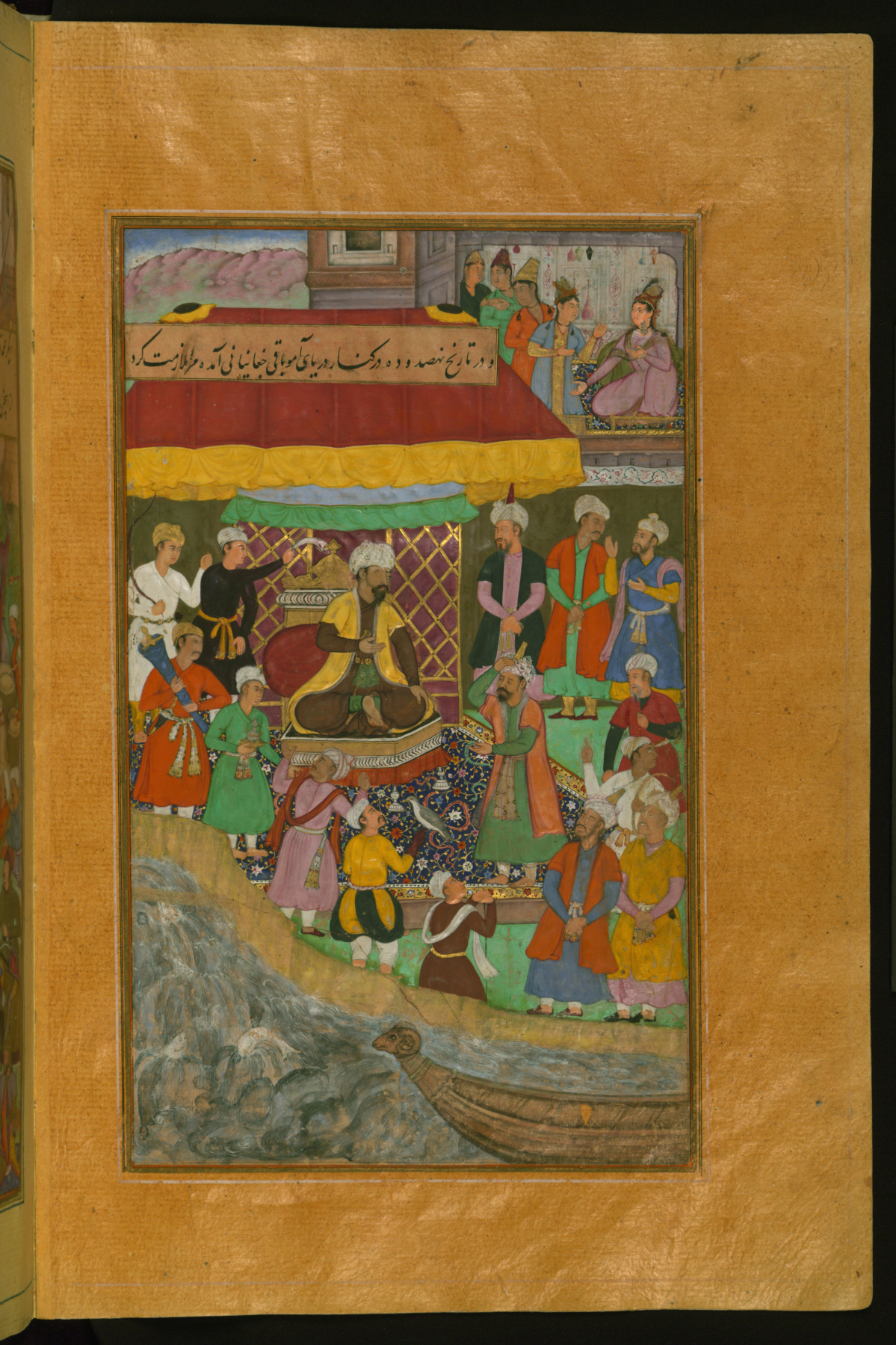
A Baburname egyik illusztrációja
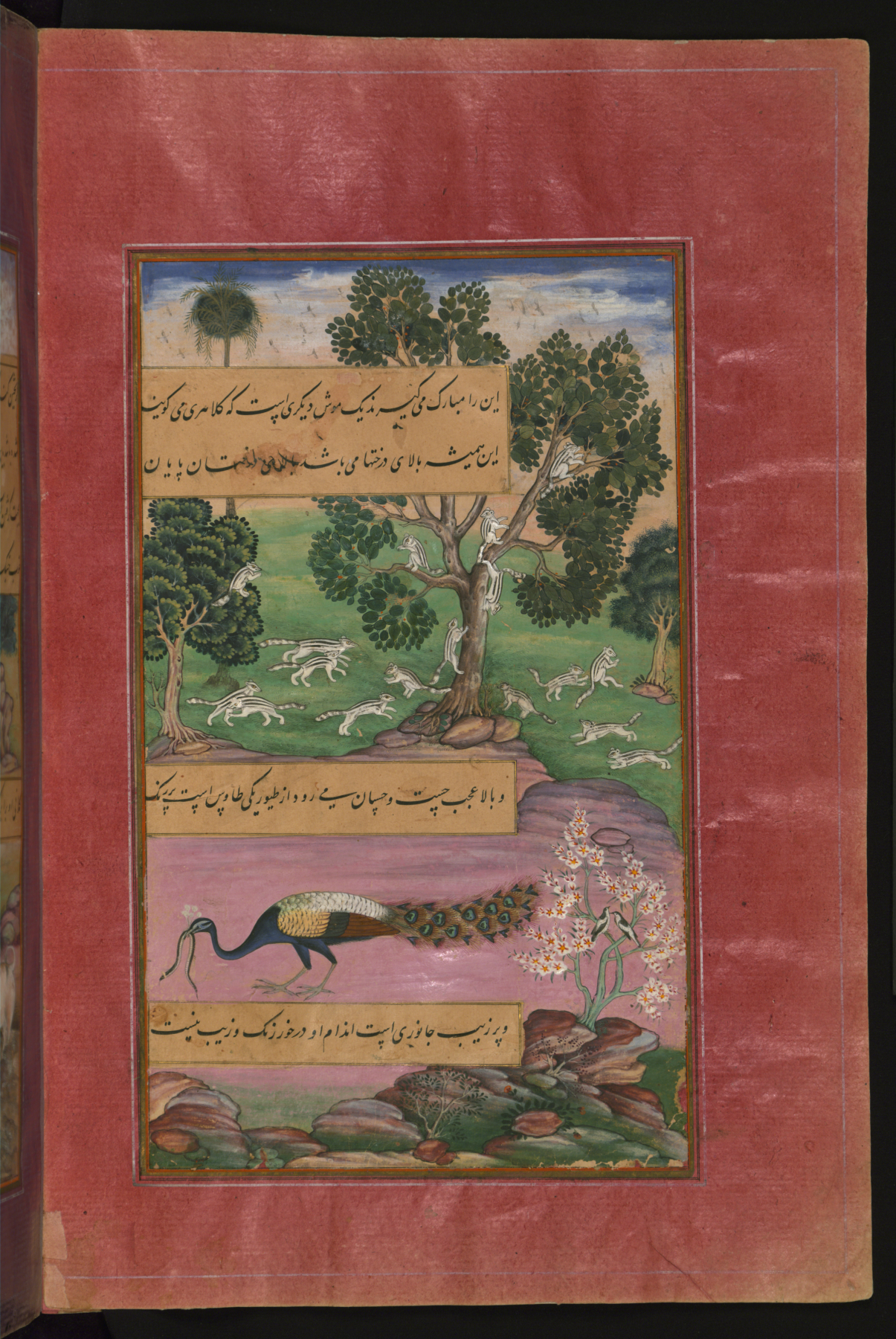
A Baburname egyik illusztrációja

### Kezdetek
Bábur maga is képzett kalligráfus volt, egy saját maga által kialakított írással másolatot készített a Koránról, és elküldte Mekkába. Gyűjtötte a könyveket, egy 1528-ban készült csagatáj-török nyelven íródott versesköteten saját kézzel írt jegyzetei láthatók. A feltételek azonban nem voltak adottak ahhoz, hogy festőiskolát hozzon létre, és feltételezhetően nem is igazán érdekelték a festmények. Önéletírása azonban Akbar idejében népszerű témája volt a művészeknek.
Vele ellentétben utóda, Humájun száműzetése idején egy festőt is magával vitt. Vándorlása során művészekkel ismerkedett meg, és rávette őket, hogy csatlakozzanak udvarához. Amikor Humájun újra elfoglalta a trónját, két perzsa festő, Mir Szaid Ali és Adbusz Szamad vele tartott Indiába. Ők létrehoztak egy könyvtár-műtermet, ahová muszlim udvarokból, többek között Buharából és Perzsiából érkeztek festők, ezenkívül nem-muszlim művészeket is alkalmaztak. Humájun idejéből csak néhány illusztráció maradt fenn, amelyeket perzsa festők készítettek, így a perzsa hagyományokhoz való erőteljes kötődést mutatnak. 1555-ben, amikor Humájun visszaszerezte trónját egy Közép-Ázsiában uralkodó távoli rokonának, Rashid Kánnak küldött ajándékok között szövegtől független festmények is voltak. Ebből kiderül, hogy a magában álló képek, amelyek később olyan nagy jelentőségre tettek szert, már a korai időkben is jellemzőek voltak. Humájun korai halála miatt azonban utóda, Akbar tekinthető a mogul festészet igazi megalapítójának.

### Festészet Akbar uralkodása alatt
Akbar könyvtára halálakor huszonnégyezer kéziratot tartalmazott, amelyeket a kalligráfus, a nyelv, valamint a becsült érték alapján katalogizáltak. Voltak közöttük Báburtól és Humájuntól örökölt timurida mesterművek, ajándékba kapott európai munkák (köztük egy II. Fülöp spanyol király számára készült Biblia) és a leigázott területekről származó kéziratok is.
Uralkodása alatt a festészetnek több fázisa különíthető el. A korai alkotásokon világosan felismerhetők a Perzsiában elterjedt csempefestészet hatásai, a szintén perzsa hatást mutató folyó szöveg, a képeken látható magas horizontok, a felhők és sziklák elnyújtott ábrázolása. Az európai hatás is egyre nagyobb jelentőségre tett szert. Az 1590-es években ezek a stílusjegyek olyan szinten beépültek a művészek munkáiba, hogy egyes illusztrációkon a drapériákat teljesen európai stílusban ábrázolták, ezenkívül a távolabb álló alakokat kisebb méretben és perspektivikusan jelenítették meg. A mogul festészet egyik jelentős újítása volt a portréfestészet, ami korábban szinte nem létezett sem Indiában, sem Perzsiában.
A császári műtermekben készült korai alkotások fokozatos eltávolodást mutatnak a perzsa hagyományoktól. Ennek az eltávolodásnak egy korai példája az 1560-as években készült Mesék egy papagájról című kisméretű kézirat, amelynek 218 élettel teli illusztrációja egyrészt a helyi hagyományokra, másrészt a Delhi Szultanátus művészetére vezethető vissza.
Az Akbar idejéből származó legkorábbi teljes egészében fennmaradt kézirat 1570-ből származik, és állatmeséket tartalmaz. A közepes méretű, 33×21 centiméteres könyv huszonhét illusztrációja a Hamzanáme képeihez köthető. Az állatok ábrázolására a pontos megfigyelés és a realizmusra való törekvés jellemző. Az illusztrációkon több művész dolgozott, viszont a későbbi munkáktól eltérően az oldalakon nincsenek a készítőkkel kapcsolatos megjegyzések, így a művészek nem azonosíthatók.
Körülbelül ugyanerre az időre datálható az egyetlen ismert Korán, ami a császár személyes használatára készült. A 33×22 centiméteres kézirat minden oldalára tizenhét sor többféle írásmódú szöveg került. Az első, a középső és az utolsó sort váltakozva kék vagy aranyszínű tintával írták fehér háttérre, a fejezetcímeket arany háttérrel emelték ki. Az illusztrációkhoz nagy mennyiségű aranyat használtak fel.
Akbar idejében számos hindu és muszlim művész került az udvarba, akik Mir Szaid Ali útmutatása alapján dolgoztak. A mogul festészet első nagyszabású alkotása a Hamzanáme, amely a Próféta nagybátyjának különleges kalandjait meséli el. A Hamzanáme tizennégy kötetben ezernégyszáz képet tartalmazott.

#### AHamzanáme
A Hamzanáme a legnagyobb méretű ismert indiai kézirat, lapjai hetven centiméter magasak és ötven centiméter szélesek. A munka Mir Szaid Ali irányítása alatt kezdődött, majd miután mekkai zarándoklatra indult, a fennmaradó tíz kötetet Adbusz Szamad vezetésével fejezték be. A szövetből készült lapok hátuljára papírlapot erősítettek. A szöveget a papírlapra írták, timurida hagyományoktól eltérően az első néhány kötetet kivéve nem foglalták be a kép belsejébe. A Hamzanáme ezernégyszáz illusztrációjának körülbelül a tizede maradt fenn. Az első kötetekből fennmaradt néhány oldalon a képek alatt három, fölötte két sornyi szöveget írtak. Ezeken a korai illusztrációkon nagy méretű alakok és stilizált háttér látható. A legtöbb megmaradt festmény a tizedik és a tizenegyedik kötetből való, ezek teljes oldalas illusztrációk, szöveg nélkül. A rajtuk ábrázolt jelenetek zsúfoltak, időnként nehezen értelmezhetőek. A perzsa festményektől eltérően a jeleneteket több szögből látjuk, például az építészeti elemeket egyszer felülről, egyszer oldalról.
A kéziraton számos művész dolgozott, elkészítése tizenöt évig tarthatott, valamikor az 1570-es években fejezték be. Az egyes illusztrációkat nem lehet konkrét művészekhez kötni. A kéziraton egyértelmű művészi fejlődés ismerhető fel, a korábban elkészült képek a korai szafavida hagyományokra vezethetők vissza, ezenkívül felismerhetőek rajta egykorú buharai hatások is. A képeken látható építészeti elemek, a ruhák, a mindig profilból ábrázolt, esetenként sötét bőrű nők megjelenése helyi ábrázolásokat követ. Az erőszakos jeleneteket realisztikusan ábrázolták, például a sebesültekből sugárban dől a vér. A képek esetenként túlzsúfoltak, ezt a zsúfoltságot időnként tájképelemekkel igyekeztek feloldani.

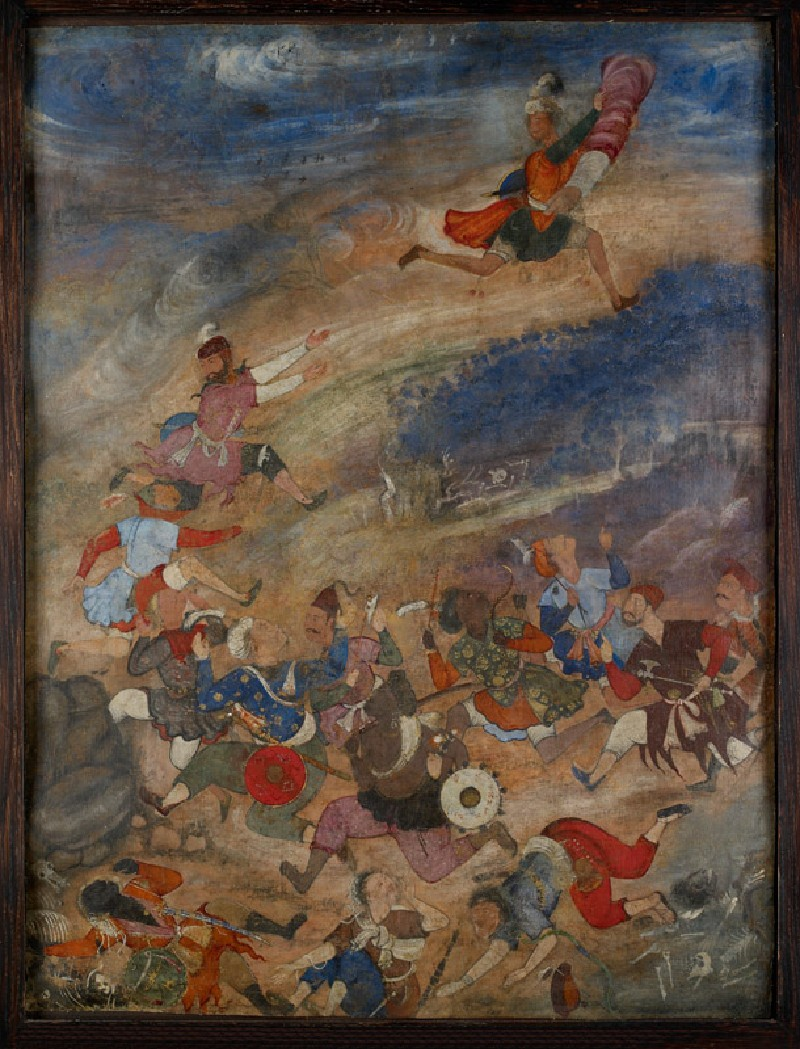
A Hamzanáme egyik egész oldalas illusztrációja
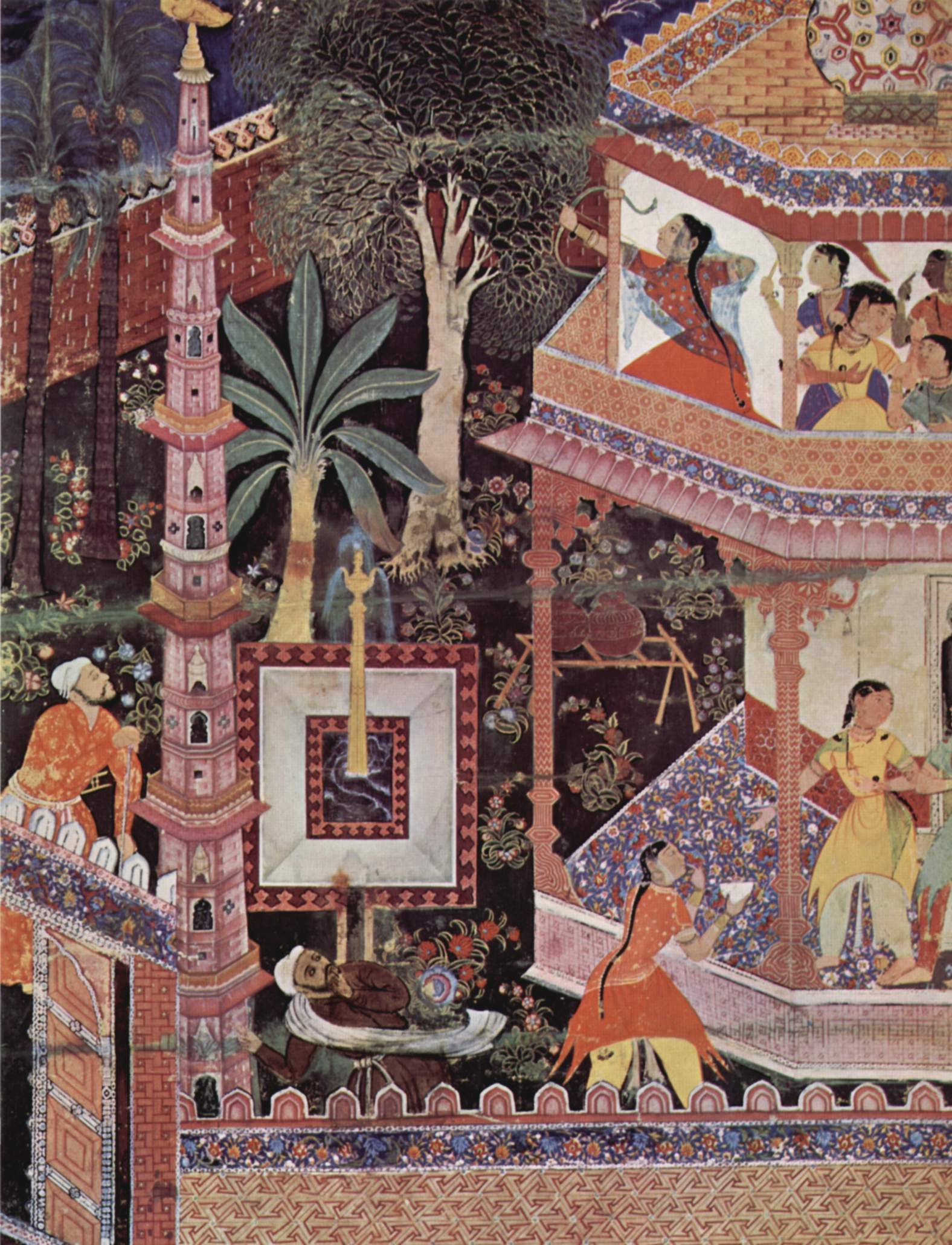
A Hamzanáme egyik egész oldalas illusztrációja
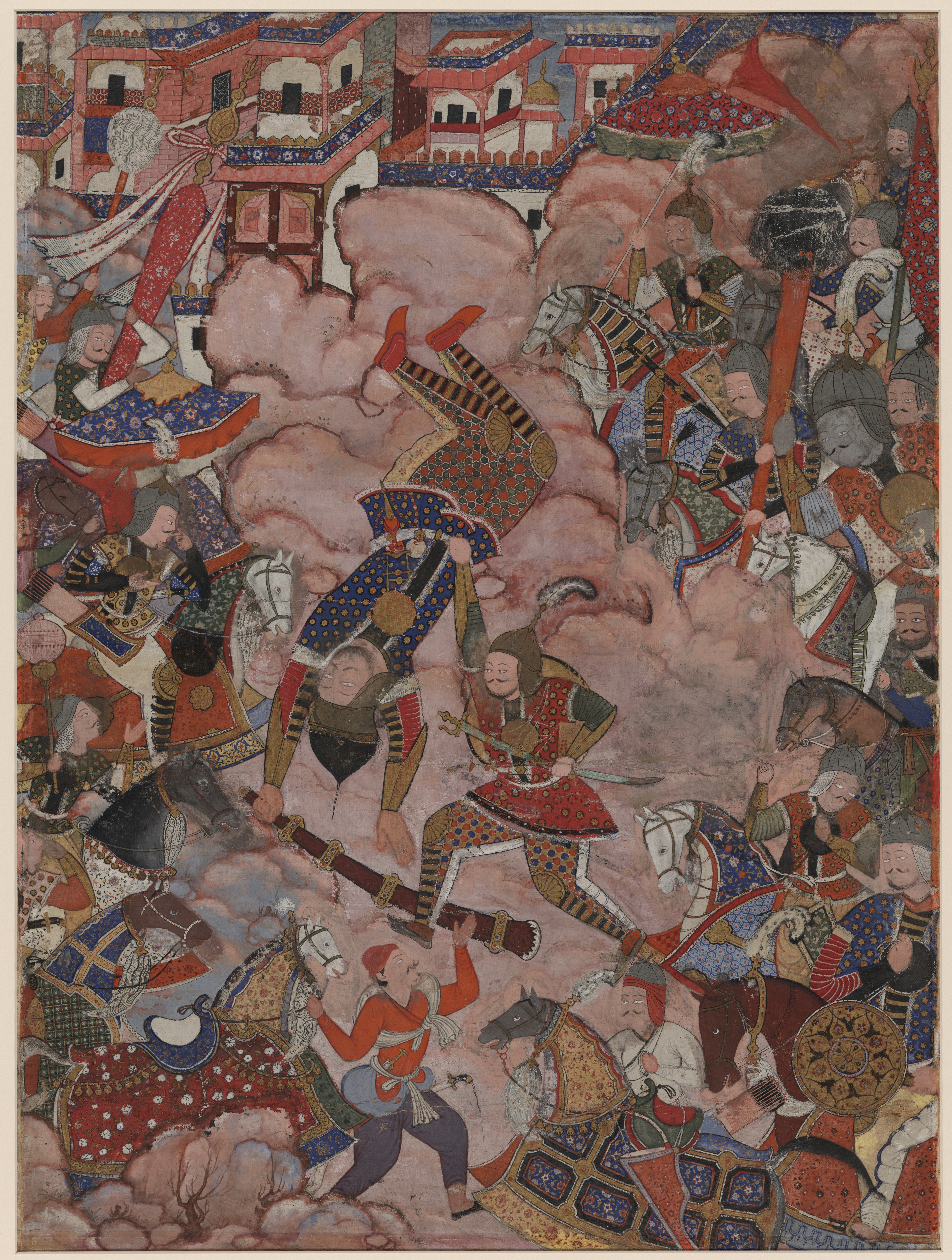
A Hamzanáme egyik egész oldalas illusztrációja

#### AHamzanameután készült művek
A Hamzanáme után a művészek szerteágazóbb témákkal kezdtek el foglalkozni. Az uralkodó utasítására perzsára fordították és illusztrálták a Rámájanát és a Mahábháratát. Ezenkívül filozófiai és vallási tárgyú szövegeket díszítettek, valamint olyan népszerű alkotásokat, mint a Kathásaritsagára. Ennek a korszaknak az egyik legkiemelkedőbb darabja a Mahábhárata egyik része, a Razmnáme (Csaták könyve) perzsa fordítása, amelyet jelenleg Dzsaipurban őriznek. A képek stílusa változatos, ez a kéziraton dolgozó számos művésznek köszönhető, akik neve a képek alsó sarkában található. Az egyes képeken több művész dolgozott, a leggyakorlottabb vagy leghíresebb művész feladata volt a kompozíció kialakítása, egy másik felelt a színezésért és általában egy harmadik festő rajzolta meg az arcvonásokat.
Megjelent egy újfajta ábrázolásmód is, ahol a dinasztia illusztrált történeteit mutatták be, a főszerepben magával az uralkodóval. Akbar és Bábur élete mellett megjelenítették távoli őseik, Timur Lenk és Dzsingisz kán élettörténetét is. Bábur emlékiratainak és Akbar uralkodásának ábrázolása komoly kihívást jelentett a művészek számára, mivel a személyeket és környezetüket valósághűen kellett bemutatniuk. Ezek a kéziratok átlagosan ötszáz oldalasok voltak, körülbelül százötven illusztrációval. Hogy ilyen nagy mennyiségű illusztrációt el tudjanak készíteni, a művészeket csoportokba szervezték. Előfordult az is, hogy más kéziratok számára előkészített képeket is felhasználtak.
Akbar élettörténetéről két kézirat is készült. Az első Akbarnáméhoz képest az illusztrációk sokkal kifinomultabbá váltak az egy évtizeddel később készült második változatban. A képek színezése, a letisztult kompozíció olyan magas szintű művészi értéket képvisel, hogy ez a kézirat lehetett az 1590-es évek legszebb alkotása. A kezdő művészek együtt dolgoztak tapasztaltabb társaikkal a képek megformálásán. A festményekre a realisztikus ábrázolásmód jellemző, olyannyira, hogy egyes épületek és személyek pontosan beazonosíthatók. A krónikákat díszítő illusztrációk művészi értékük mellett fontos információforrások az udvari élettel, a hadjáratokkal és az építkezésekkel kapcsolatban. Például az első Akbarnáme egy olyan illusztrációt tartalmaz, amely a napjainkra már elpusztult Elefánt-kapu építését jeleníti meg Fatehpur Szikriben.

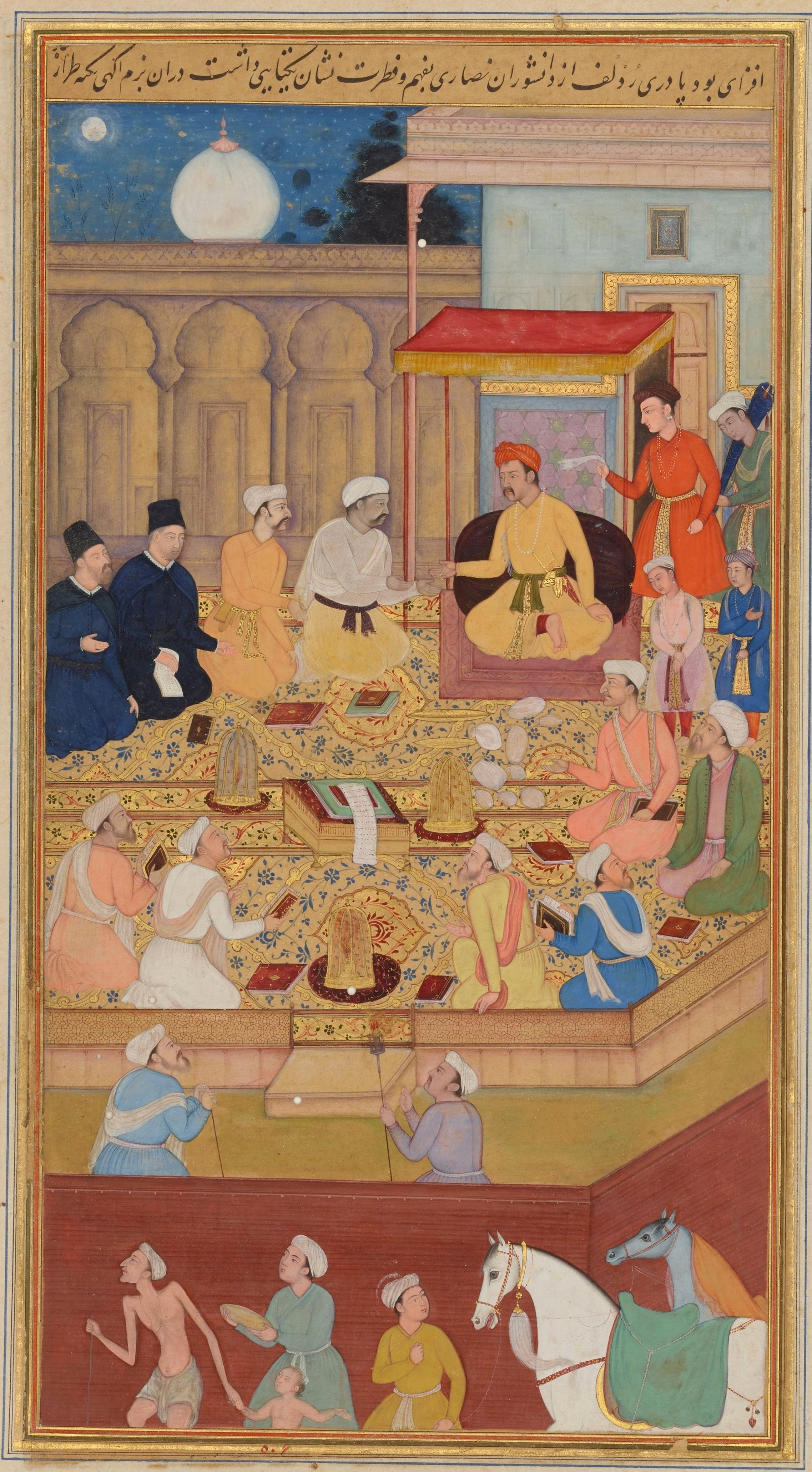
A második Akbarname egész oldalas illusztrációja
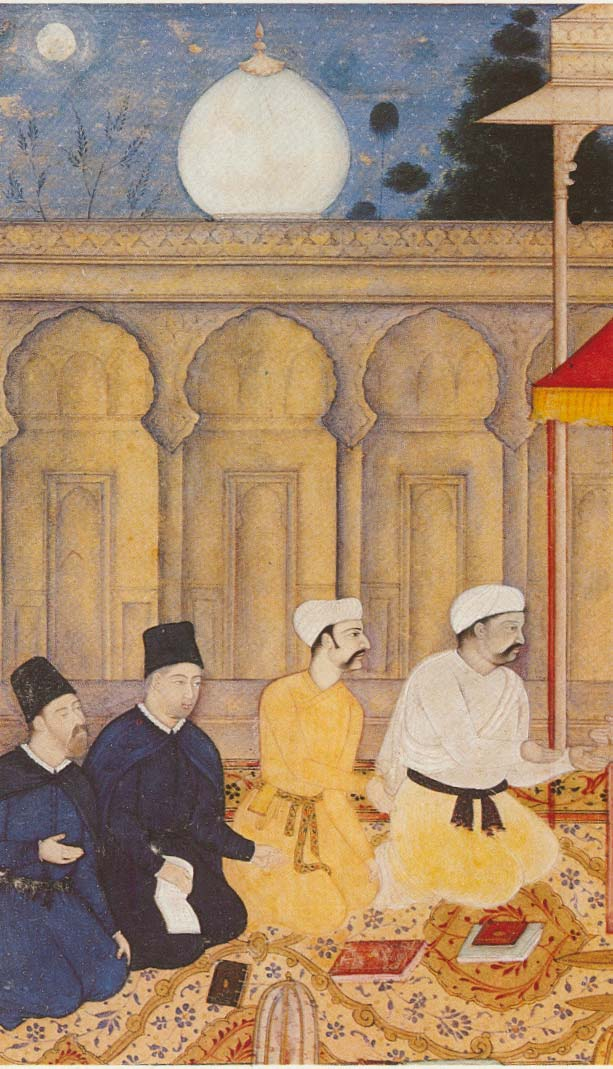
A második Akbarname egész oldalas illusztrációja
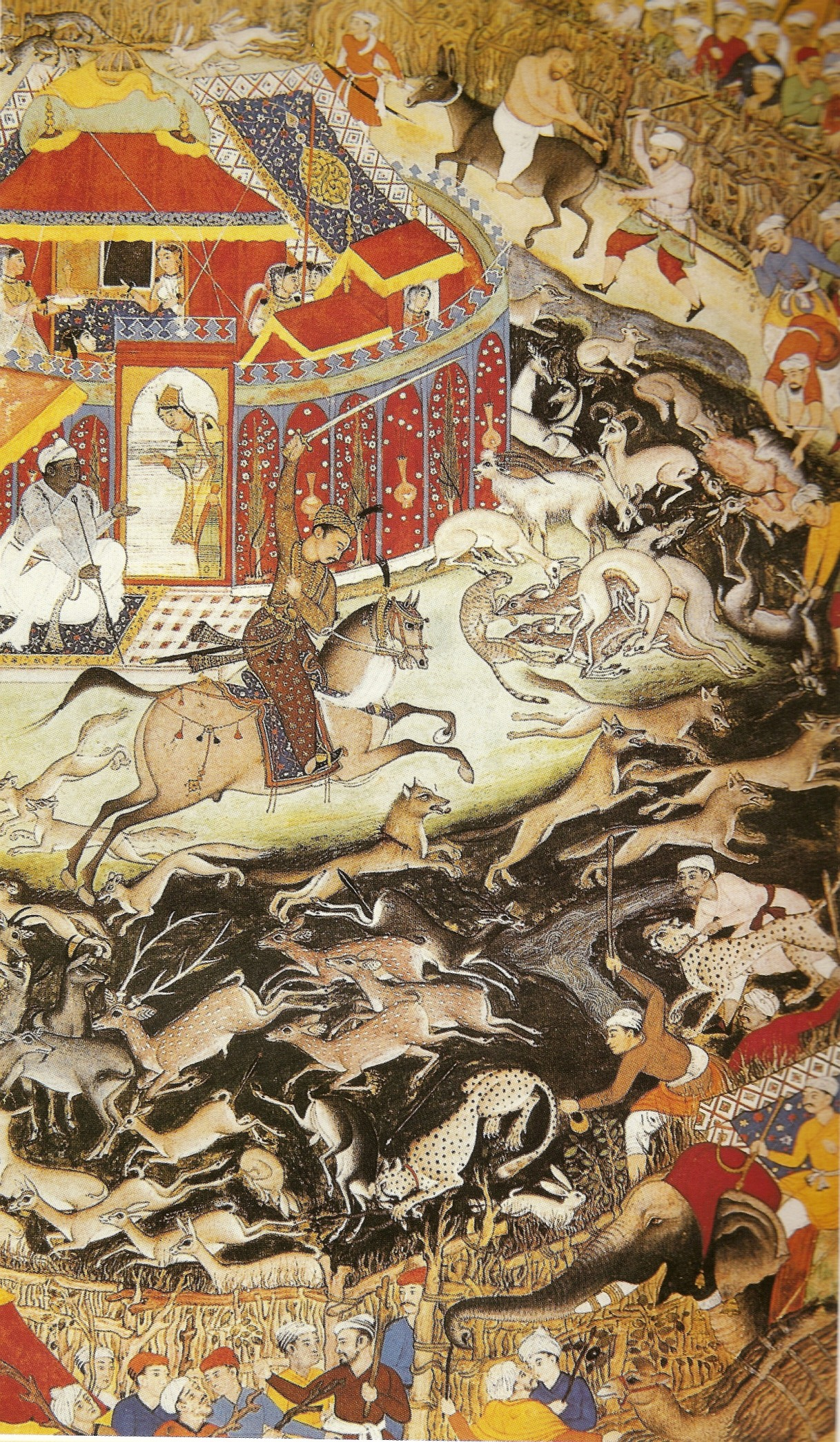
A második Akbarname egész oldalas illusztrációja
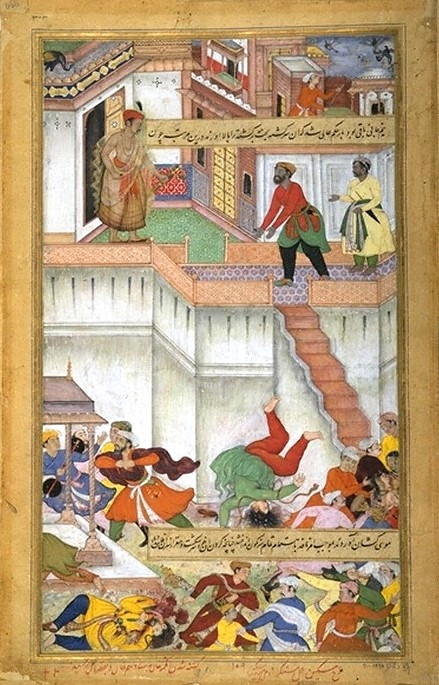
A második Akbarname egész oldalas illusztrációja

### Festészet Dzsahángír uralkodása alatt
Dzsahángír folytatta a festészet megújítását, mind a témaválasztást, mind a stílus illetően. Lenyűgözték a természeti jelenségek és az élőlények, ezért megbízást adott színvonalas növény- és állattanulmányok elkészítésére. A természettudományos témákat megjelenítő festők közül a leghíresebb Usztád Manszur volt. Dzsahangír korának legismertebb állatábrázolása azonban Abul-Haszan nevéhez fűződik. Mókusokat ábrázolt egy platánfán, ami az uralkodót az általa kedvelt Kasmírra emlékeztethette. Az aranyozott felületek és a fa ábrázolásának módja timurida hagyományokra vezethető vissza. A Dzsahángír uralkodása alatt készült alkotásokra az éles megfigyelőképesség és a visszafogottság jellemző. A portrék száma megsokszorozódott. Az alakokat állva és szinte mindig profilban ábrázolták egy türkizkék vagy sötétzöld háttér előtt, amelynek egyhangúságát általában csak egy kisméretű növény- vagy madárábrázolás törte meg. Jellegzetes képtípus volt az, amelyen az uralkodót trónján ülve ábrázolták nemesei körében egy-egy kiemelkedő esemény, például követek fogadása alkalmából.
A császár műértőnek vallotta magát, emlékirataiban azt állította, hogy képes felismerni egyes művészek munkáit, akkor is ha többen dolgoztak egy képen: „Ha egy olyan képet látok, amelyen sok arckép van, s minden egyes arc más-más festő munkája, meg tudom állapítani, hogy melyik arckép melyik festő műve.”
Amikor a 17. század első éveiben Dzsahángír száműzetésbe ment, Allahabadba magával vitte festőműhelyének tagjait is, és több jelentős kézirat is ott készült. Ezekből a kéziratok azt mutatják, hogy a későbbi uralkodó már akkor is a kisebb formátumú kéziratokat részesítette előnyben, kevesebb, de magas színvonalú illusztrációkkal, amelyeken gyakran csak egy művész dolgozott.
A festményeket megközelítőleg negyven centiméter magas és huszonnégy centiméter széles albumokba kötötték úgy, hogy két összetartozó festmény vagy szöveg egy-egy oldalpárra került. A festményeket széles keret vette körbe, amelyeket az arany vagy ezüst különböző árnyalataiban korai timurida stílusú növénymotívumokkal és madarakkal díszítettek. A szövegeket tartalmazó oldalak keretén időnként emberalakok jelennek meg, köztük a kor leghíresebb festőművészei. Dzsahángír két albuma teljes egészében fennmaradt. A jelenleg Teheránban őrzött Gulshan album az 1600 és 1609 között, a másik, Berlinben látható kézirat az 1609 és 1618 között készült képeket tartalmazza. Az illusztrációk magas művészi színvonalat képviselnek, annak ellenére, hogy Dzsahángír műhelyében Akbarénál sokkal kevesebb művész dolgozott. Dzsahángír idejében a kevésbé tehetséges alkotók elvándoroltak, a kiemelkedő művészek pedig specializálták magukat egyes témákra. Mandvar, Bicsitr, Davlat és Bisn Dasz portréket készítettek, Abul-Haszan udvari jeleneteket festett, míg Manszur természetábrázolásairól volt híres.

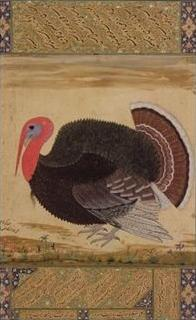
Pulyka, Manszur festménye
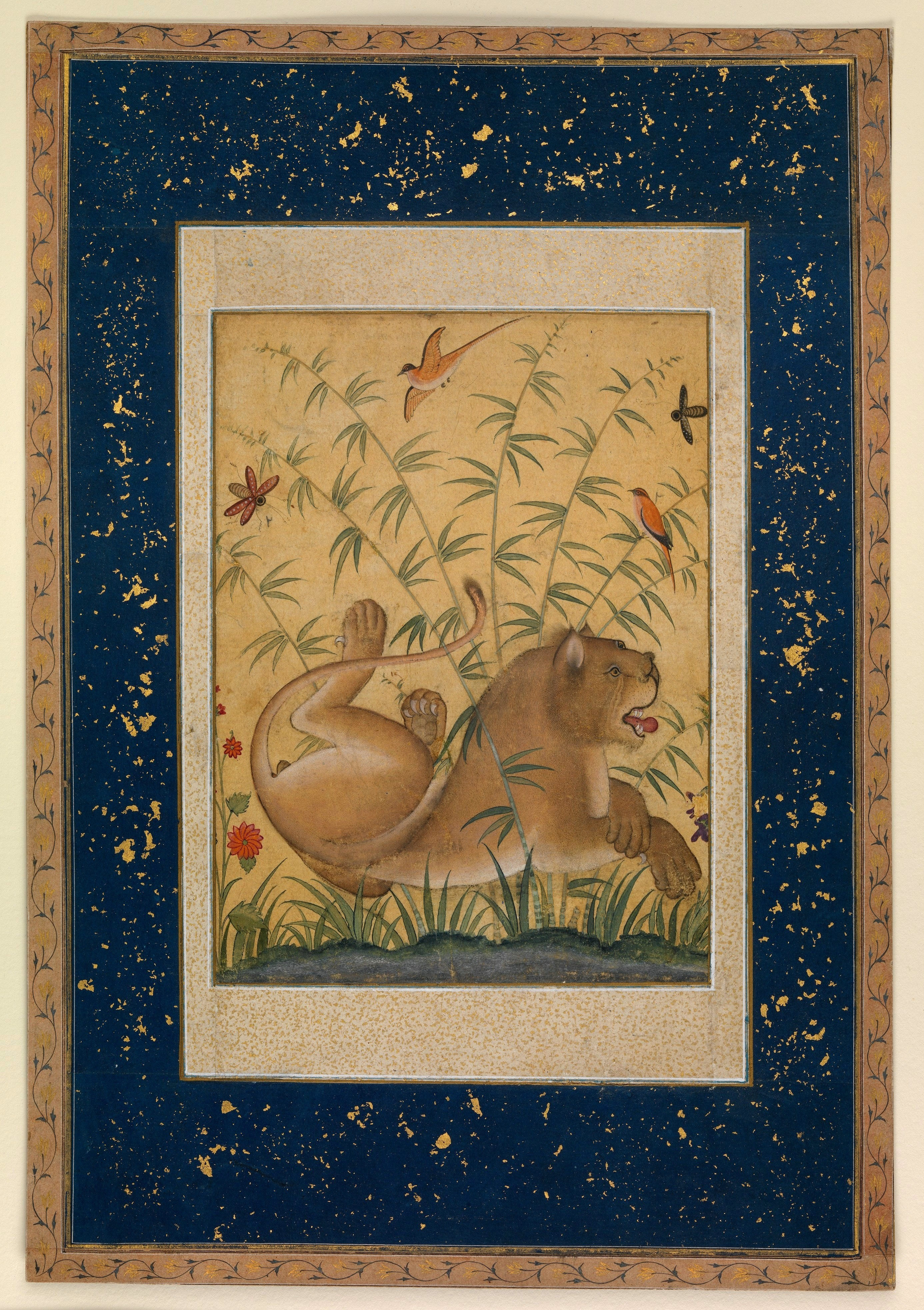
Pihenő oroszlán, Manszur festménye
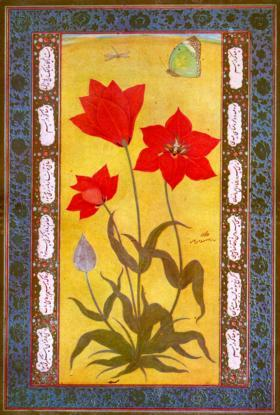
Tulipánok, Manszur festménye

Az albumokban megtalálhatók más típusú alkotások is, amelyek felkeltették az uralkodó érdeklődését, többek között dekkáni és perzsa festmények, európai nyomatok, európai témák mogul ábrázolása és uralkodók allegorikus portréi. Ezenkívül gyűjtötte a Szultán Ali Meshedi, más néven Szultán al-Hattatin, vagyis a „kalligráfusok királya” és a heráti Mir Ali Havari készítette íveket, amelyekre jámbor mondásokat vagy tömör perzsa négysoros verseket írtak.
Dzsahángír idejében készült alkotások közül talán a legkevésbé attraktívak azok a portrék, amelyeken angliai eredetű Erzsébet vagy Jakab korabeli elemek szerepelnek, például kerubok. Az egyik legismertetbb ilyen típusú portré Bicsitr 1615 körül készült képe, a Dzsahángír királyokkal szemben előnyben részesít egy szúfi szentet. A festmény azt hangsúlyozza, hogy a császár előnyben részesíti a spirituális értékeket a földi hatalomnál, és bemutatja a mogul dinasztia szoros kötődését a misztikus rendekhez. A kép az uralkodót egy homokórán ülve ábrázolja, ahogy a szent embernek ajándékoz egy kéziratot. A szent alatt látható három alak közül a legfelső egy török szultán. Feltételezhetően nem egy konkrét személy ábrázol, hanem azt jeleníti meg, ahogy az európaiak a török szultánokat elképzelték. Alatta I. Jakab angol király jelenik meg, akinek portréját olyan festményekről másolhatták, amelyeket Sir Thomas Roe, a mogul udvarba küldött angol nagykövet ajándékozott a császárnak. A harmadik, indiai vonásokat viselő alak egy miniatúrát tart a kezében, és feltehetően az alkotót, az ismert portréfestőt ábrázolja. A kép kiegészítő elemei, a puttók és a dicsfény szintén európai festményekről származnak. Jellemző, hogy uralkodása vége felé a császárt glóriával a feje körül jelenítették meg, ezzel szinte isteni hatalmát hangsúlyozták.

### Festészet Sáh Dzsahán és Aurangzeb uralkodása alatt
Sáh Dzsahán a festészettel szemben előnyben részesítette az építészetet. Az udvari műhelyben a királyi családhoz kapcsolódó krónikák illusztrálására helyezték a fő hangsúlyt. Továbbra is készültek portrék, de az ábrázolások jellege megváltozott. Nagyobb hangsúlyt kapott a háttér, egyes esetekben nagyobb szerepet játszott a festményen, mint az ábrázolt személy.
A Sáh Dzsahán korából fennmaradt albumok festményei és az illusztrált uralkodói krónikák a festészet új irányvonalát képviselik. Nagy jelentőséget tulajdonítottak a tárgyi kultúra technikai tökéllyel való ábrázolásának, a festményeket a korábbinál jóval több alakot ábrázoltak a szereplőket kevésbé egyénenként, inkább csoportosan jelenítették meg. A képek keretét halványabban színezték és arabeszkekkel vagy virágokkal díszítették. Ezek a díszítések az épületeken alkalmazott kőberakásokhoz hasonló hatást keltettek.
Sáh Dzsahán kevesebb szakmai tudással rendelkezett, mint elődje, de nagyra becsülte a kalligráfiát. Dzsahángírhoz hasonlóan perzsa négysoros verseket köttetett albumokba, ezenkívül a dinasztian anyanyelvén, csagatáj-török nyelven íródott verseket. Szintén albumokba rendeztette legidősebb fia, Dára Sikúh kalligráfiáit, aki Abd al-Rasid Dajlámi perzsa mesternél tanult. Másik fia Aurangzeb, a későbbi uralkodó is kiváló kalligráfus volt, aki több Korán-másolatot készített, és aki testvérével, Sáh Sudzsával együtt szintén perzsa mesterektől tanult.
Néhány verseskötet illusztrációkat is tartalmaz, azonban ezek a képek nem egész oldalasak, hanem csak egy keskeny horizontális sávot foglalnak el a szöveg közepén. Albumok számára továbbra is készítettek egész oldalas képeket. Az egyik ilyen album a Minto-album Sáh Dzsanhán uralkodásának elején készült. A később készült albumok illusztrációi a 19. században és a 20. század elején szétszóródtak. A Sáh Dzsahán idejében készült legszebb kézirat a Padisahnama, amely negyvennégy teljes oldalas illusztrációt tartalmaz, és a császár uralkodásának első évtizedét jeleníti meg. A kézirat 1565 körül készülhetett. Feltételezhetően több illusztrációt előkészítettek a következő kötetek számára is, azonban ezek az uralkodó trónfosztása miatt nem készültek el. A képek túlnyomó többsége formális udvari jelenetet ábrázol. A rajtuk szereplő személyek felismerhetőek és feliratokkal azonosítottak. Az udvari jelenetek statikusak, a csatákat bemutató képek azonban mozgalmasak és nagyfokú ábrázolástechnikai fejlődésről tanúskodnak. Ez a kézirat tekinthető a mogul festészet legutolsó jelentős alkotásának.
Aurangzebet nem érdekelte a festészet, bár uralkodásának kezdetén egy darabig még készültek könyvillusztrációk, azonban ezekre a képekre már nem jellemző a törekvés a realizmusra. A festők portrékat és egyszerűsített, meglehetősen élettelen jeleneteket ábrázoltak. Az ortodox uralkodó 1680-ban kitiltotta udvarából a festőket és a zenészeket, így a festők a helyi nemesek megbízásainak reményében elvándoroltak a birodalom más részeibe, vagy külföldre mentek. Később Mohamed Naszír (1719–1748) idejében a festészet egy rövid időre újra fellendült, de miután Nádír Sah 1739-ben kifosztotta Delhit, hanyatlásnak indult, majd a pusztítás miatt elvándorolt művészek munkáiban teljesen átalakult, és a továbbiakban már nem tekinthető mogul festészetnek.

## Kézművesmunkák

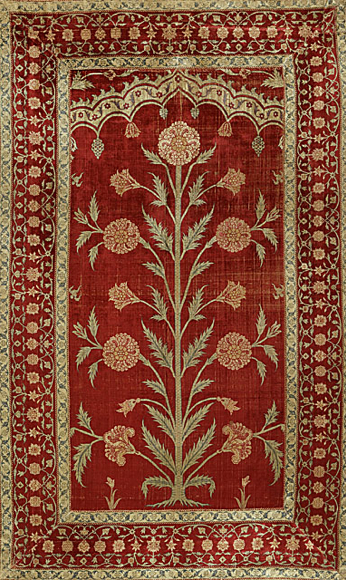
Selyemszőnyeg

A mogul császárok uralkodása alatt készült luxustermékek túlnyomó többsége világi célt szolgált. A legszebb darabok a császári műhelyekben készültek, gyakran az uralkodó közvetlen irányítása alatt. A helyi műhelyekben készült ékszerek, fegyverek, textilek és szőnyegek mellett a fellelhető legértékesebb tárgyakat importálták a mai Mianmar, Srí Lanka és Afganisztán területéről, ezenkívül gyűjtötték a kínai porcelánokat is.
Bábur vándorló életmódja és korlátozott anyagi forrásai nem tették lehetővé, hogy műhelyeket alapítson és nagy mennyiségű luxustárgyat halmozzon fel. Indiába érkezve ugyan követte a korábbi indiai uralkodók szokását, és rendszeresen adományozott díszruhákat, de az első olyan esemény, ahol a kézműves termékek komoly szerepet kaptak, Humájun koronázási ünnepsége volt 1531-ben, ahol a források szerint több mint tizenkétezer díszruhát ajándékoztak el.
Az első jelentős császári műhelyeket Akbar uralkodása alatt alapították Fatehpur Szíkriben. A leírások szerint a palota közelében kaptak helyet az illatszerkészítők, a festők, az aranyművesek, a falikárpit-, a szőnyeg- és függönyszövők, valamint a fegyvergyártók műhelyei és műtermei. A felhasznált motívumok perzsa előképeket követtek, de az ábrázolásokat az ekkor már a festészetben is nyilvánvaló erősebb naturalizmus jellemezte. Ezek a műhelyek közvetlenül a császár háztartásához tartoztak, az elkészült darabokat raktározás előtt leltárba vették. A legértékesebb darabokat az uralkodó személyes raktárhelyiségében tárolták.
Indiában már az ókor óta nagy hagyománya volt a textilkészítésnek. Az első mogul császárok idejében készült szőtteseket a legjobb alapanyagokból szőtték, viszont mintázatuk még viszonylag egyszerű volt. A 17. század közepétől azonban a textilkészítésben is uralkodóvá váltak a növénymotívumok, és az ezután készült arany- és ezüstfonállal díszített darabok kiemelkedő művészi értéket képviselnek. Ezeket a díszes anyagokat bútorszövetek készítésére és nagyobb falfelületek beborítására is felhasználták. Az egykorú források szerint például Aurangzeb idejében a hadjáratok során a császári lakosztály nagy méretű, néha kétszintes sátrakból állt, a sátrak oldalait többméteres, textilekből készült panelekkel fedtek be.
A ruhaanyagok közül a bársonyt Európából, Perzsiából és Gudzsarát államból, a gyapjúszövetet Törökországból és Portugáliából, a selymet Herátból importálták, majd leutánozták. Ezenkívül az anyagok készítéséhez szakembereket hívtak főleg Perzsiából, akik a helyi műhelyekben folyó munkát irányították. A 17. század elején a fővárosokon (Agra, Fatehpur Szikri, Lahore) kívül még számos más városban is alapítottak műhelyeket. A virágzó növény motívuma, amely európai eredetre vezethető vissza, 1620 körül jelent meg Indiában, és Sáh Dzsahán uralkodása alatt terjed el annyira, hogy egészen a 18. század végéig meghatározó szerepet játszott a textilkészítésben. Ezt a motívumot Aurangzeb is kedvelte, aki katonai táborai számára bútorszöveteket rendelt Golkondából és még délebbről.
A szőnyegszövés feltehetőleg Akbar uralkodása alatt jelent meg Indiában. Korábban a területen nem készítettek szőnyegeket, mert az éghajlati viszonyok miatt nem volt gyakorlati hasznuk. Az egyik legkorábbi, jelenleg Glasgow-ban őrzött szőnyeg állatokat ábrázol vörös háttér előtt. A pamut alapra gyapjúfonalból készült szőnyeg négyzetcentiméterenként hat csomóból áll. A szőnyeg mintája nem egy központi motívum köré rendeződik, hanem ismétlődő jeleneteket ábrázol. A stilisztikai hasonlóságok alapján valószínűsíthető, hogy Lahorban készült, feltehetőleg azután, hogy Akbar oda helyezte át fővárosát. Nagy méretéből következik, hogy előtte már számos hasonló szőnyeget is készítettek.
Az úgynevezett Aynard imaszőnyeg a 17. század második negyedében készülhetett. A 125×90 centiméteres szőnyeg is feltételezhetően Lahorban készült, és egy nagyobb darab része lehetett. A szőnyeg minden négyzetcentimétere átlagosan százhetvennégy csomóból áll, ami a korábban készült szőnyegek csaknem harmincszorosa. A vékony fonal és a legjobb minőségű alapanyag alkalmazása miatt szőnyeg bársonyra emlékeztet. A vörös alapszín tipikusan mogul jellegzetesség, míg a rajta látható virágmotívumok európai eredetűek.
A zománctechnikát európaiak hozták be Indiába Dzsahángir idejében, majd később a helyi mesterek is széles körben alkalmazták. Az egyik legkorábbi fennmaradt zománccal díszített tárgy egy kék, világoszöld és fekete zománcdíszítéssel borított gyűrű, amely feltételezhetően az uralkodó számára készült.

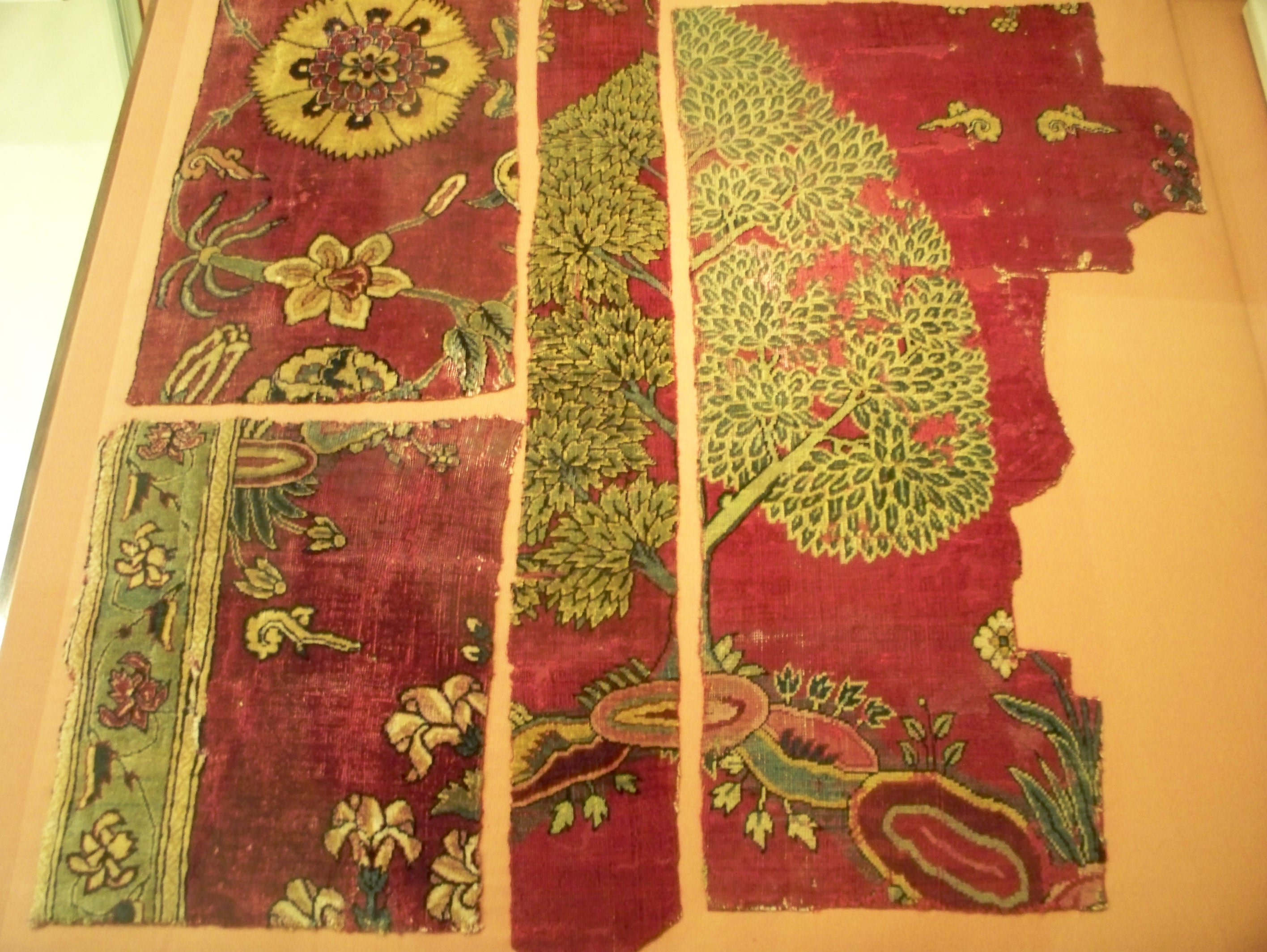
Mogul szőnyegek részletei
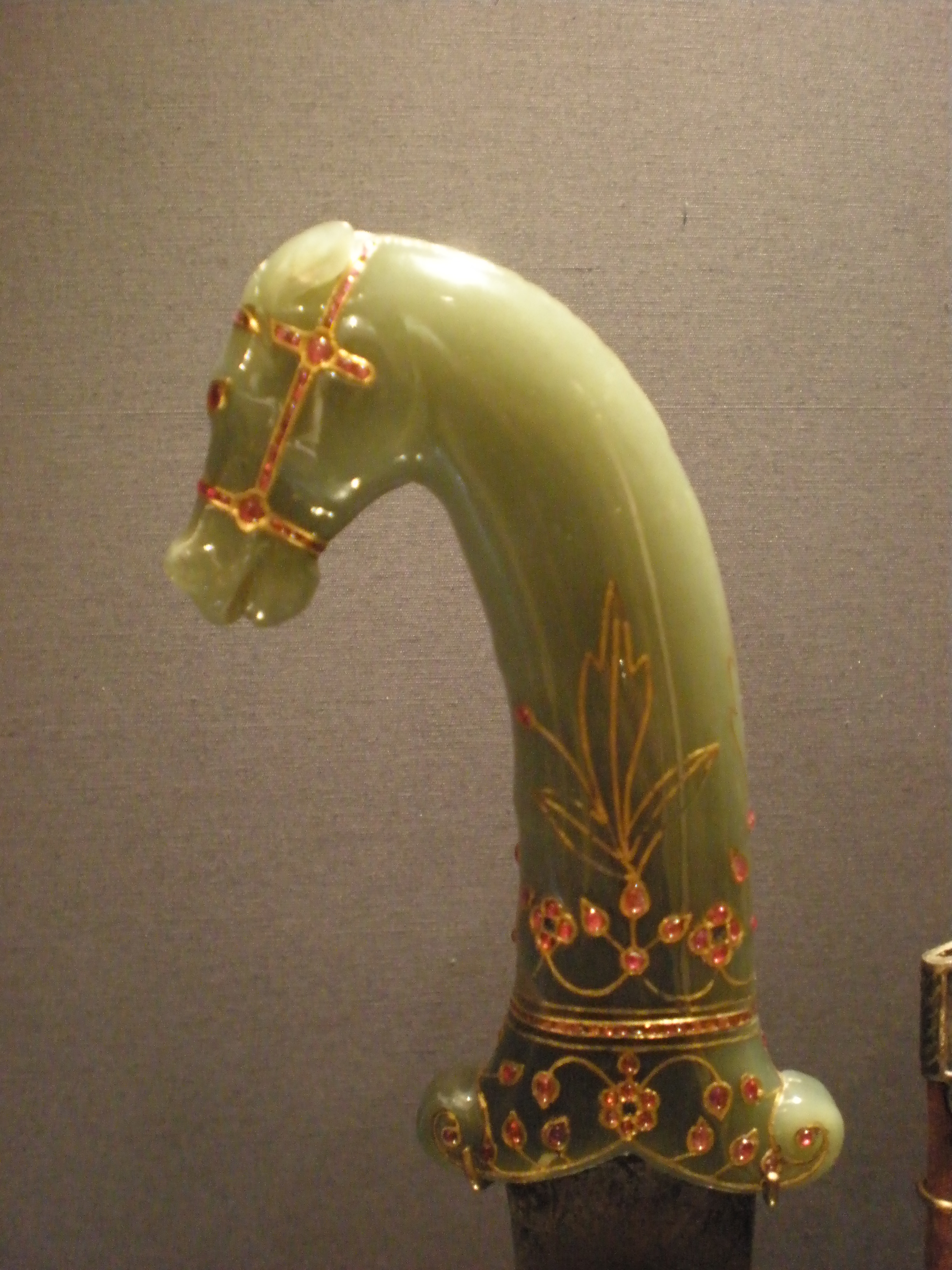
Díszes, jádéból faragott tőrmarkolat
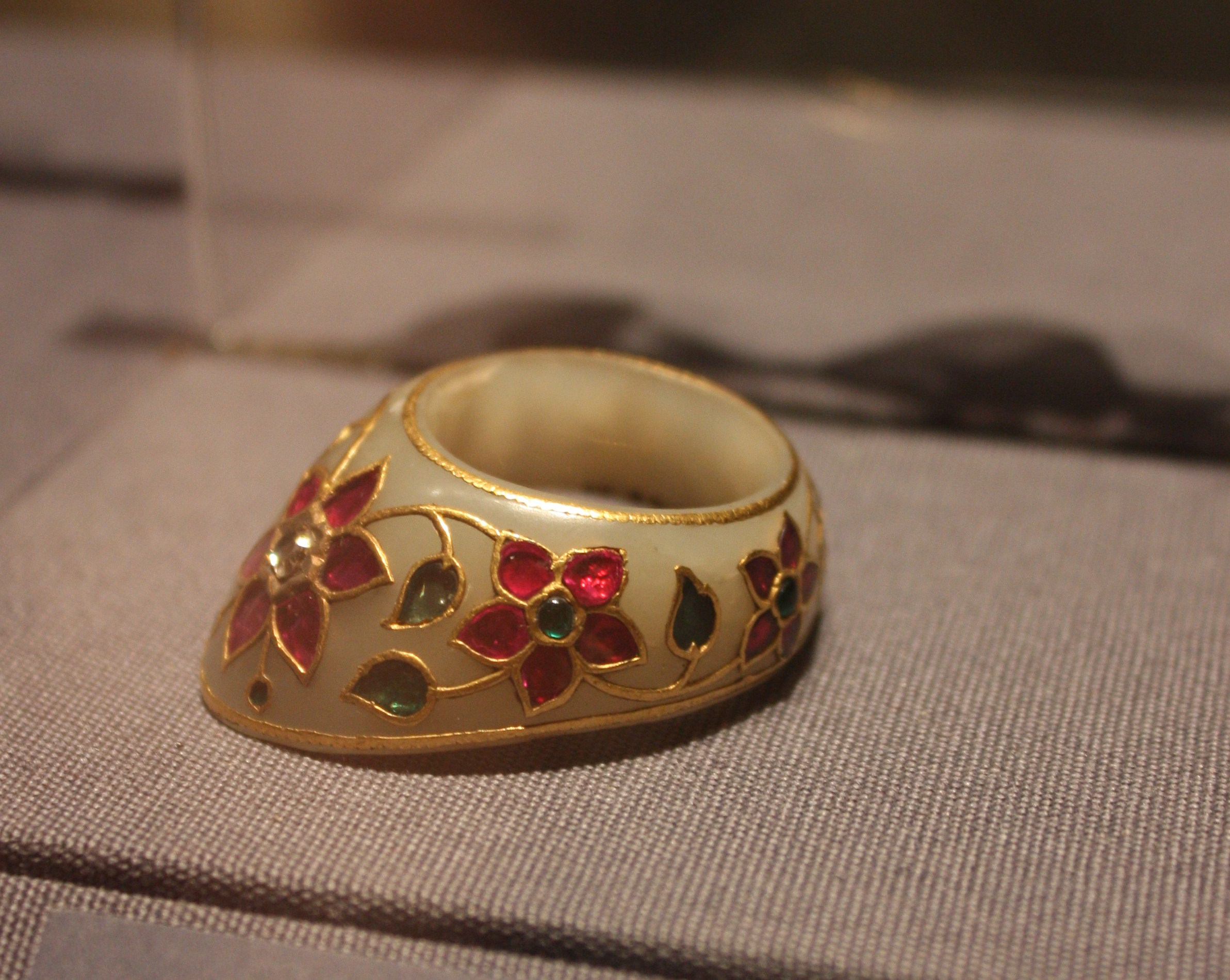
Jádéból faragott gyűrű

## Külső hivatkozások
- A Wikimédia Commons tartalmaz Mogul művészet témájú kategóriát.